# Liste der Biografien/Lie
Liste der Biografien |
Portal Biografien |
Personensuche
# |
A |
B |
C |
D |
E |
F |
G |
H |
I |
J |
K |
L |
M |
N |
O |
P |
Q |
R |
S |
T |
U |
V |
W |
X |
Y |
Z |
?
 
La |
Lb |
Lc |
Le |
Lg |
Lh |
Li |
Lj |
Ll |
Lm |
Lo |
Lp |
Lt |
Lu |
Lv |
Lw |
Lx |
Ly |
Lz
 
Lia |
Lib |
Lic |
Lid |
Lie |
Lif |
Lig |
Lih |
Lii |
Lij |
Lik |
Lil |
Lim |
Lin |
Lio |
Lip |
Liq |
Lir |
Lis |
Lit |
Liu |
Liv |
Liw |
Lix |
Liy |
Liz
Die Liste der Biografien führt alle Personen auf, die in der deutschsprachigen Wikipedia einen Artikel haben. Dieses ist eine Teilliste mit 1214 Einträgen von Personen, deren Namen mit den Buchstaben „Lie“ beginnt.

## Lie
- Lie († 369 v. Chr.), Herrscher der chinesischen Zhou-Dynastie: der einundzwanzigste der Östlichen Zhou-Dynastie
- Lie Poo Djian (1932–2008), indonesischer Badmintonspieler
- Lie, Alf (1887–1969), norwegischer Turner
- Lie, Anne Marie (1945–1989), dänische Schriftstellerin und Schauspielerin
- Lie, Aylar (* 1984), norwegisches Glamour-Model, Schauspielerin, Sängerin, Pokerspielerin und Pornodarstellerin
- Lie, Birger (1891–1970), norwegischer Sportschütze
- Lie, Eddy (* 1946), niederländischer Dichter und Maler indonesischer Abstammung
- Lie, Håkon Wium (* 1965), norwegischer Informatiker und Manager
- Lie, Harald (1902–1942), norwegischer Komponist
- Lie, Harry G. H. (1929–2016), deutscher Architekt
- Lie, Håvard (* 1975), norwegischer Skispringer
- Lie, Ingo (* 1952), deutscher Maler, Objekt- und Multimediakünstler
- Lie, Ivanna (* 1960), indonesische Badmintonspielerin
- Lie, Jonas (1833–1908), norwegischer Erzähler und Dramatiker
- Lie, Jonas (1899–1945), norwegischer Politiker und PolizeioffizierJonas Lie (1899–1945)

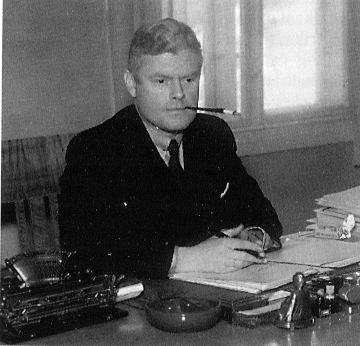
Jonas Lie (1899–1945)

- Lie, Kajsa Vickhoff (* 1998), norwegische Skirennläuferin
- Lie, Kathy (* 1964), norwegische Politikerin
- Lie, Kjetil (* 1980), norwegischer Schachgroßmeister
- Lie, Kristin (* 1978), norwegische Fußballspielerin
- Lie, Lars Gunnar (1938–2025), norwegischer Politiker
- Lie, Lingga (* 1986), indonesischer Badmintonspieler
- Lie, Lotte (* 1995), norwegisch-belgische Biathletin
- Lie, Morten (* 1985), dänischer Eishockeyspieler
- Lie, Rolf (1889–1959), norwegischer Turner
- Lie, Romie (* 1954), Schweizer Schriftstellerin
- Lie, Sigve (1906–1958), norwegischer Segler
- Lie, Sophus (1842–1899), norwegischer MathematikerSophus Lie (1842–1899)

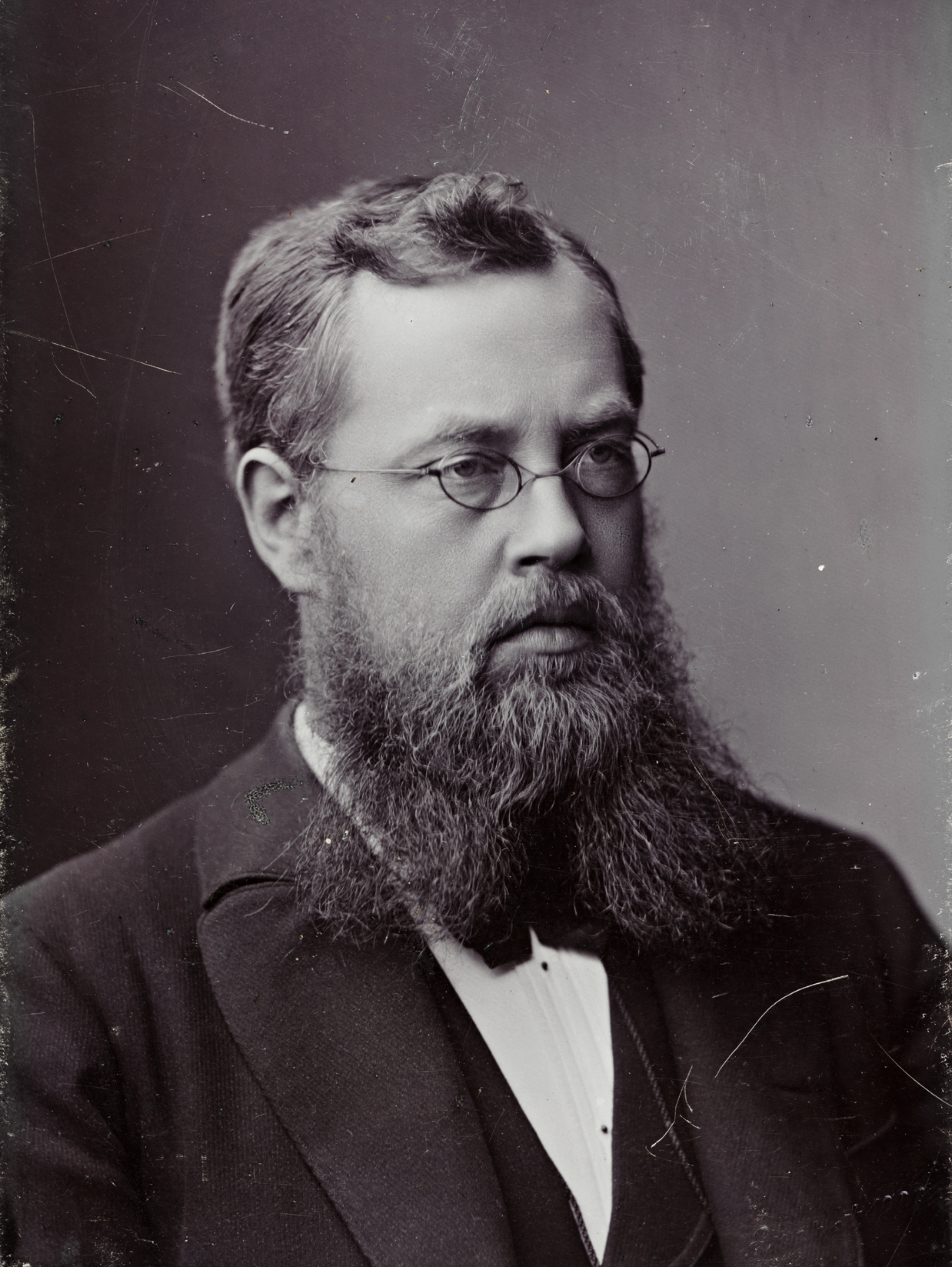
Sophus Lie (1842–1899)

- Lie, Trygve (1896–1968), norwegischer Politiker, Mitglied des Storting, Generalsekretär der Vereinten Nationen (1946–1952)

### Lieb
- Lieb, Adolf (* 1868), deutscher Verwaltungsjurist und Bezirksamtmann
- Lieb, Bernhard (1894–1978), deutscher Politiker (Zentrum, CDU), MdL Württemberg-Hohenzollern
- Lieb, Charles (1852–1928), US-amerikanischer Politiker deutscher Herkunft
- Lieb, Claudia (* 1976), deutsche Kommunikationsdesignerin
- Lieb, Constantin (* 1987), deutscher Autor und Filmemacher
- Lieb, Elliott (* 1932), US-amerikanischer Physiker, Hochschullehrer für MathematikElliott Lieb (* 1932)

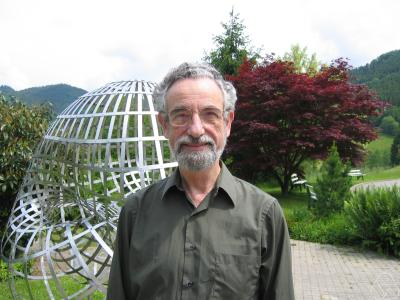
Elliott Lieb (* 1932)

- Lieb, Ernest (1940–2006), deutsch-US-amerikanischer Karateka
- Lieb, Ernst (1898–1989), Schweizer Politiker (BGB)
- Lieb, Friedrich, deutscher Orgelbauer
- Lieb, Fritz (1892–1970), Schweizer reformierter Theologe und Slawist
- Lieb, Gerhard Karl (* 1960), österreichischer Geograph
- Lieb, Guillaume (1904–1978), französischer Fußballspieler
- Lieb, Hans (1930–2014), Schweizer Historiker, Epigraphiker und Archivar
- Lieb, Hans-Heinrich (* 1936), deutscher Germanist, Sprachwissenschaftler und Hochschullehrer
- Lieb, Harald (1934–2015), deutscher Schachspieler, mehrfacher West-Berliner Schachmeister und FIDE-Meister
- Lieb, Ingo (* 1939), deutscher Mathematiker
- Lieb, Jason (* 2001), deutscher Volleyball- und Beachvolleyballspieler
- Lieb, Johann (1566–1650), deutscher Archivar
- Lieb, Klaus (* 1965), deutscher Psychiater
- Lieb, Klaus-Peter (1939–2013), deutscher Kernphysiker
- Lieb, Lina-Marie (* 2001), deutsche Volleyball- und Beachvolleyballspielerin
- Lieb, Ludger (* 1967), deutscher germanistischer Mediävist und Professor für Ältere Deutsche Philologie
- Lieb, Manfred (1935–2017), deutscher Arbeits- und Gesellschaftsrechtler
- Lieb, Marc (* 1980), deutscher RennfahrerMarc Lieb (* 1980)

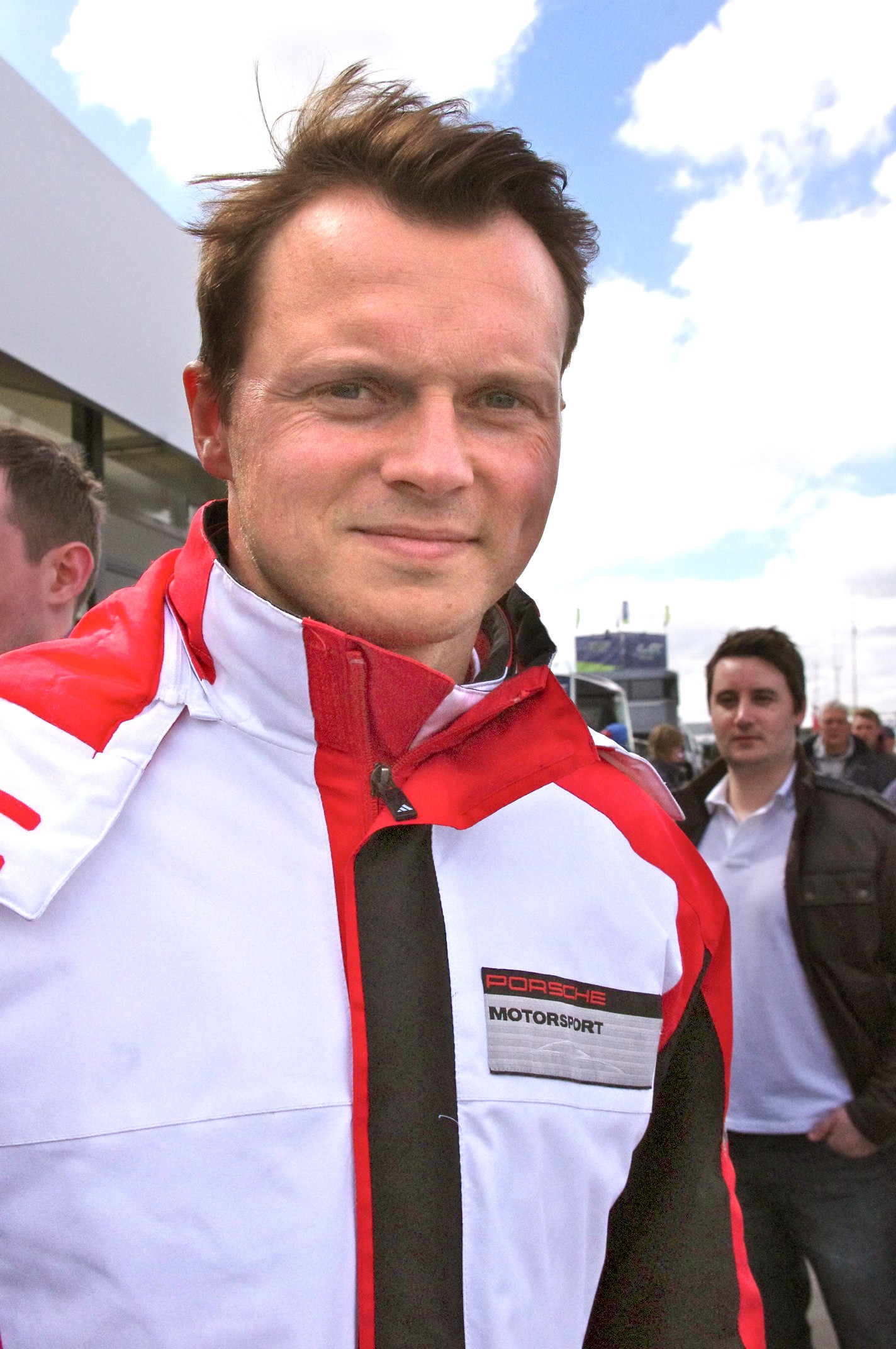
Marc Lieb (* 1980)

- Lieb, Marie (1844–1917), deutsche Künstlerin
- Lieb, Martin (* 1961), österreichischer Judoka
- Lieb, Michael Jacques (* 1956), deutscher Schauspieler, Schauspiellehrer, Märchenerzähler und Klinik-Clown
- Lieb, Mira (* 1995), deutsche Kinderdarstellerin
- Lieb, Norbert (1907–1994), deutscher Kunsthistoriker
- Lieb, Oliver (* 1969), deutscher Musikproduzent
- Lieb, Peter (* 1974), deutscher Militärhistoriker
- Lieb, Silvia (* 1970), österreichische Medienmanagerin
- Lieb, Stefanie (* 1966), deutsche Kunst- und Architekturhistorikerin
- Lieb, Theobald (1889–1981), deutscher Generalleutnant im Zweiten Weltkrieg
- Lieb, Thomas (1899–1962), US-amerikanischer Leichtathlet
- Lieb, Thorsten (* 1973), deutscher Politiker (FDP), MdB
- Lieb, Wolfgang (* 1944), deutscher Politiker (SPD) und JuristWolfgang Lieb (* 1944)

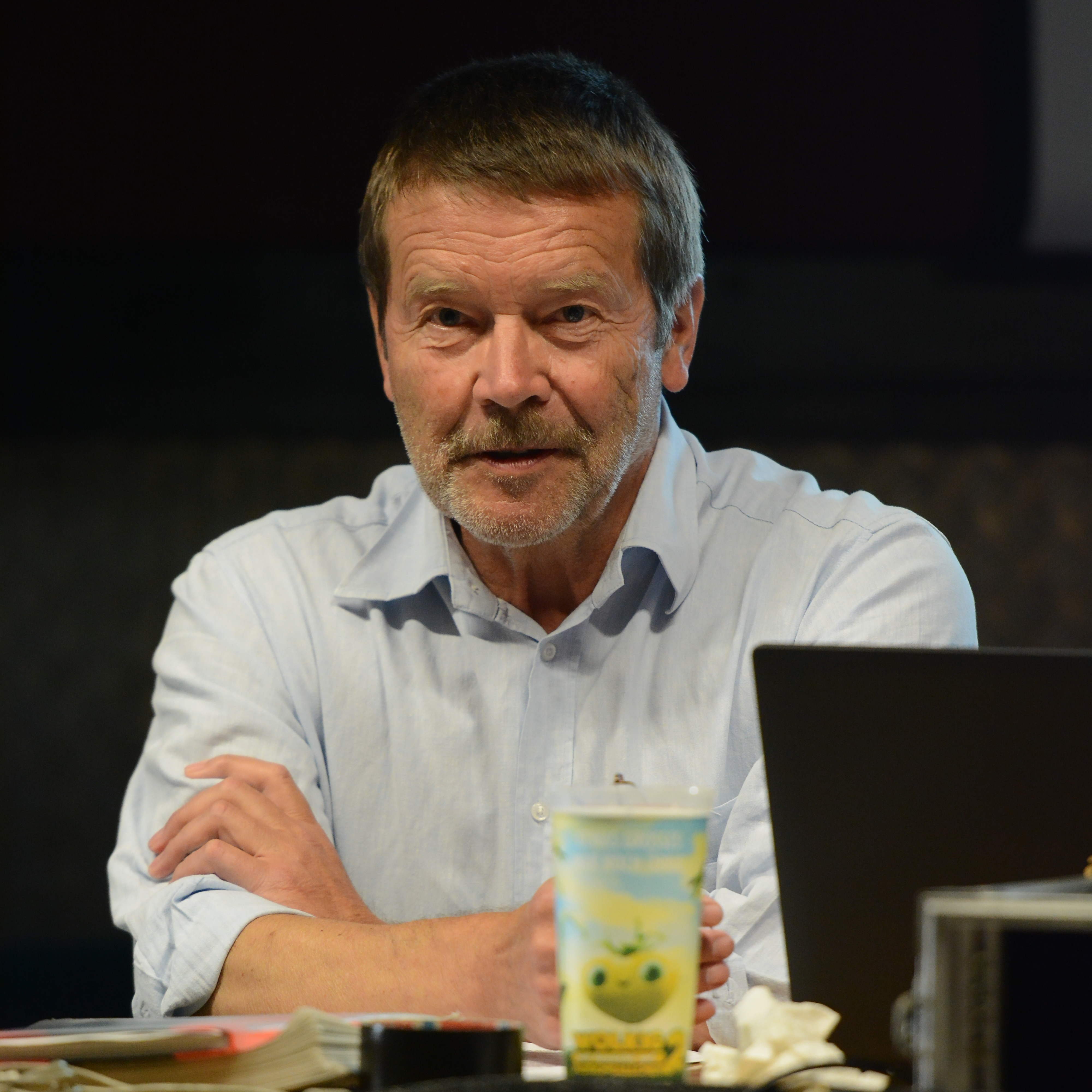
Wolfgang Lieb (* 1944)

#### Lieba
- Liebaert, Julien (1848–1930), belgischer Politiker und Bankmanager
- Liebald, Marius (* 1990), deutscher Handballspieler
- Lieball, Josef (1905–1993), deutscher römisch-katholischer Theologe und Priester
- Lieban, Adalbert (1877–1951), österreichisch-deutscher Opernsänger (Bariton)
- Lieban, Adolf (1867–1924), deutscher Opernsänger
- Lieban, Julius (1857–1940), österreichisch-deutscher Opernsänger
- Lieban, Siegmund (1863–1917), deutscher Opernsänger (Bariton)
- Liébana, Juan Ignacio (* 1977), argentinischer römisch-katholischer Geistlicher, Bischof von Chascomús
- Liebau, Arno (1888–1936), deutscher Komponist und Musikschriftsteller
- Liebau, Eva, österreichische Opernsängerin
- Liebau, Friedrich (1926–2011), deutscher Chemiker, Professor für Mineralogie und Kristallographie
- Liebau, Marlen (* 1951), deutsche Bildende Künstlerin
- Liebau, Oskar (1856–1915), deutscher konservativer Politiker, MdL (Königreich Sachsen)
- Liebau, Siegfried (1911–1995), deutscher SS-Arzt und Anthropologe
- Liebau, Werner (1897–1970), deutscher Wirtschaftswissenschaftler und Hochschullehrer
- Liebau-Kornemann, Margarethe (1896–1974), deutsche bildende Künstlerin
- Liebaug, Silvia (* 1958), deutsche Verwaltungsjuristin, Bürgerbeauftragte des Freistaates Thüringen a. D. und Landrätin a. D.
- Liébault, Nicolas-Léopold (1723–1795), französischer Offizier, Autor und Enzyklopädist

#### Liebc
- Liebchen, Jens (* 1970), deutscher Fotograf

#### Liebe
- Liebe, Anton (1905–1978), österreichischer Architekt
- Liebe, Carl (1854–1912), deutscher Parlamentarier und Verwaltungsbeamter im Fürstentum Reuß älterer Linie
- Liebe, Christian (1654–1708), deutscher Komponist und Organist
- Liebe, Christian Amynt (1816–1909), preußischer Generalmajor
- Liebe, Christian Gottlob (1696–1753), deutscher Kupferstecher
- Liebe, Dirk (* 1972), deutscher Politiker (SPD), MdA
- Liebe, Friedrich von (1809–1885), deutscher Jurist und Politiker
- Liebe, Georg (1859–1912), deutscher Kulturhistoriker und Archivar
- Liebe, Gottlob August (1746–1819), deutscher Graphiker, Kupferstecher und wissenschaftlicher Illustrator
- Liebe, Heinrich (1908–1997), deutscher Marineoffizier sowie U-Boot-Kommandant im Zweiten Weltkrieg
- Liebe, Horst (* 1931), deutscher Endurosportler; DDR-Meister
- Liebe, Karl Theodor (1828–1894), deutscher Geologe und Ornithologe
- Liebe, Oskar (1823–1909), preußischer Generalleutnant
- Liebe, Otto (1860–1929), dänischer Politiker
- Liebe, Reinhard (1878–1956), deutscher Theologe und Hochschullehrer
- Liebe, Rudolf († 1978), pharmazeutischer Chemiker und Unternehmer
- Liebe, Viktor von (1838–1906), deutscher Reichsgerichtsrat
- Liebe, Wolfgang (1911–2005), deutscher Luftfahrtingenieur
- Liebe, Wolfgang (1917–2017), deutscher Apotheker

##### Liebec
- Liebeck, Stella (1912–2004), US-amerikanische Kundin

##### Liebeh
- Liebeheim, Hagen (1962–2013), deutscher Fußballspieler
- Liebehenschel, Arthur (1901–1948), deutscher Nationalsozialist und SS-FührerArthur Liebehenschel (1901–1948)

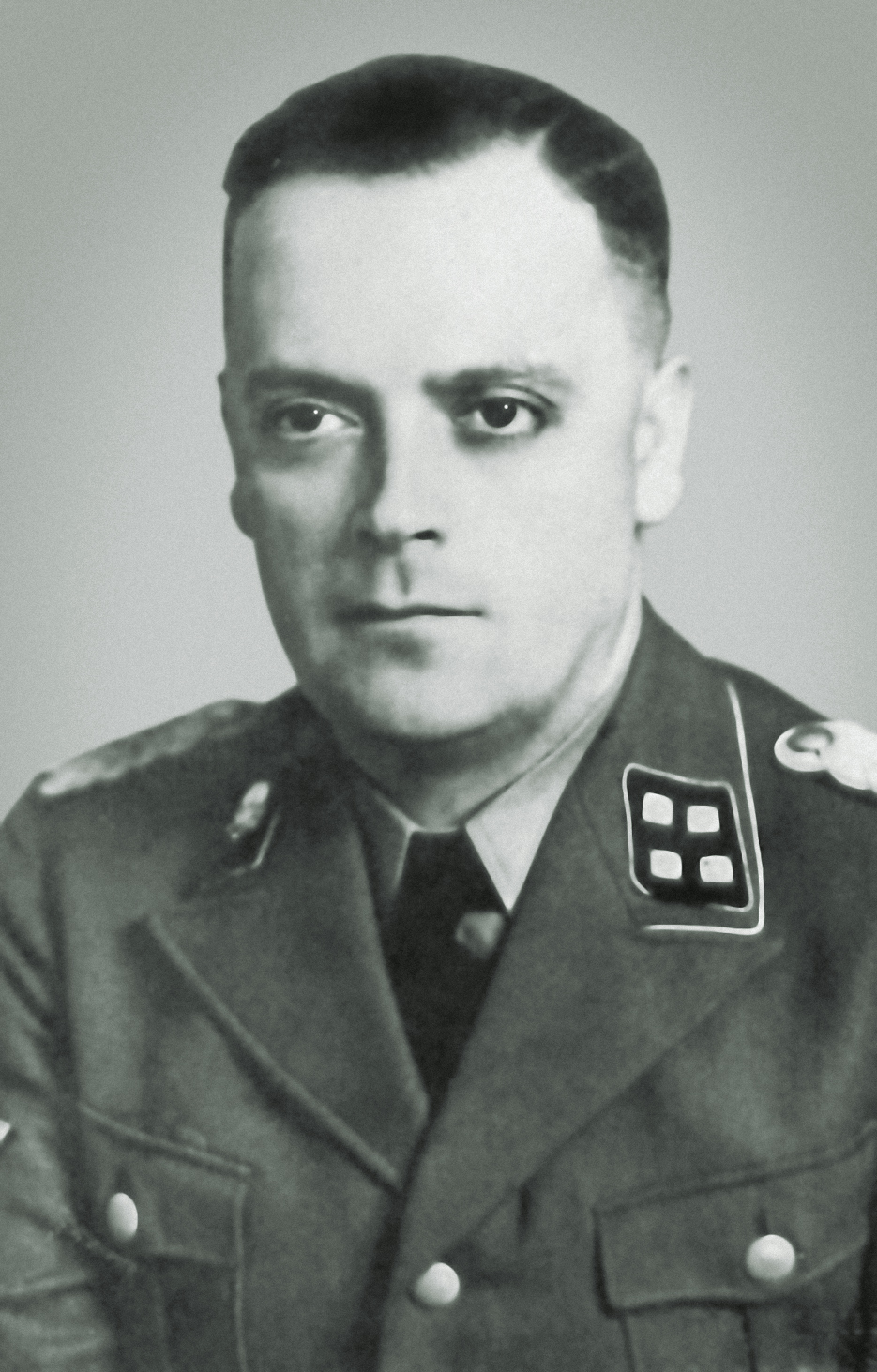
Arthur Liebehenschel (1901–1948)

- Liebehenschel, Uwe (* 1971), deutscher Politiker (CDU), MdL
- Liebeherr, Maximilian von (1814–1896), deutscher Jurist, Präsident des Oberlandesgerichts Mecklenburgs
- Liebeherr, Rudolf von (1817–1900), preußischer Generalmajor

##### Liebek
- Liebeke, Rainer (1951–1986), deutsches Todesopfer der Berliner Mauer

##### Liebel
- Liebel, Carl Friedrich (1745–1823), deutscher Superintendent
- Liebel, Ignaz (1754–1820), österreichischer Philologe, Schriftsteller und Professor in Wien
- Liebel, Ludwig (1887–1962), deutscher Politiker (NSDAP), MdR
- Liebel, Manfred (* 1940), deutscher Sozialpädagoge und Hochschullehrer
- Liebel, Michael (1870–1927), US-amerikanischer Politiker
- Liebel, Otto (* 1891), deutscher Parteifunktionär
- Liebel, Willy (1897–1945), deutscher Politiker (NSDAP), MdR und Oberbürgermeister der Stadt Nürnberg
- Liebelt, Angela (* 1957), deutsche Volleyballspielerin
- Liebelt, Kerstin (* 1962), deutsche Politikerin (SPD)
- Liebelt, Markus (* 1990), deutscher Triathlet

##### Lieben
- Lieben, Adolf (1836–1914), österreichischer Chemiker
- Lieben, Anna von (1847–1900), österreichische Patientin von Sigmund Freud
- Lieben, Eugen (1886–1944), tschechischer Klassischer Philologe und Gymnasiallehrer
- Lieben, Ignatz (1805–1862), österreichischer Kaufmann und Bankier
- Lieben, Robert von (1878–1913), österreichischer Physiker
- Lieben-Seutter, Christoph (* 1964), österreichischer IntendantChristoph Lieben-Seutter (* 1964)

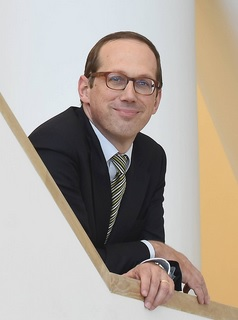
Christoph Lieben-Seutter (* 1964)

- Liebenam, Wilhelm (1859–1918), deutscher Althistoriker
- Liebenau, Albert von (1799–1871), preußischer Generalmajor
- Liebenau, Anna von (1847–1915), Schweizer Schriftstellerin
- Liebenau, Friedrich Christian von (1764–1832), sächsischer Oberst
- Liebenau, Gottlob Haubold von (1721–1792), sächsischer Generalmajor
- Liebenau, Hermann von (1807–1874), Schweizer Arzt, Schriftsteller und Geschichtsforscher
- Liebenau, Johann Siegmund von (1607–1671), sächsischer Offizier, Verteidiger der Festung Sonnenstein im Dreißigjährigen Krieg
- Liebenau, Theodor von (1840–1914), Schweizer Archivar, Schriftsteller und Geschichtsforscher
- Liebenauer, Ernst (1884–1970), österreichischer Maler
- Liebenbaum, Nathan (1890–1971), russisch-amerikanischer Cellist
- Liebenberg, Adolf Ritter von (1851–1922), österreichischer Pflanzenbauwissenschaftler
- Liebenberg, Andreas Jacobus (1938–1998), südafrikanischer Kommandeur
- Liebenberg, Eva (1890–1971), deutsche Opern- und Konzertsängerin (Alt)
- Liebenberg, Johann Andreas von (1627–1683), Bürgermeister von Wien
- Liebenberg, Laudo (* 1984), südafrikanischer Schauspieler, Sänger und Musiker
- Liebenberg, Lee-Anne (* 1982), Stuntfrau, Kampfkünstlerin, Schauspielerin und Model
- Liebenberg, Otto (1913–1993), deutscher Tierzüchter und Hochschullehrer
- Liebendörfer, Eugen (1852–1902), erster deutscher Missionsarzt in Indien und Mitbegründer des Vereins für ärztliche Mission, aus dem das Difäm hervorging
- Liebendörfer, Frieder (* 1934), Schweizer Musiker und Gymnasiallehrer
- Liebendörfer, Helen (* 1943), Schweizer Stadtführerin in Basel
- Liebeneiner, Johanna (* 1945), österreichische SchauspielerinJohanna Liebeneiner (* 1945)

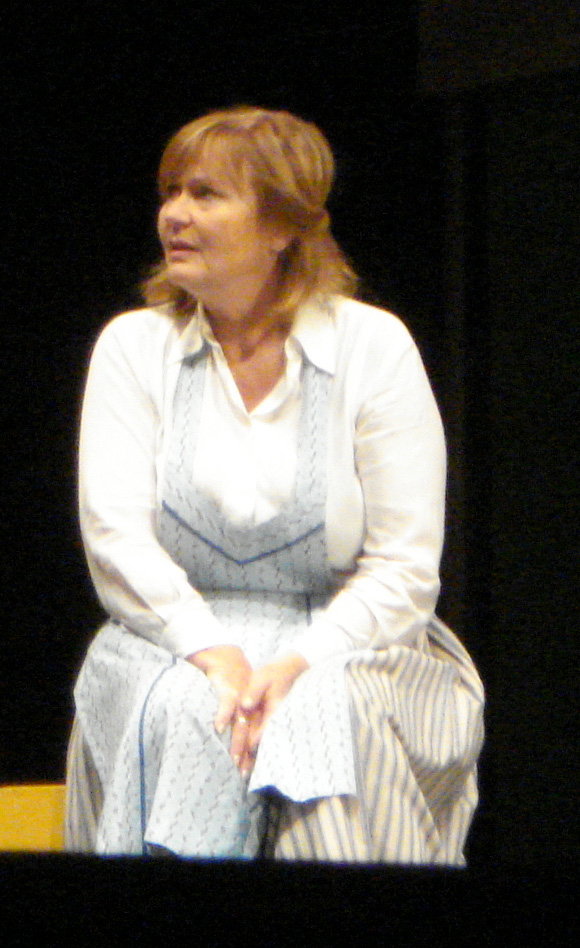
Johanna Liebeneiner (* 1945)

- Liebeneiner, Wolfgang (1905–1987), deutscher Schauspieler und Regisseur
- Liebener, Leonhard von (1800–1869), österreichischer Bauingenieur
- Liebenfelß, Jörg von (* 1930), österreichischer Schauspieler und Autor
- Liebenow, Josh (* 1980), US-amerikanischer Eishockeyspieler
- Liebenow, Wilhelm (1822–1897), deutscher Topograf und Kartograf
- Liebenroth, Gabriel von (1772–1857), preußischer Generalleutnant
- Liebens, Klaartje (* 1995), belgische Tennisspielerin
- Liebenstein, Gustav Adolf von (1853–1913), deutscher Verwaltungsbeamter
- Liebenstein, Gustav Freiherr von (1891–1967), deutscher Kapitän zur See der Kriegsmarine und Industrieller
- Liebenstein, Jakob von (1462–1508), Erzbischof von Mainz, Reichserzkanzler
- Liebenstein, Kurt Freiherr von (1899–1975), Generalmajor der Wehrmacht und später der Bundeswehr
- Liebenstein, Ludwig von (1781–1824), badischer Verwaltungsbeamter und Landtagsabgeordneter
- Liebenstein, Mechtildis von, Äbtissin von Lichtenthal
- Liebenstein, Trudlindis von († 1249), Äbtissin von Lichtenthal
- Liebensteiner, Michael (* 1978), österreichischer Kniechirurg
- Liebenthal, Christian (1586–1647), deutscher Jurist und Philosoph
- Liebenthal, Ite (1886–1941), deutsche Lyrikerin
- Liebenthal, Robert (1884–1961), deutscher Architekt und preußischer Baubeamter
- Liebenthal, Walter (1886–1982), deutscher Philosoph und Sinologe
- Liebenthal, Werner (1888–1970), deutscher Rechtsanwalt und deutsch-israelischer Musiker
- Liebenwein, Maximilian (1869–1926), österreichisch-deutscher Maler, Graphiker und Buchillustrator

##### Lieber
- Lieber Gabbiani, Marylène (* 1971), Schweizer Soziologin
- Lieber, August (1828–1850), deutscher Maler
- Lieber, August (1847–1918), Arzt und Dichter
- Lieber, Axel (* 1960), deutscher Künstler
- Lieber, Carl Wilhelm (1791–1861), deutscher Maler, Zeichner und Bühnenbildner
- Lieber, Charles M. (* 1959), US-amerikanischer Chemiker und Physiker
- Lieber, Eduard (1791–1867), deutscher Kaufmann und Politiker
- Lieber, Elly (1932–2020), österreichische Rodlerin
- Lieber, Emil (1858–1938), Jurist und Mitglied des Preußischen Abgeordnetenhauses
- Lieber, Ernst (1838–1902), deutscher Politiker (Zentrum), MdR
- Lieber, Francis (1800–1872), deutsch-amerikanischer Rechts- und Staatsphilosoph
- Lieber, Hans (1890–1945), deutscher Volksschullehrer
- Lieber, Hans-Joachim (1923–2012), deutscher Philosoph und Soziologe
- Lieber, Hasso (* 1946), deutscher Jurist
- Lieber, Heinrich (1840–1916), deutscher Landwirt und Politiker (DRP), MdR
- Lieber, Helmut, deutscher Schauspieler und Kinderdarsteller
- Lieber, Janno (* 1961), US-amerikanischer Verkehrsmanager
- Lieber, Jeffrey, US-amerikanischer Drehbuchautor
- Lieber, Johann (* 2004), österreichischer Fußballspieler
- Lieber, Lillian Rosanoff (1886–1986), US-amerikanische Mathematikerin, Autorin und Hochschullehrerin
- Lieber, Maria (* 1956), deutsche Romanistin, Germanistin, Philologin und Sprachwissenschaftlerin
- Lieber, Michael (* 1953), deutscher Politiker (CDU)
- Lieber, Moritz (1790–1860), deutscher Jurist, Politiker, Publizist und Autor sowie Übersetzer
- Lieber, Sala (* 1980), ungarische Malerin
- Lieber, Till (* 1981), deutscher Volleyballspieler
- Lieber, Werner (1925–2019), deutscher Chemiker, Mineraloge, Sachbuchautor und Pionier der Mineralienfotografie
- Lieber, Winfried (* 1955), deutscher Ingenieur der Elektrotechnik und Hochschulprofessor
- Lieberam, Ekkehard (* 1937), deutscher Staatsrechtler und Sachbuchautor
- Lieberam, Frank (* 1962), deutscher FußballspielerFrank Lieberam (* 1962)

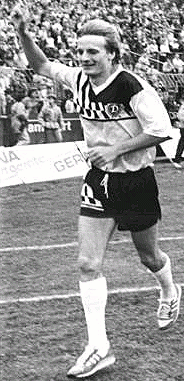
Frank Lieberam (* 1962)

- Lieberam-Schmidt, Sönke (* 1969), deutscher Ökonom und Professor für Wirtschaftsinformatik
- Lieberasch, Arthur (1881–1967), sächsischer KPD-Landtagsabgeordneter in der Weimarer Republik
- Lieberberg, Jelena (* 1981), deutsche Fernsehmoderatorin, Sängerin und Yogalehrerin
- Lieberberg, Marek (* 1946), deutscher KonzertveranstalterMarek Lieberberg (* 1946)

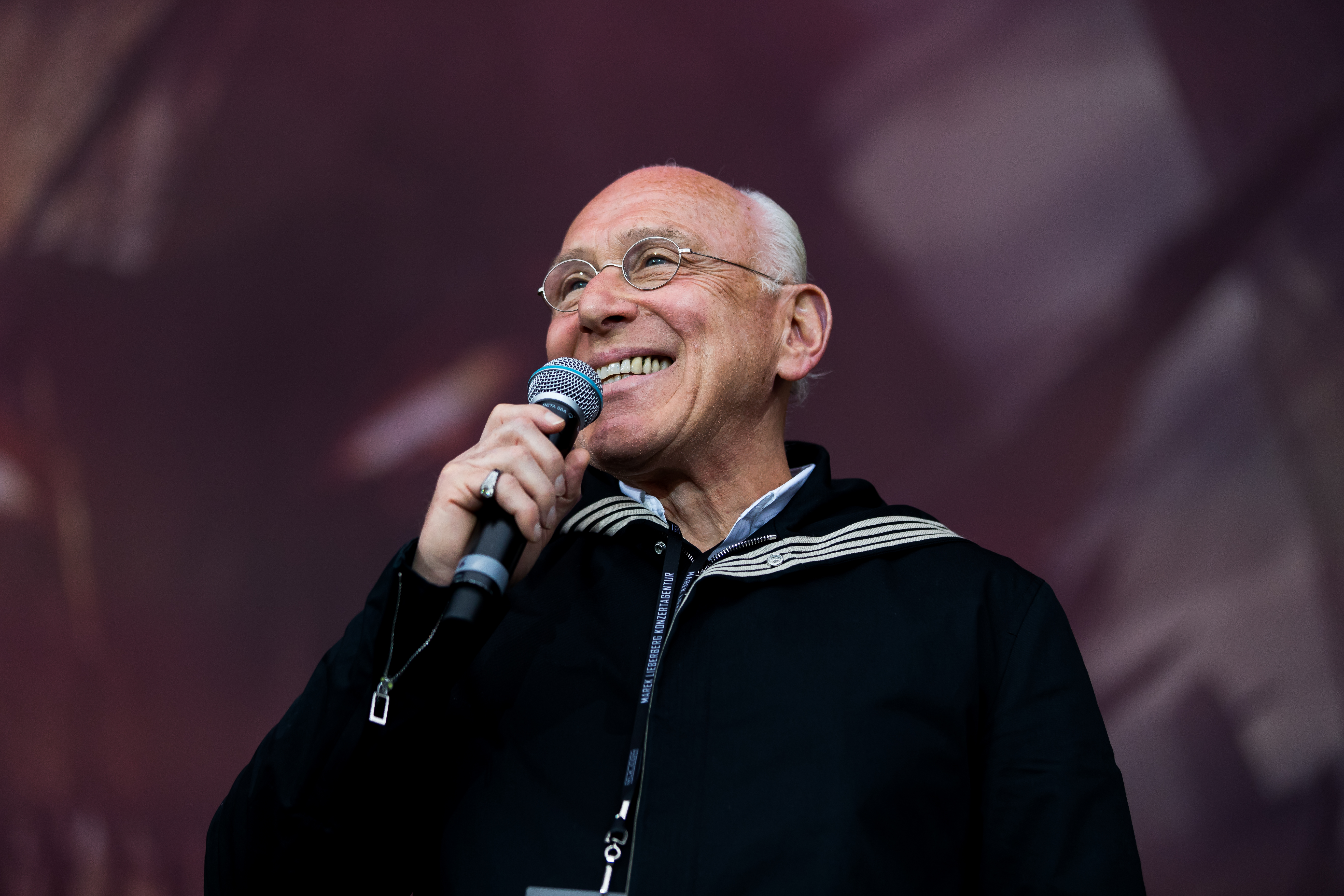
Marek Lieberberg (* 1946)

- Lieberenz, Paul (1893–1954), deutscher Kameramann, Autor und Dokumentarfilmproduzent
- Lieberg, Godo (1929–2016), deutscher Klassischer Philologe
- Lieberg, Max (1856–1912), deutscher Historien- und Genremaler der Düsseldorfer Schule
- Liebergesell, Ernst (1902–1968), deutscher Bauunternehmer
- Liebergesell, Paul (1871–1932), deutscher Architekt und Bauunternehmer
- Liebergot, Seymour (* 1936), US-amerikanischer Raumfahrtingenieur
- Lieberherr, Emilie (1924–2011), Schweizer Politikerin
- Lieberich, Carl August (1893–1970), deutscher Geschäftsführer des Hauptverband Deutsche Holzindustrie
- Lieberich, Heinz (1905–1999), deutscher Rechtshistoriker und Archivar
- Lieberich, Nikolai Iwanowitsch (1828–1883), russischer Tierbildhauer
- Lieberknecht, Andrea (* 1965), deutsche Flötistin
- Lieberknecht, Christine (* 1958), deutsche Politikerin (CDU), MdL, Landesministerin in Thüringen
- Lieberknecht, Rolf (* 1947), deutscher Bildhauer
- Lieberknecht, Torsten (* 1973), deutscher Fußballspieler und -trainerTorsten Lieberknecht (* 1973)

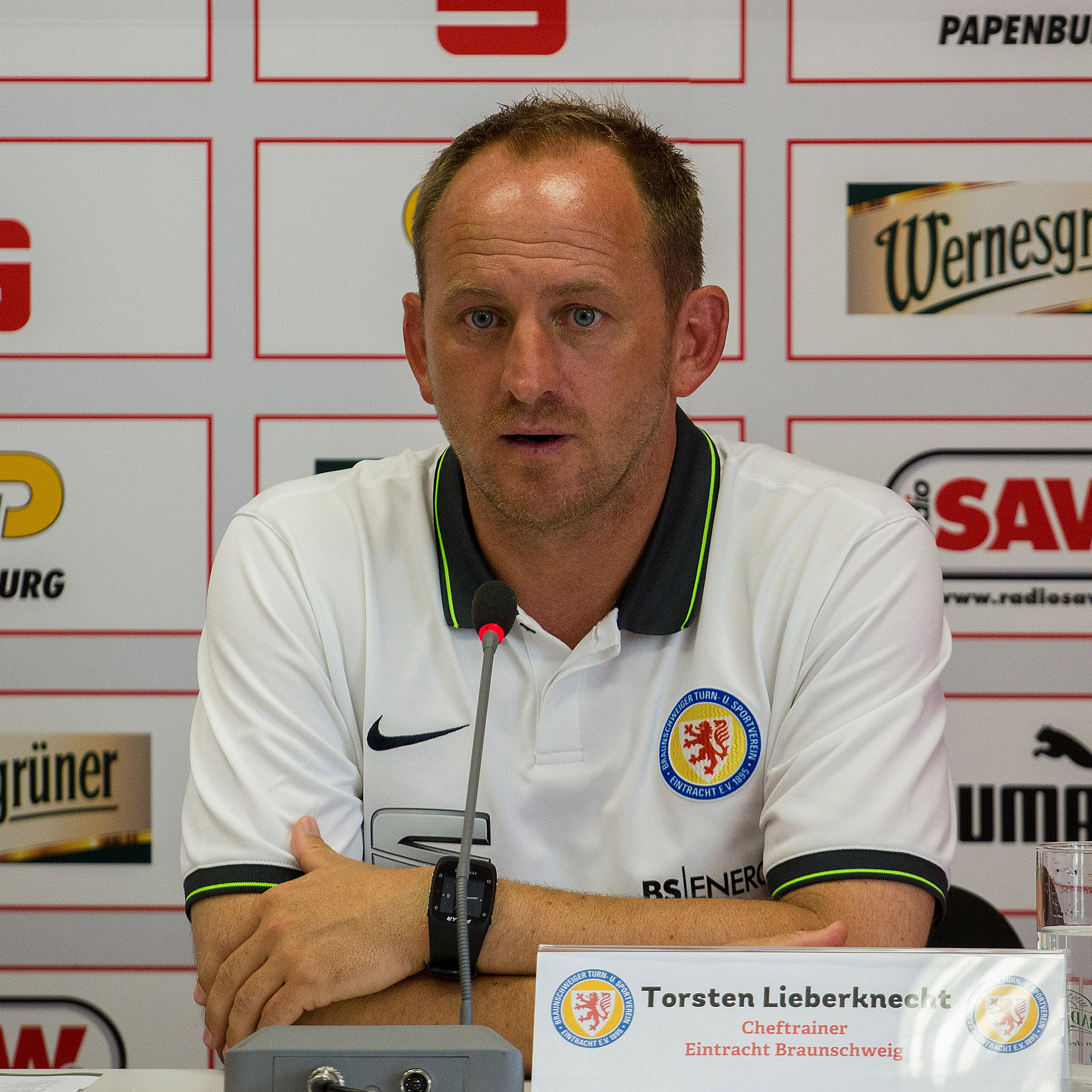
Torsten Lieberknecht (* 1973)

- Lieberknecht, Werner (* 1961), deutscher Fotograf
- Lieberkühn, Christian (1709–1769), preußischer Hof-Goldschmied und Zunft-Ältester
- Lieberkühn, Christian Gottlieb († 1761), deutscher Schriftsteller und Übersetzer
- Lieberkühn, Johann Christian (1669–1733), preußischer Hof-Goldschmied und Zunft-Ältester
- Lieberkühn, Johann Nathanael (1711–1756), deutscher Mediziner und Physiker
- Lieberkühn, Nathanael (1821–1887), deutscher Mediziner und Anatom
- Lieberkühn, Philipp Julius (1754–1788), deutscher Pädagoge und Schriftsteller
- Lieberman, Avigdor (* 1958), israelischer Politiker
- Lieberman, Bruce S. (* 1966), US-amerikanischer Paläontologe
- Lieberman, Harold († 2020), US-amerikanischer Musiker (Trompete) und Hochschullehrer
- Lieberman, Herman (1870–1941), polnischer sozialistischer Parlamentarier, Mitglied des Sejm
- Lieberman, Jeff (* 1947), US-amerikanischer Regisseur, Drehbuchautor und Produzent
- Lieberman, Joe (1942–2024), US-amerikanischer PolitikerJoe Lieberman (1942–2024)

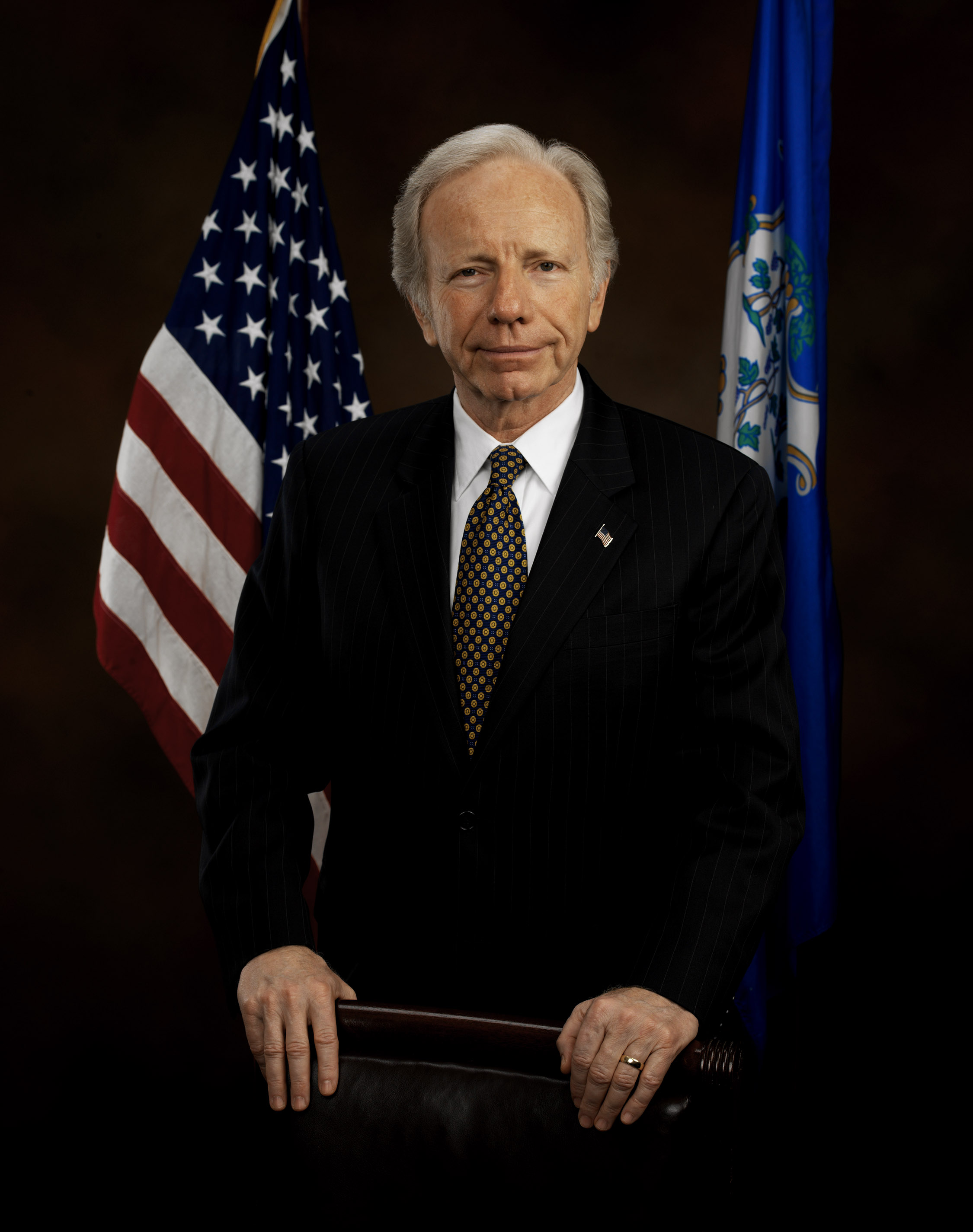
Joe Lieberman (1942–2024)

- Lieberman, Lori (* 1951), US-amerikanische Sängerin
- Lieberman, Nancy (* 1958), US-amerikanische Basketballspielerin und -trainerin
- Lieberman, Saul (1898–1983), US-amerikanischer Rabbiner und Talmudist
- Lieberman, Todd, US-amerikanischer Filmproduzent
- Liebermann von Sonnenberg, Erich (1885–1941), deutscher Jurist, Kriminalpolizist und Nationalsozialist
- Liebermann von Sonnenberg, Max (1848–1911), deutscher Offizier, Politiker und MdR
- Liebermann von Wahlendorf, Adolf (1829–1893), deutscher Unternehmer und Kunstsammler
- Liebermann von Wahlendorf, Maidi (1884–1971), letzte Lebensgefährtin des Dichters Ludwig Thoma und Erbin seiner Verlagsrechte
- Liebermann von Wahlendorf, Willy (1863–1939), deutscher Chemiker und Unternehmer
- Liebermann, Adolf (1891–1945), deutscher Bildhauer
- Liebermann, Arthur (1870–1950), deutsch-palästinensischer Rabbiner
- Liebermann, Bruno Franz Leopold (1759–1844), deutscher Theologe
- Liebermann, Carl (1842–1914), deutscher Chemiker
- Liebermann, Doris (* 1953), deutsche Journalistin
- Liebermann, Erik (* 1942), deutscher Cartoonist
- Liebermann, Ernst (1869–1960), deutscher Maler, Grafiker und Illustrator
- Liebermann, Felix (1851–1925), deutscher Historiker
- Liebermann, Ferdinand (1883–1941), deutscher Bildhauer
- Liebermann, Georg (1844–1926), deutscher Unternehmer
- Liebermann, Hans (1876–1938), deutscher Chemiker
- Liebermann, Helmut (1923–2013), deutscher Diplomat, Botschafter der DDR
- Liebermann, Jan (* 2005), deutscher Organist
- Liebermann, Josef (1783–1860), deutscher Frühindustrieller
- Liebermann, Loni (* 1949), deutsche Fotografin und Zeichnerin
- Liebermann, Lowell (* 1961), US-amerikanischer Komponist, Pianist und Dirigent
- Liebermann, Marie (1875–1935), österreichische Schriftstellerin
- Liebermann, Martha (1857–1943), deutsche Ehefrau des Malers Max Liebermann
- Liebermann, Max (1847–1935), deutscher Maler und GrafikerMax Liebermann (1847–1935)

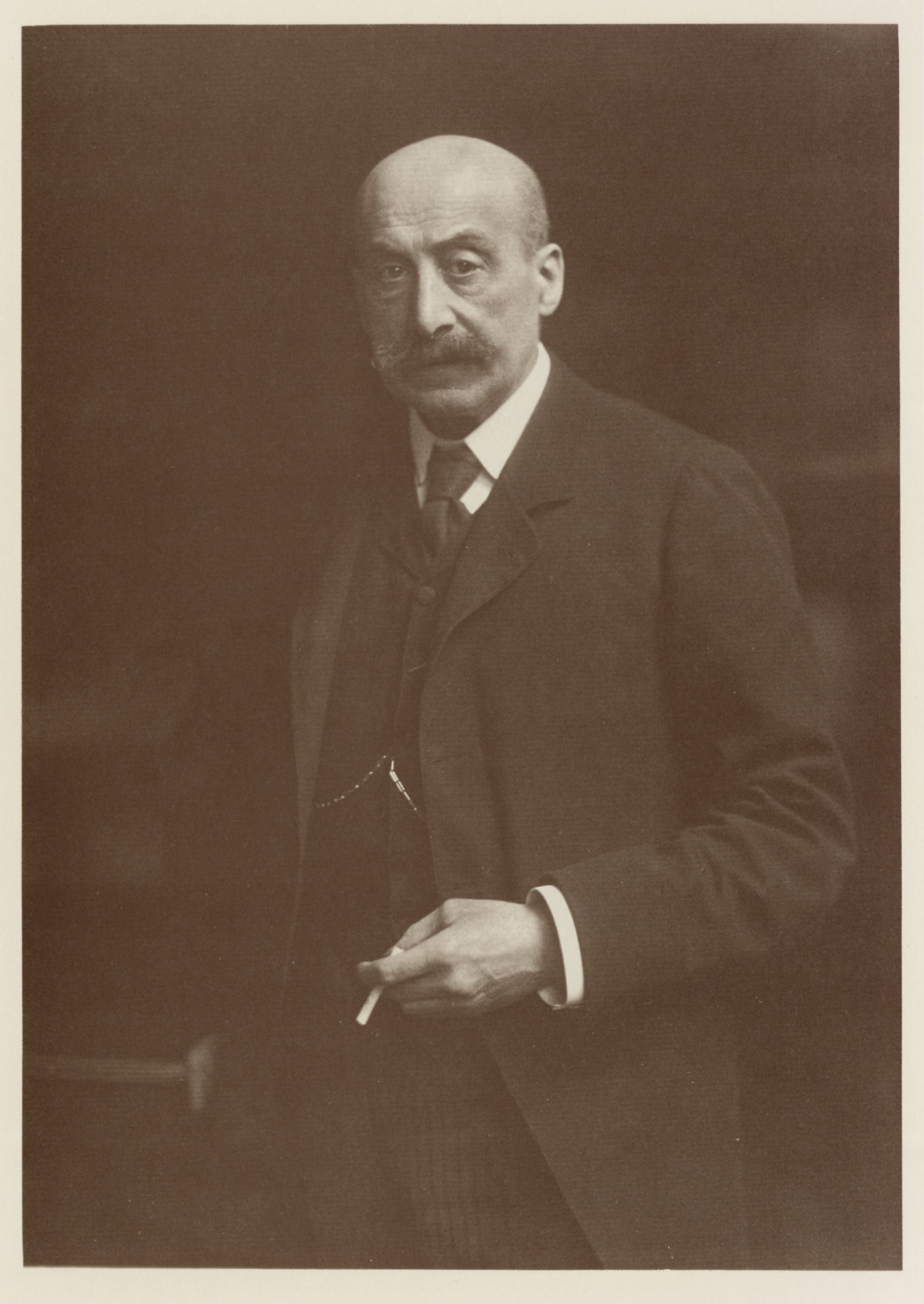
Max Liebermann (1847–1935)

- Liebermann, Mischket (1905–1981), deutsche Schauspielerin und kommunistische Kulturpolitikerin in der DDR
- Liebermann, Norbert (1881–1959), österreichischer Versicherungsfachmann
- Liebermann, Richard (1900–1966), deutscher Porträt- und Landschaftsmaler
- Liebermann, Rolf (1910–1999), Schweizer Komponist und IntendantRolf Liebermann (1910–1999)

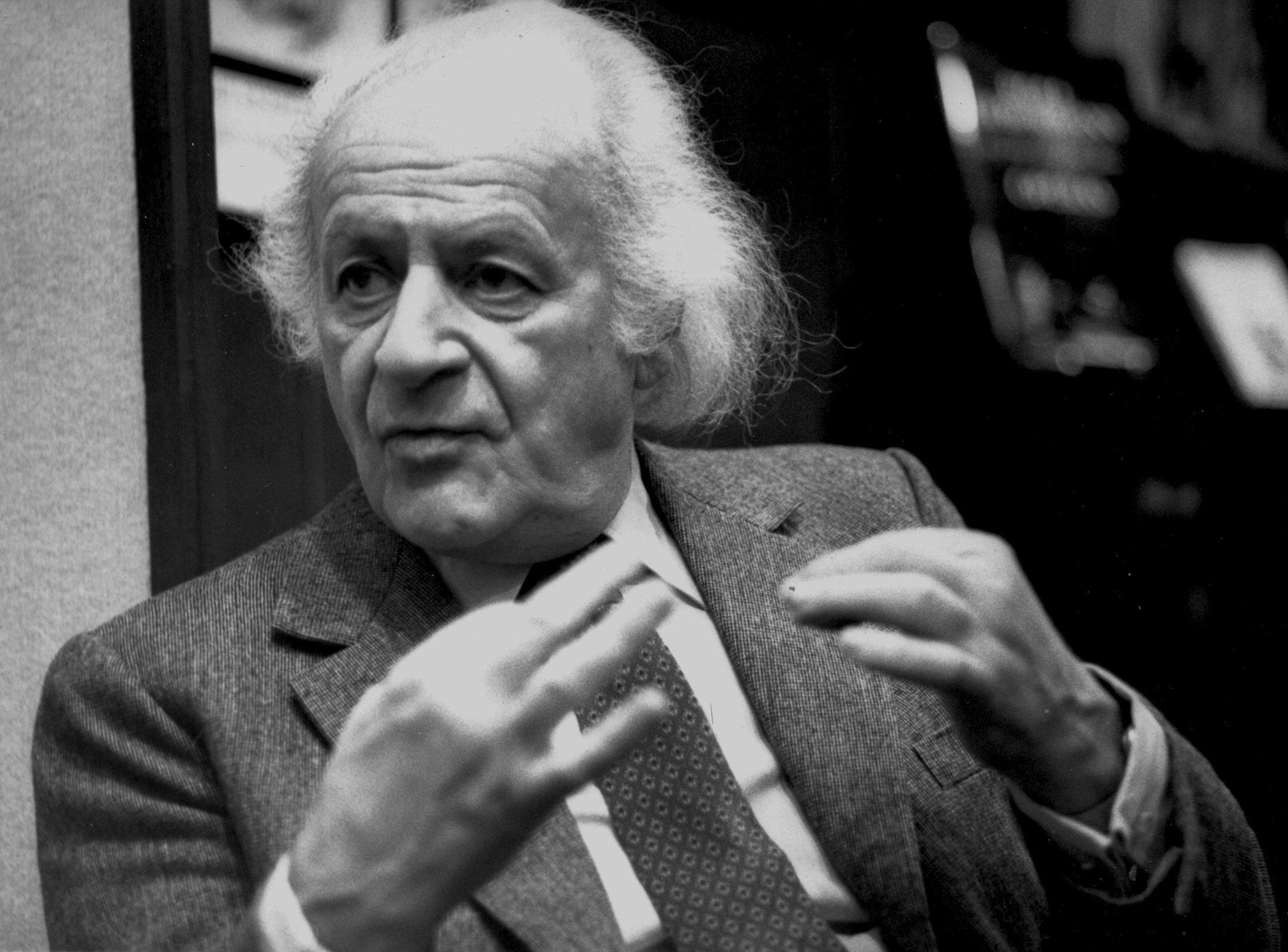
Rolf Liebermann (1910–1999)

- Liebermann, Wolf-Lüder (* 1941), deutscher klassischer Philologe
- Liebermann-Meffert, Dorothea (1930–2020), deutsche Chirurgin und Hochschullehrerin
- Liebermann-Roßwiese, Erich (1886–1942), deutscher Pianist, Komponist und Librettist
- Liebermann-Shiber, Ella (1923–1998), Überlebende und Zeitzeugin des Holocaust
- Liebermeister, Carl von (1833–1901), deutscher Internist
- Liebermeister, Gustav (1879–1943), deutscher Internist
- Liebern, Willi (1910–1988), deutscher Ringer
- Liebernickel, Gottfried († 1707), deutscher Buchhändler und Verleger
- Lieberoth, Immo (1929–2025), deutscher Politiker (CDU), MdB
- Liebers, Gerhard (1914–2000), deutscher Bibliothekar
- Liebers, Heiko (* 1967), deutscher Fußballspieler
- Liebers, Heinz (* 1924), deutscher Fußballspieler
- Liebers, Hendrik (* 1975), deutscher Fußballspieler
- Liebers, Mario (* 1960), deutscher Eiskunstläufer
- Liebers, Martin (* 1985), deutscher Eiskunstläufer
- Liebers, Matthias (* 1958), deutscher Fußballnationalspieler (DDR)
- Liebers, Max Alwin (1879–1956), deutscher Mediziner
- Liebers, Peter (* 1988), deutscher Eiskunstläufer
- Liebers, Verena (* 1961), deutsche Schriftstellerin
- Lieberson, Peter (1946–2011), US-amerikanischer Komponist
- Lieberson, Stanley (1933–2018), US-amerikanischer Soziologe
- Liebert, Ali (* 1981), kanadische Schauspielerin, Model und ProduzentinAli Liebert (* 1981)
- Liebert, Andreas (* 1960), deutscher Autor

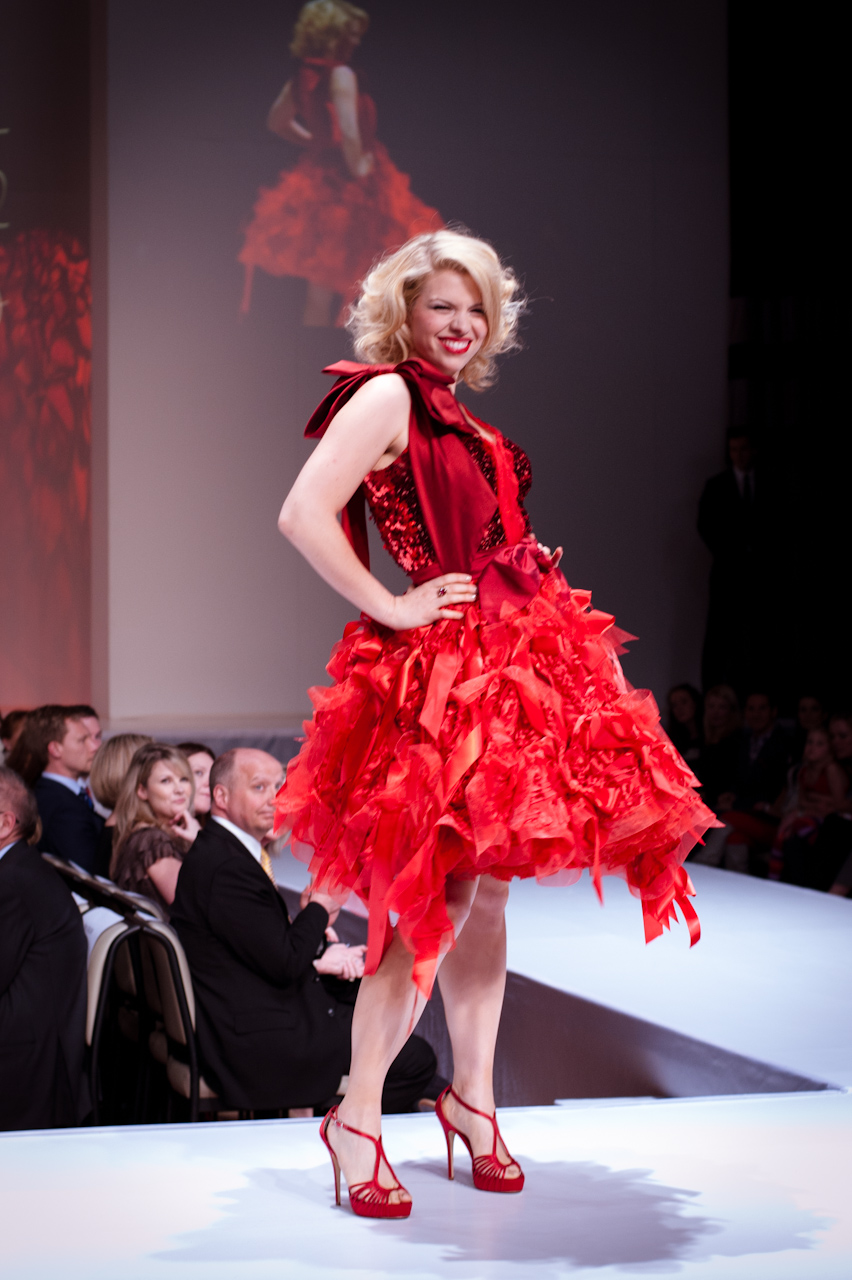
Ali Liebert (* 1981)

- Liebert, Anja (* 1969), deutsche Politikerin (Bündnis 90/Die Grünen)
- Liebert, Arthur (1878–1946), deutscher Philosoph
- Liebert, Benedikt Adam (1731–1810), deutscher Kaufmann und Bankier
- Liebert, Eduard von (1850–1934), preußischer Offizier, zuletzt General der Infanterie, Politiker (FKP, NSDAP), MdR und Militärschriftsteller, Gouverneur von Deutsch-Ostafrika
- Liebert, Edwin Mackinnon (1858–1908), britisch-deutscher Maler
- Liebert, Eugene (1866–1945), US-amerikanischer Architekt
- Liebert, Frank (* 1962), deutscher Eishockeyspieler
- Liebert, Gösta (1916–1998), schwedischer Indologe
- Liebert, Heinz (* 1936), deutscher Schachspieler
- Liebert, Johann Adam (1697–1766), Augsburger Bankier, Juwelier und Silberhändler
- Liebert, Kathy (* 1967), US-amerikanische Pokerspielerin
- Liebert, Ottmar (* 1959), deutscher MusikerOttmar Liebert (* 1959)

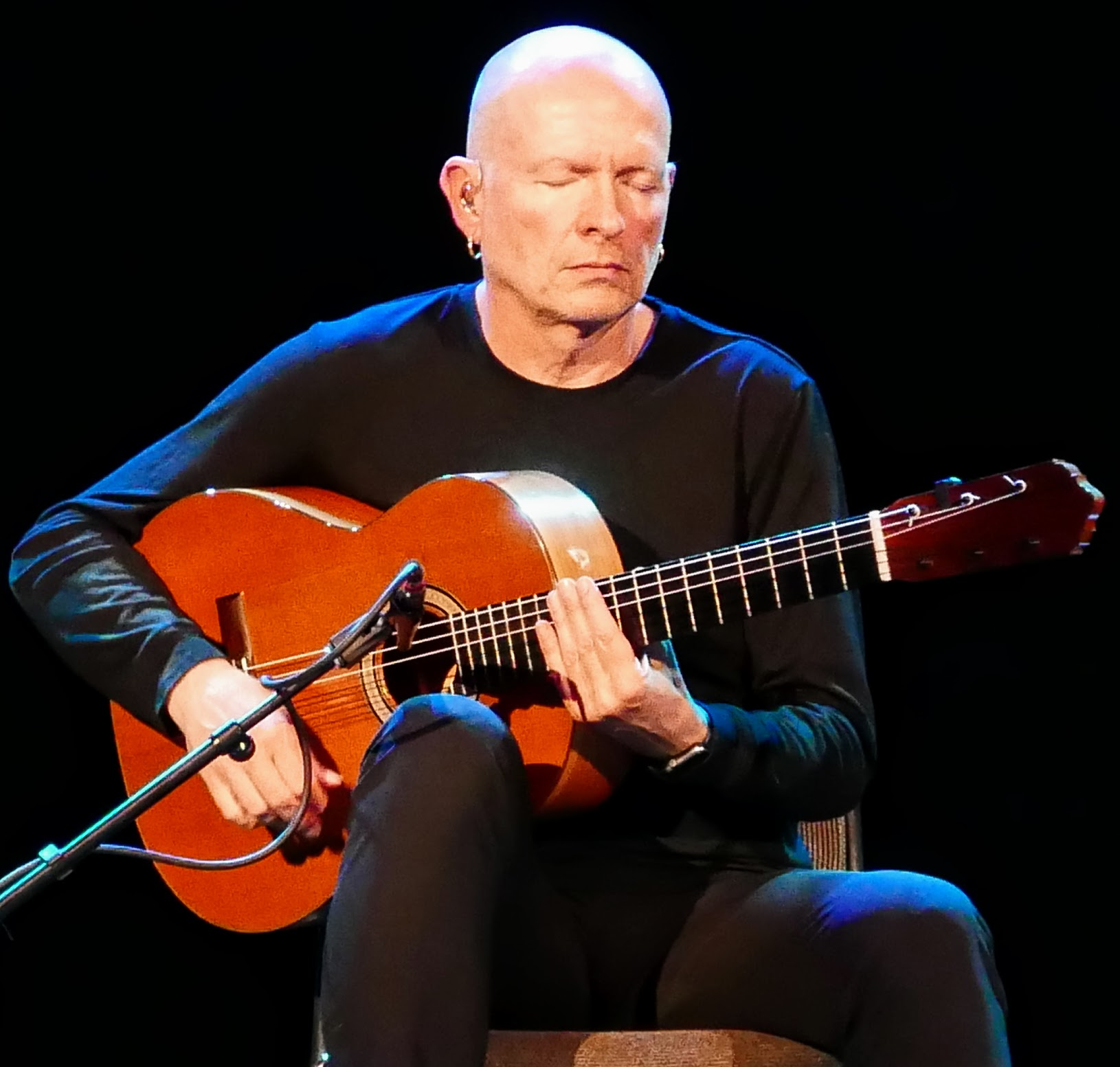
Ottmar Liebert (* 1959)

- Liebert, Otto (1854–1940), deutscher Fotograf und Ansichtskarten-Verleger
- Liebert, Sigisbert (1851–1929), Abt der Benediktinerabtei Schäftlarn
- Liebert, Ulrike (* 1957), deutsche Politikwissenschaftlerin
- Liebert, Ulrike (* 1975), deutsche Richterin am Bundesgerichtshof
- Liebert, Ursula (1933–1998), deutsche Schachspielerin
- Liebert, Uwe Gerd (* 1954), deutscher Mediziner, Virologe und Hochschullehrer
- Liebert, Wolfgang (* 1944), deutscher Maler und Grafiker
- Liebert, Wolfgang (* 1957), deutscher Physiker
- Liebert-Mahrenholz, Pamina (1904–2004), deutsch-britische Bildhauerin und Malerin
- Liebertz, Charmaine (* 1954), deutsche Erziehungswissenschaftlerin
- Liebertz, Klaus (* 1956), deutscher Kameramann
- Liebertz, Theodor (1869–1959), deutscher Heimatforscher
- Lieberwirth, Dieter (* 1954), deutscher Fußballspieler
- Lieberwirth, Herbert (* 1914), deutscher Fußballtrainer
- Lieberwirth, Rolf (1920–2019), deutscher Rechtswissenschaftler
- Lieberwirth, Steffen (* 1952), deutscher Musikwissenschaftler, Dramaturg und JournalistSteffen Lieberwirth (* 1952)

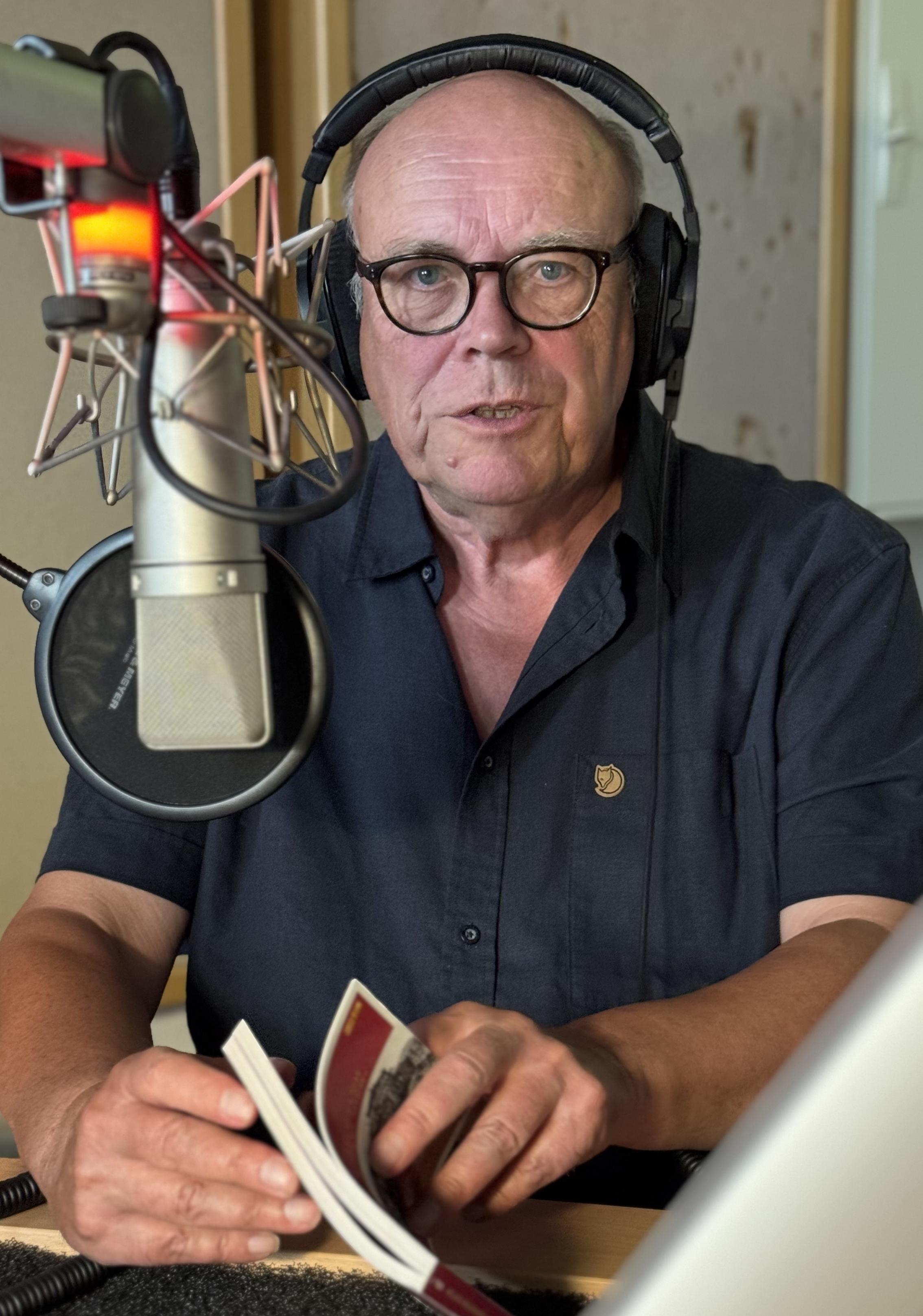
Steffen Lieberwirth (* 1952)

- Lieberzeit, Peter (* 1973), österreichischer Chemiker

##### Liebes
- Liebes, Dorothy (1897–1972), US-amerikanische Textildesignerin und Weberin
- Liebesberg, Else (1918–1996), österreichische Opernsängerin (Sopran)
- Liebeschuetz, Wolf (1927–2022), britischer Althistoriker
- Liebeschütz, Hans (1893–1978), deutscher Historiker
- Liebeschütz-Plaut, Rahel (1894–1993), deutsche Physiologin
- Liebeskind, August Gottlob (1763–1844), deutscher Buch- und Papierhändler
- Liebeskind, August Jacob (1758–1793), Pastor und Autor
- Liebeskind, Johann Heinrich (1768–1847), deutscher Jurist, Flötist und Autor
- Liebesman, Jonathan (* 1976), südafrikanischer Regisseur
- Liebesná, Lilly Luisa (1927–1944), tschechisch-jüdischer KZ-Häftling
- Liebesná, Markéta (1898–1944), tschechisch-jüdischer KZ-Häftling
- Liebesný, Otto (1894–1944), tschechisch-jüdischer KZ-Häftling

##### Liebet
- Liebetanz, Bernhard (1894–1966), deutscher Konteradmiral der Kriegsmarine
- Liebetanz, Reinhold (* 1893), deutscher Verwaltungsbeamter und (1946) kurzfristiger Oberkreisdirektor des Landkreises Wittgenstein
- Liebetrau, Christina (* 1953), deutsche Mittelstreckenläuferin
- Liebetrau, Christina (* 1958), deutsche Politikerin (CDU), MdL
- Liebetrau, Otto (1855–1928), deutscher Rechtsanwalt und Oberbürgermeister der Stadt Gotha
- Liebetrau, Steffen (1972–2015), deutscher Triathlet
- Liebetrau, Walter (* 1944), deutscher Politiker (SPD), MdBB
- Liebetruth, Dörte (* 1979), deutsche Politikerin (SPD), MdL
- Liebetruth, Janek (* 1980), deutscher Theaterregisseur

##### Liebez
- Liebezeit, Jaki (1938–2017), deutscher SchlagzeugerJaki Liebezeit (1938–2017)

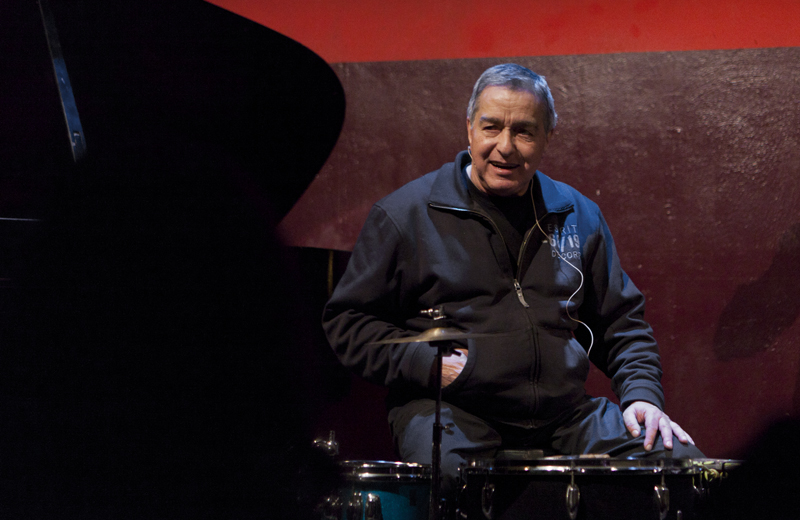
Jaki Liebezeit (1938–2017)

- Liebezeit, Karl von (1933–2002), deutscher Schauspieler österreichischer Herkunft
- Liebezeit, Karl-Heinz von (* 1960), deutscher Schauspieler

#### Liebg
- Liebgold, Basia (* 1891), polnisch-jüdische Schauspielerin
- Liebgold, Leon (1910–1993), polnischer Schauspieler
- Liebgold, Solomon (* 1877), polnischer Schauspieler
- Liebgott, Willibald (* 1956), deutscher Ringer

#### Liebh
- Liebhard, Franz (1899–1989), rumäniendeutscher Dichter und Dramaturg
- Liebhardt, Franziska (* 1982), deutsche Leichtathletin im Behindertensport
- Liebhardt, Hans (1934–2017), rumäniendeutscher Schriftsteller und Journalist
- Liebhardt, Ignaz (1850–1901), österreichischer Theaterschauspieler, -direktor und Schriftsteller
- Liebhardt, Johann Andreas († 1788), deutscher Architekt, Stadtbaumeister von Frankfurt am Main
- Liebhardt, Karl (1846–1916), deutscher Berufsfotograf und Ansichtskarten-Verleger
- Liebhart, Gertrude (* 1928), österreichische Kanutin
- Liebhart, Karin (* 1963), österreichische Politologin
- Liebhart, Wilhelm (* 1951), deutscher Historiker
- Liebhart, Wolfgang (* 1958), österreichischer Komponist und Pädagoge
- Liebhauser, Sven (* 1981), deutscher Politiker (CDU), MdL
- Liebherr, Christina (* 1979), Schweizer Springreiterin
- Liebherr, Hans (1915–1993), deutscher Erfinder und Unternehmer
- Liebherr, Hubert (* 1950), deutscher Unternehmer und Ingenieur
- Liebherr, Isolde (* 1949), deutsch-schweizerische Unternehmerin
- Liebherr, Johann Baptist (* 1809), württembergischer Oberamtmann
- Liebherr, Joseph (1767–1840), deutscher Uhrmacher, Professor für Feinmechanik
- Liebherr, Karl, württembergischer Oberamtmann
- Liebherr, Markus (1948–2010), deutsch-schweizerischer Unternehmer
- Liebherr, Willi (* 1947), deutsch-schweizerischer Unternehmer
- Liebhold, deutscher Komponist

#### Liebi
- Liebi, Roger (* 1958), Schweizer Bibellehrer und -übersetzerRoger Liebi (* 1958)

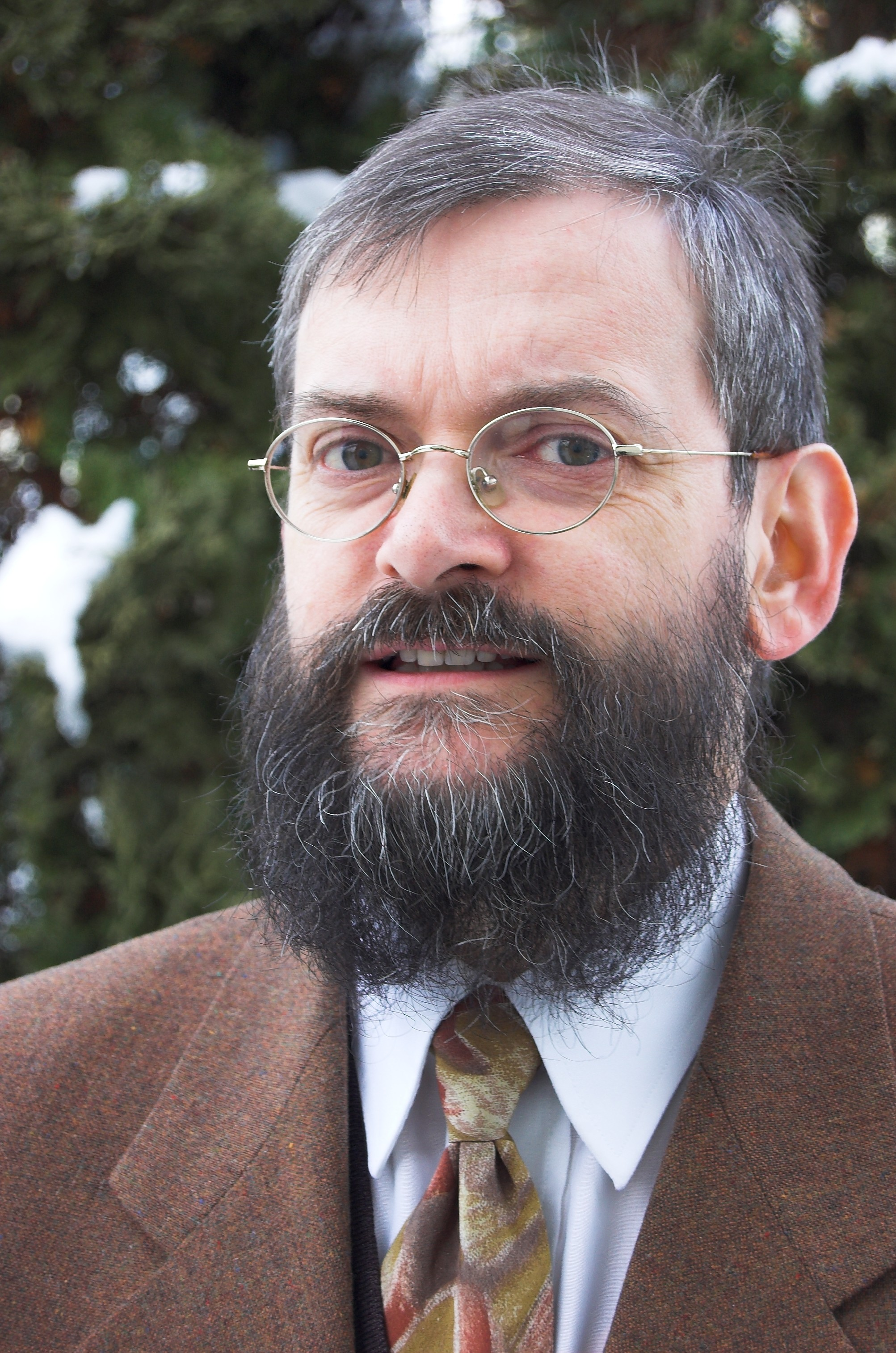
Roger Liebi (* 1958)

- Liebi, Roger (* 1961), Schweizer Politiker (SVP)
- Liebich, André (* 1948), britischer Politikwissenschaftler und Hochschullehrer
- Liebich, Beate (* 1958), deutsche Mittelstreckenläuferin
- Liebich, Bruno (1862–1939), deutscher Indologe
- Liebich, Christoph (1783–1874), böhmischer Forstmann und Forstwissenschaftler
- Liebich, Constantin (1847–1928), deutscher Journalist und Schriftsteller
- Liebich, Curt (1868–1937), deutscher Bildhauer, Maler und Grafiker
- Liebich, Curt (1890–1966), deutscher Ingenieur für Kanalisationswesen, Genealoge und Gründer der Arbeitsgemeinschaft schlesischer Familienforscher (heute: Arbeitsgemeinschaft ostdeutscher Familienforscher)
- Liebich, Franz (1777–1832), böhmischer Maler
- Liebich, Haimo (* 1945), deutscher Kultur- und Museumspädagoge
- Liebich, Klaus (1929–2023), deutscher Fotograf und Buchillustrator
- Liebich, Marla-Svenja (* 1972), deutsche in der rechtsextremen Szene aktive Person
- Liebich, Matthias (* 1958), deutscher Chordirigent, Domkapellmeister und Kirchenmusikdirektor
- Liebich, Oona Devi (* 1984), deutsche Schauspielerin
- Liebich, Richard (1810–1867), deutscher Richter und Politiker, MdL
- Liebich, Stefan (* 1972), deutscher Politiker (Die Linke), MdA, MdBStefan Liebich (* 1972)

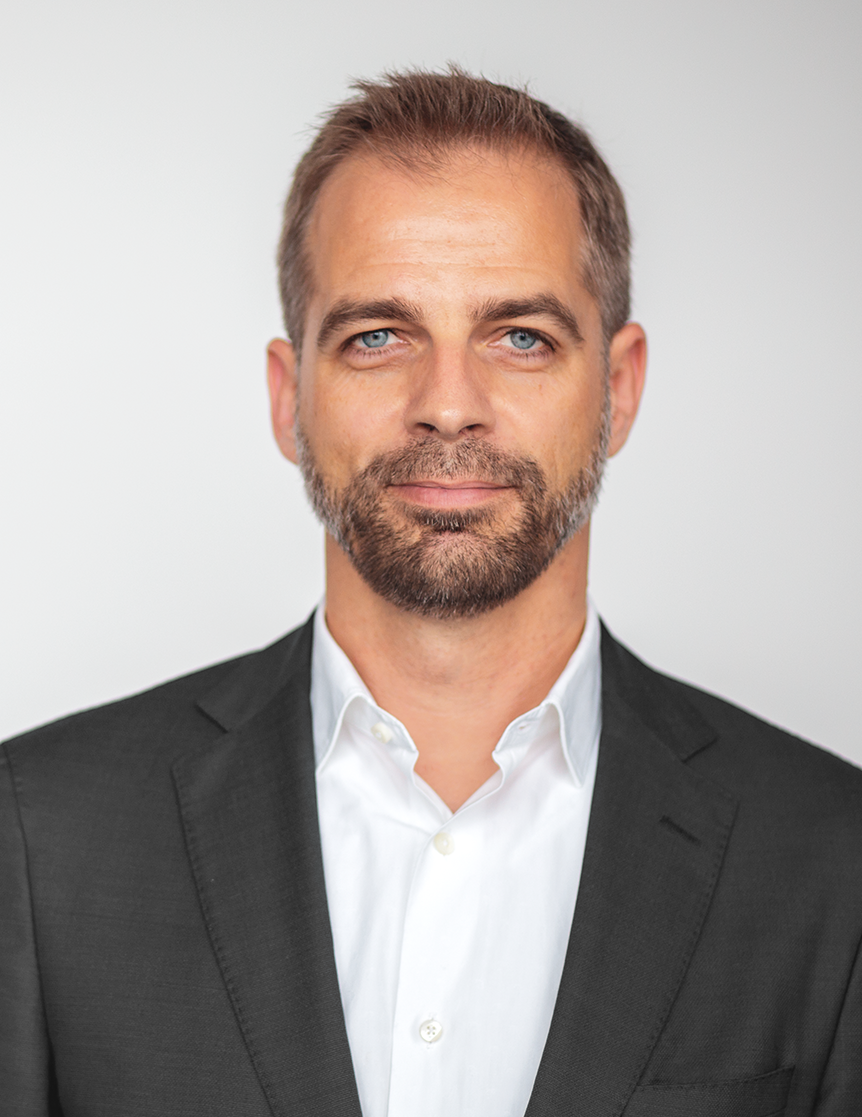
Stefan Liebich (* 1972)

- Liebich, Thomas, deutscher Architekt
- Liebich, Walter (* 1939), deutscher Fußballspieler
- Liebich, Werner (1927–1994), deutscher Bibliothekar
- Liebich, Wolf-Maximilian (* 1984), österreichischer Musiker, Filmregisseur, Filmkomponist und Sound Designer
- Liebieg, Franz (1799–1878), böhmischer Industrieller
- Liebieg, Heinrich Freiherr von (1839–1904), Frankfurter Textilfabrikant und Kunstsammler, Bauherr des Liebieghauses
- Liebieg, Johann (1802–1870), böhmischer Textilfabrikant und Industrieller
- Liebig, Alfred (1878–1952), deutscher Architekt
- Liebig, Artur (1921–2016), deutscher Gebrauchsgrafiker und Buchgestalter
- Liebig, August (1836–1914), deutscher Baptistenpastor
- Liebig, Bernhard (1873–1937), deutscher Maler und Grafiker
- Liebig, Christian (* 1954), deutscher Bassist und RockmusikerChristian Liebig (* 1954)

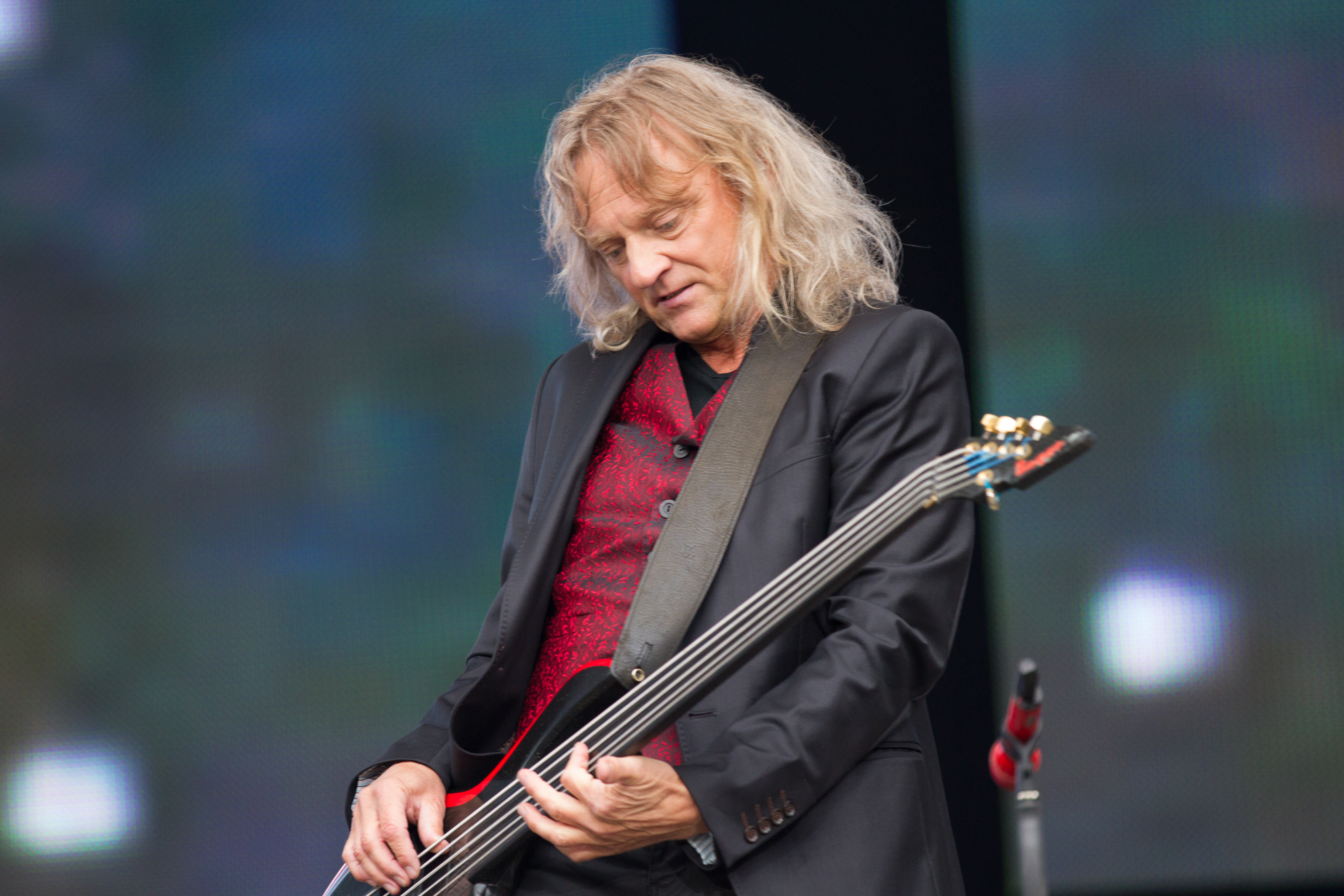
Christian Liebig (* 1954)

- Liebig, Christian (1968–2003), deutscher Journalist
- Liebig, Dieter (* 1951), deutscher Schriftsteller, evangelischer Pfarrer und Kommunalpolitiker
- Liebig, Erika (1933–2018), deutsche Keramikerin und Grafikerin
- Liebig, Eugen von (1868–1925), deutscher Jurist und Versicherungsfachmann
- Liebig, Georg (1884–1946), deutscher Jurist, Amtshauptmann und Landrat
- Liebig, Georg von (1827–1903), deutscher Mediziner und Klimatologe
- Liebig, Gerhard (* 1948), deutscher Bienenwissenschaftler
- Liebig, Günter (1921–1962), deutscher LDPD-Funktionär, MdV
- Liebig, Günter (1928–2004), deutscher Politiker (LDP, FDP)
- Liebig, Gustav Carl (1930–2007), deutscher Marineoffizier
- Liebig, Hans (1878–1968), deutscher Politiker und Mitglied der Weimarer Nationalversammlung
- Liebig, Hans von (1874–1931), Chemiker, alldeutsch-völkischer Publizist
- Liebig, Hans-Peter (* 1945), deutscher Agrarwissenschaftler für Gartenbau und ehemaliger Rektor der Universität Hohenheim
- Liebig, Helgo (* 1943), deutscher Schauspieler, Hörspiel-, Synchronsprecher, Dialogbuchautor und -regisseur
- Liebig, Hermann (1839–1914), deutscher baptistischer Geistlicher und Schriftsteller
- Liebig, Hermann von (1831–1894), deutscher Agrarwissenschaftler
- Liebig, Joachim (* 1958), evangelischer Theologe
- Liebig, Justus von (1803–1873), deutscher ChemikerJustus von Liebig (1803–1873)

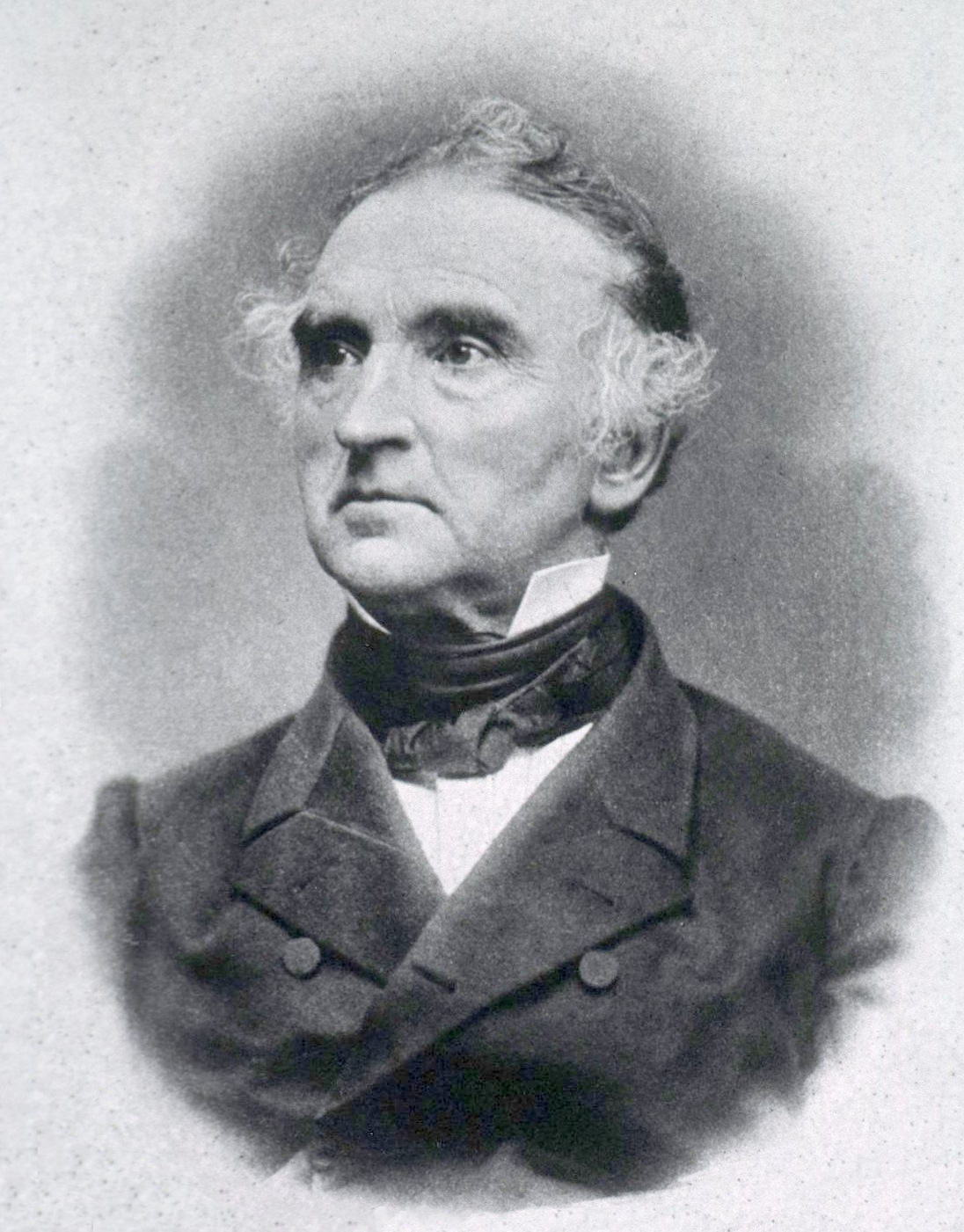
Justus von Liebig (1803–1873)

- Liebig, Klaus (1936–1996), deutscher Künstler
- Liebig, Ludwig Leopold (1801–1872), deutscher Gärtner und Pflanzenzüchter
- Liebig, Rebecca (* 1972), deutsche Gewerkschafterin
- Liebig, Sabine (* 1964), deutsche Historikerin
- Liebig, Stefan (* 1962), deutscher Soziologe
- Liebig, Steuart (* 1956), US-amerikanischer Jazzmusiker und Komponist
- Liebig, Tina (* 1980), deutsche Radsportlerin
- Liebig, Volker (* 1956), deutscher Geophysiker
- Liebig, Wolfgang, deutscher Mathematiker und Sachbuchautor zum Thema Geoinformationssysteme
- Liebing, Andy (* 1969), deutscher Boxer
- Liebing, Arnulf (1927–2009), deutscher Antiquar, Autor und Programmierer
- Liebing, Chris (* 1968), deutscher Techno-DJChris Liebing (* 1968)

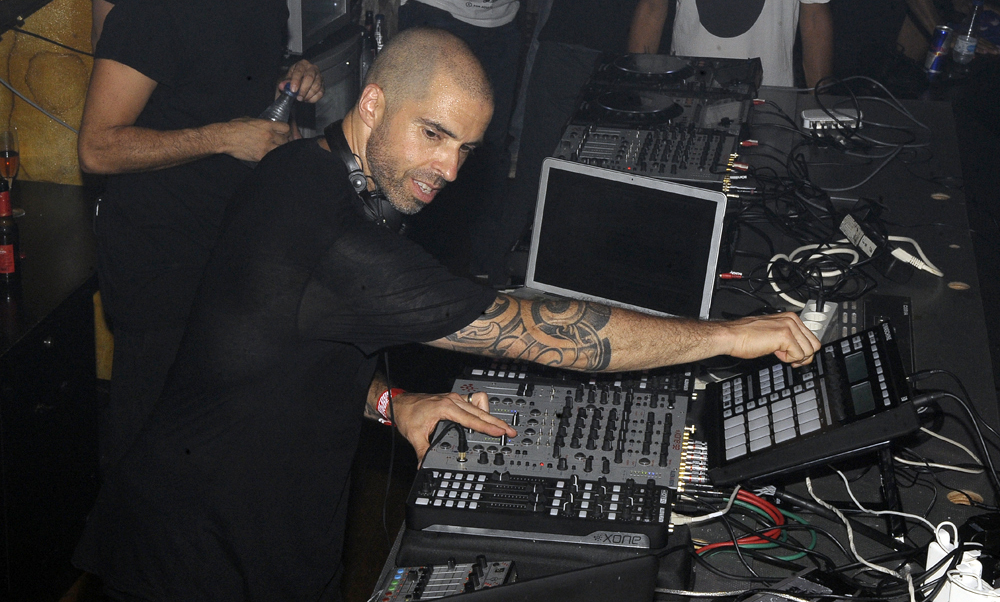
Chris Liebing (* 1968)

- Liebing, Franziska (1899–1993), deutsche Schauspielerin
- Liebing, Hagen (1961–2016), deutscher Musiker und Musikredakteur
- Liebing, Ingbert (* 1963), deutscher Politiker (CDU), MdB
- Liebing, Katja (* 1968), deutsche Schauspielerin, Sängerin, Tänzerin und Synchronsprecherin
- Liebing, Otto (1891–1967), deutscher Ruderer
- Liebing, Sonia (* 1989), deutsche Schlagersängerin
- Liebisch, Karl (1834–1901), deutscher Richter und Militärjurist
- Liebisch, Marc (* 1982), deutscher Tenor, Schauspieler und Musicaldarsteller
- Liebisch, Otto Arndt (1935–2009), deutscher Parasitologe und Veterinärmediziner
- Liebisch, Philipp (* 1981), deutscher Koch
- Liebisch, Theodor (1852–1922), deutscher Mineraloge und Kristallograph
- Liebitzky, Emil (1892–1961), österreichischer General

#### Liebk
- Liebkind, Lena (* 1985), deutsche Stand-up-Komikerin und Moderatorin
- Liebknecht, Johann Georg (1679–1749), deutscher Mathematiker und Theologe, Professor der Theologie und Mathematik
- Liebknecht, Karl (1871–1919), deutscher Politiker (KPD), MdRKarl Liebknecht (1871–1919)

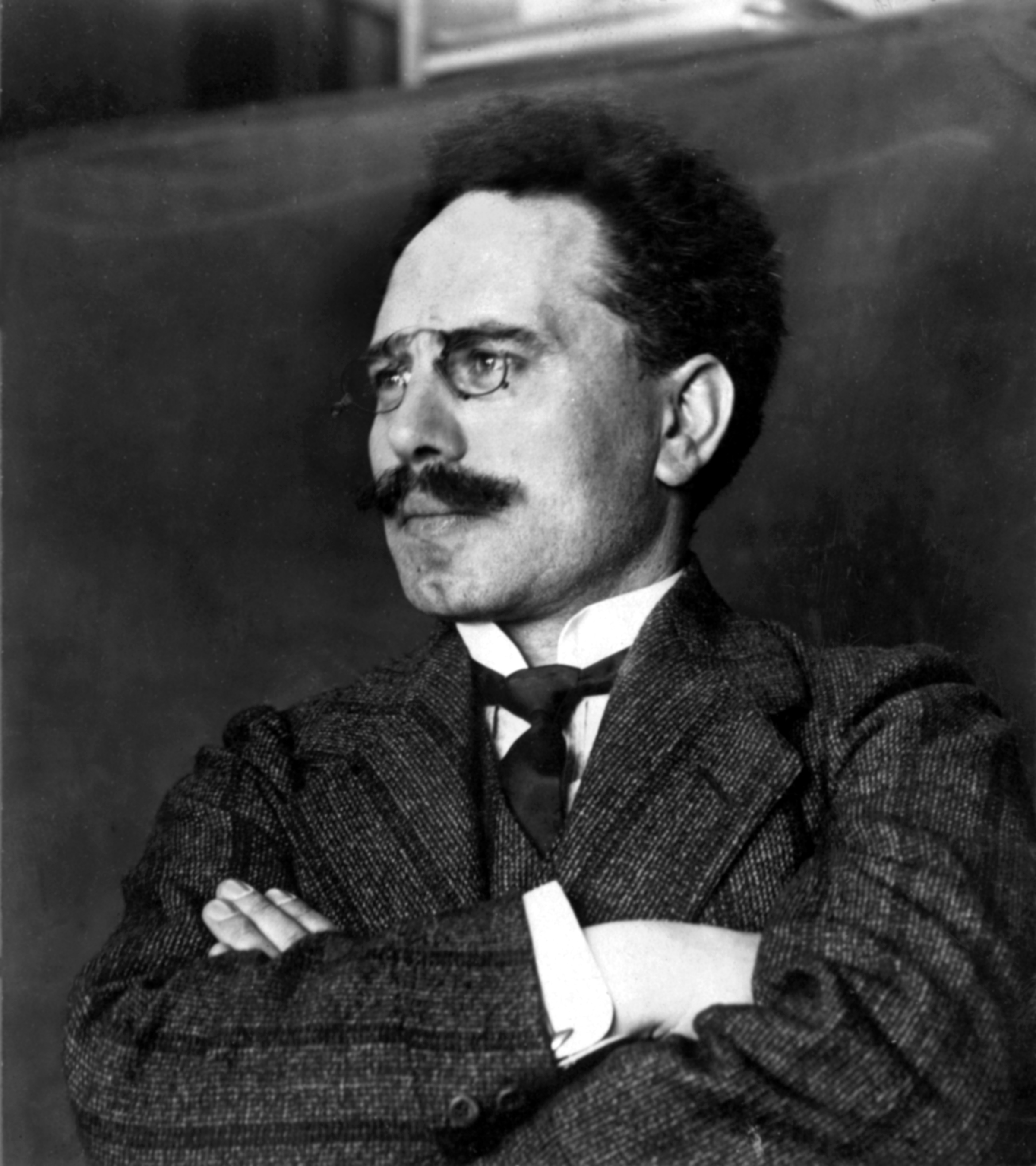
Karl Liebknecht (1871–1919)

- Liebknecht, Kurt (1905–1994), deutscher Architekt
- Liebknecht, Natalie (1835–1909), deutsche Übersetzerin
- Liebknecht, Natascha (* 1941), deutsche Eisschnellläuferin
- Liebknecht, Otto (1876–1949), deutscher Chemiker
- Liebknecht, Robert (1903–1994), französischer Maler
- Liebknecht, Sophie (1884–1964), Sozialistin, Kunsthistorikerin und Feministin
- Liebknecht, Theodor (1870–1948), deutscher Rechtsanwalt und sozialistischer Politiker
- Liebknecht, Werner (* 1905), deutscher Elektroingenieur, Beamter des Heereswaffenamts
- Liebknecht, Wilhelm (1826–1900), deutscher Politiker (SPD), MdRWilhelm Liebknecht (1826–1900)

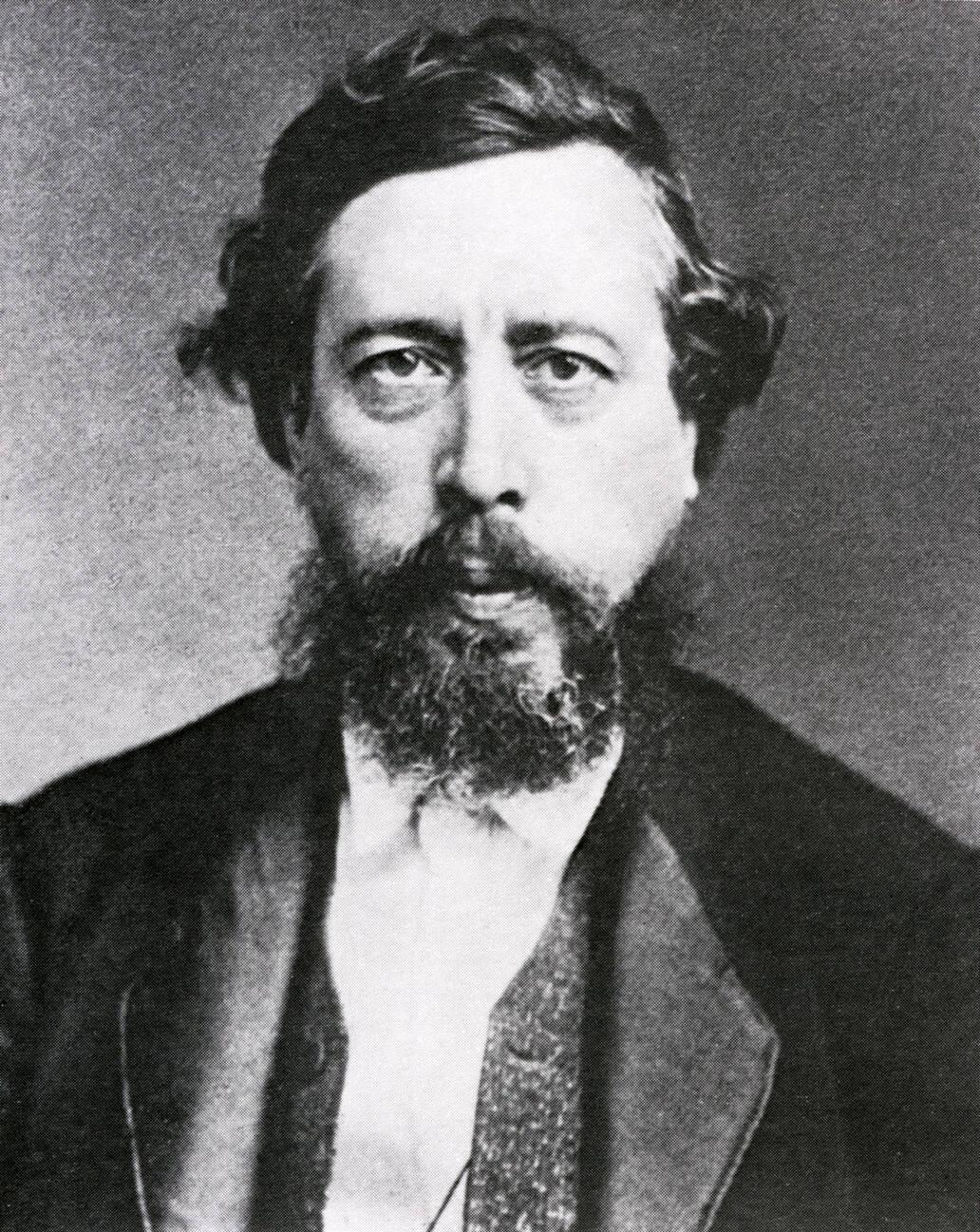
Wilhelm Liebknecht (1826–1900)

#### Liebl
- Liebl, Franz (1923–2002), sudetendeutscher Autor der egerländischen und oberpfälzischen Mundart
- Liebl, Heimo (* 1937), deutscher Pfarrer und Senator (Bayern)
- Liebl, Helmut (* 1927), deutscher Physiker
- Liebl, Johann Georg (1843–1901), deutscher Ökonom und Politiker der Zentrumspartei
- Liebl, Josef (1831–1880), österreichischer Politiker
- Liebl, Karl-Heinz (* 1953), deutscher Chorleiter
- Liebl, Ludwig (1874–1940), deutscher nationalsozialistischer Ärztefunktionär
- Liebl, Ottilie (1921–2000), österreichische Politikerin (ÖVP), Landtagsabgeordneter, Mitglied des Bundesrates
- Liebl, Otto (1903–1969), tschechoslowakisch-deutscher Politiker (SdP)
- Liebl, Rupert (* 1941), deutscher Badmintonspieler
- Liebl, Stephanie (* 1993), deutsche Schauspielerin
- Lieblein, Dominikus I. von (1706–1771), Prämonstratenserabt
- Lieblein, Franz Kaspar (1744–1810), deutscher Botaniker
- Lieblein, Severin (1866–1933), norwegischer Schriftsteller
- Lieblein, Viktor (1869–1939), deutscher Chirurg
- Liebleitner, Karl (1858–1942), österreichischer Pädagoge, Chormeister und Volksliedforscher
- Liebler, Georg (1524–1600), Hochschullehrer der Philosophie, Linguistik, Physik, Eloquenz und Poesie sowie Rektor an der Universität Tübingen
- Liebler, Ralph (1901–1953), deutscher LDPD-Funktionär
- Liebler, Stefan (* 1958), deutscher Jurist, Richter am Bundesverwaltungsgericht
- Liebler, Steffen (* 1984), deutscher Basketballfunktionär
- Lieblich, Irene (1923–2008), polnisch-US-amerikanische Dichterin, Malerin und Illustratorin, Holocaustüberlebende
- Lieblich, Karl (1895–1984), deutscher Rechtsanwalt und Schriftsteller
- Liebling, A. J. (1904–1963), US-amerikanischer Journalist
- Liebling, Friedrich (1893–1982), PsychologeFriedrich Liebling (1893–1982)

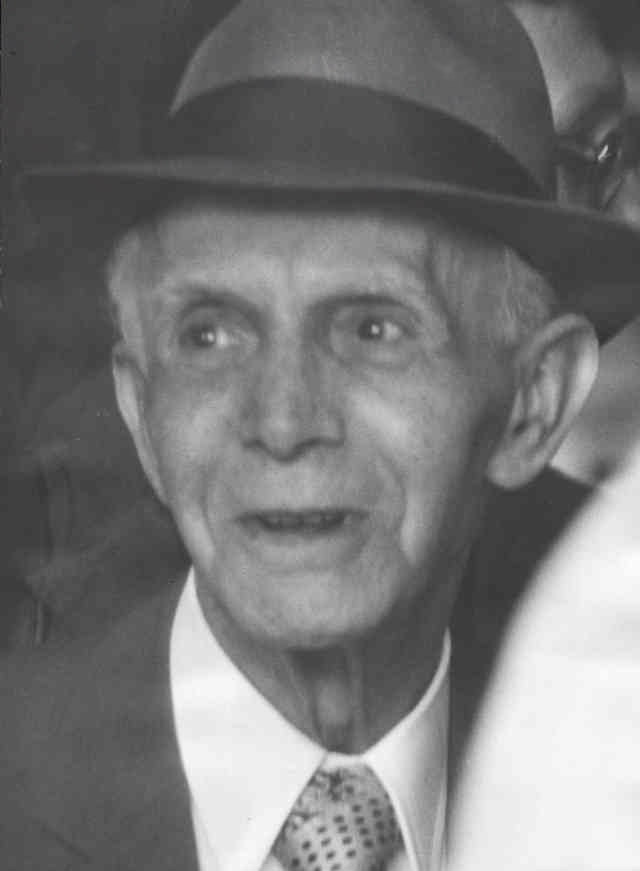
Friedrich Liebling (1893–1982)

- Liebling, Jerome (1924–2011), US-amerikanischer Fotograf, Filmemacher und Hochschullehrer
- Liebling, Quinn (* 2003), US-amerikanischer Schauspieler
- Lieblová, Dagmar (1929–2018), tschechische Germanistin, Übersetzerin und Holocaustüberlebende

#### Liebm
- Liebman, David (* 1946), US-amerikanischer Jazzmusiker (Tenor- und Sopransaxophon, Flöte, Komposition)
- Liebmann, Andreas (* 1967), österreichischer Diplomat
- Liebmann, Berta (1913–2005), österreichische Mundartdichterin und Schriftstellerin
- Liebmann, Celina (* 2001), deutsche Speedway-Fahrerin
- Liebmann, Charles (1837–1928), deutscher Unternehmer, Präsident der S. Liebmann Brewery
- Liebmann, Curt (1881–1960), deutscher General der Infanterie im Zweiten Weltkrieg
- Liebmann, Frederik (1813–1856), dänischer Botaniker
- Liebmann, Gerhard (* 1970), österreichischer SchauspielerGerhard Liebmann (* 1970)

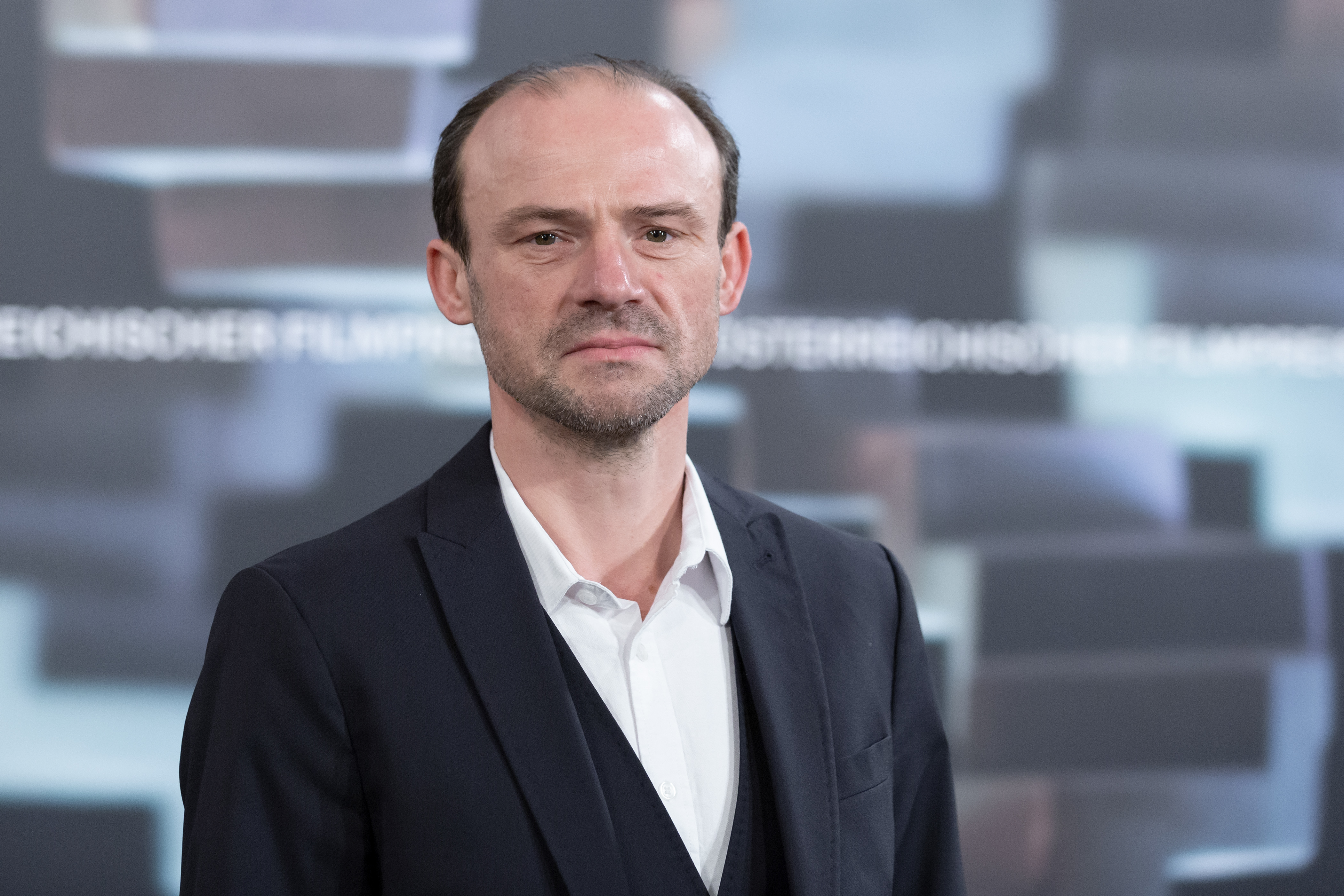
Gerhard Liebmann (* 1970)

- Liebmann, Hannes (* 1956), österreichischer Schauspieler
- Liebmann, Harry (1876–1941), deutscher Bildhauer
- Liebmann, Heinrich (1874–1939), deutscher Mathematiker
- Liebmann, Helene (1795–1869), deutsche Pianistin, Komponistin und Sängerin
- Liebmann, Henry (1836–1915), deutscher Unternehmer und einer der Präsidenten der Liebmann‘s Sons Brewery in Brooklyn
- Liebmann, Hermann (1882–1935), deutscher Politiker
- Liebmann, Irina (* 1943), deutsche Schriftstellerin
- Liebmann, Joseph (1831–1913), deutscher Unternehmer und einer der Präsidenten der Liebmann‘s Sons Brewery in Brooklyn
- Liebmann, Jost († 1702), deutscher Schutzjude und Hoffaktor am Hof von Brandenburg
- Liebmann, Kurt (1897–1981), deutscher Schriftsteller
- Liebmann, Maximilian (1934–2022), römisch-katholischer Theologe und Kirchenhistoriker
- Liebmann, Michail Jakowlewitsch (1920–2010), russischer Kunsthistoriker und Hochschullehrer
- Liebmann, Nick (1950–2006), Schweizer Jazzmusiker, Journalist und Sozialwissenschaftler
- Liebmann, Otto (1840–1912), deutscher Philosoph
- Liebmann, Otto (1865–1942), deutscher Verleger
- Liebmann, Richard (1811–1871), deutscher Richter und Politiker
- Liebmann, Robert (1890–1942), deutscher Drehbuchautor
- Liebmann, Samuel (1799–1872), Gründer der S. Liebmann Brewery
- Liebmann, Werner (* 1951), deutscher Maler und Grafiker
- Liebmann, Wilhelm Otto (1806–1871), deutscher Jurist und Politiker

#### Liebn
- Liebner, János (1923–2015), ungarischer Cellist
- Liebner, Karl Theodor Albert (1806–1871), deutscher lutherischer Theologe, Philologe und Historiker

#### Liebo
- Liebold, Andreas (* 1959), deutscher Moderator, Kabarettist, Autor und Medientrainer
- Liebold, Bernhard (1843–1916), deutscher Architekt, Baubeamter, Bauunternehmer und Politiker
- Liebold, Ernest G. (1884–1956), amerikanischer Bankenvorstand und Sekretär Henry Fords
- Liebold, Günter (* 1943), deutscher Radrennfahrer
- Liebold, Lars (* 1974), deutscher Kameramann
- Liebold, Mario Felix (1974–2023), deutscher Kaffeeröster
- Liebold, Norman (* 1976), deutscher Schriftsteller, Künstler und Schauspieler
- Liebold, Renate (* 1962), deutsche Soziologin und Hochschullehrerin
- Liebold, Rudolf (1903–1990), deutscher Maschinenbauingenieur und Hochschullehrer
- Liebold, Sebastian (* 1982), deutscher Politologe und Zeithistoriker
- Liebold, Susan (* 1977), deutsche Glaskünstlerin
- Liebold, Sven (* 1980), deutscher Basketballspieler
- Liebold, Wilhelm (1844–1920), deutscher Kaufmann und Politiker
- Lieboldt, Friedrich (1806–1878), deutscher Mediziner und Badearzt in Travemünde
- Liebow, Averill Abraham (1911–1978), US-amerikanischer Pathologe
- Liebowitz, Carol (* 1953), US-amerikanische Jazzmusikerin
- Liebowitz, Harold (1924–2004), US-amerikanischer Luftfahrtingenieur, Präsident der National Academy of Engineering
- Liebowitz, Stan (* 1950), US-amerikanischer Wirtschaftswissenschaftler und Hochschullehrer

#### Liebr
- Liebrand, Ben (* 1960), niederländischer DJ
- Liebrand, Claudia (* 1962), deutsche Germanistin
- Liebrecht, Brunhilde (* 1953), deutsche Politikerin (CDU), MdL
- Liebrecht, Franz (1860–1942), Direktor des Oberbergamtes Dortmund
- Liebrecht, Johannes (* 1970), deutscher Rechtswissenschaftler und Hochschullehrer
- Liebrecht, Julius (1891–1974), deutscher Unternehmer
- Liebrecht, Kurt (1936–2022), deutscher Fußballspieler
- Liebrecht, Savyon (* 1948), israelische Autorin
- Liebrecht, Torben (* 1977), deutscher Schauspieler, Regisseur und DrehbuchautorTorben Liebrecht (* 1977)

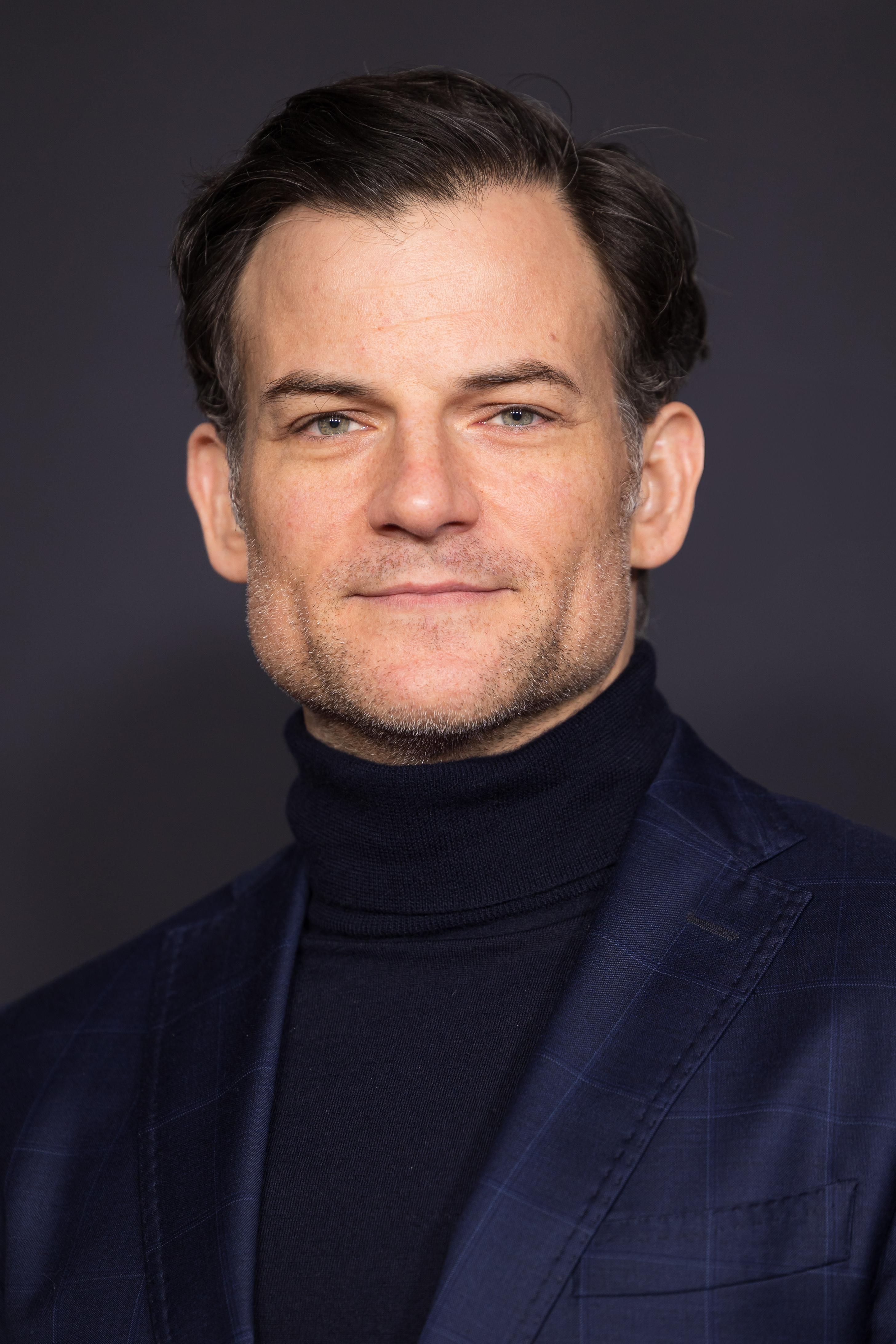
Torben Liebrecht (* 1977)

- Liebrecht, Walter (1879–1945), deutscher Offizier und Landesforstmeister der Provinz Hannover
- Liebrecht, Werner (* 1935), deutscher Fußballspieler
- Liebrecht, Werner (1936–2011), deutscher Bauingenieur und Politiker (SPD), MdL
- Liebrecht, Wilhelm (1850–1925), deutscher Verwaltungsbeamter und Präsident der Landesversicherungsanstalt Hannover
- Liebrechts, Charles (1858–1938), belgischer Soldat, Forschungsreisender und Kolonialadministrator
- Liebrechts, Rudie (* 1941), niederländischer Eisschnellläufer
- Liebreich, Alexander (* 1968), deutscher Dirigent
- Liebreich, Erik (1884–1946), deutscher Chemiker
- Liebreich, Oskar (1839–1908), deutscher Pharmakologe
- Liebreich, Richard (1830–1917), Begründer der Augenheilkunde in Deutschland
- Liebrenz, Daan Lennard (* 2005), deutscher Schauspieler
- Liebrich, Ernst (1923–2001), deutscher Fußballspieler
- Liebrich, Fritz (1879–1936), Schweizer Lehrer und Schriftsteller in Mundart
- Liebrich, Werner (1927–1995), deutscher Fußballspieler und -trainerWerner Liebrich (1927–1995)

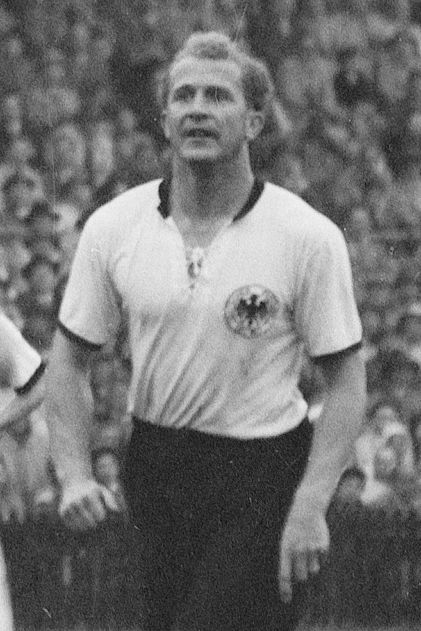
Werner Liebrich (1927–1995)

- Liebrucks, Bruno (1911–1986), deutscher Philosoph

#### Liebs
- Liebs, Annika (* 1979), deutsche Schwimmerin
- Liebs, Detlef (* 1936), deutscher Rechtshistoriker und Hochschullehrer
- Liebs, Elke (* 1942), deutsche Bibliothekarin, Literaturwissenschaftlerin und Psychotherapeutin
- Liebs, Frauke (* 1985), deutsche Frau, Opfer eines ungeklärten Tötungsdelikts
- Liebs, Holger (* 1966), deutscher Kunsthistoriker und Journalist
- Liebsch, Angelika (* 1950), deutsche Weitspringerin und Sprinterin
- Liebsch, Burkhard (* 1959), deutscher Psychologe, Philosoph und Hochschullehrer
- Liebsch, Ferdinand (1816–1905), Maler und Fotograf in Hannover
- Liebsch, Georg (1911–1998), deutscher Gewichtheber
- Liebsch, Katharina (* 1962), deutsche Soziologin
- Liebsch, Maximilian (1831–1880), Abt von Stift Tepl
- Liebsch, Ulrich (* 1966), deutscher Eishockeyspieler und -trainer
- Liebscher, Fritz Wilhelm (1914–2009), deutscher Wirtschaftswissenschaftler, Rektor der Technischen Universität Dresden
- Liebscher, Georg (1853–1896), deutscher Pflanzenbauwissenschaftler
- Liebscher, Gerhard (* 1955), deutscher Politiker (Bündnis 90/Die Grünen)
- Liebscher, Hans-Jürgen (1936–2021), deutscher Geophysiker und Hydrologe
- Liebscher, Heinz (1931–2022), deutscher Philosoph
- Liebscher, Heinz (1931–2021), deutscher physikalischer Chemiker (Elektrochemie und Galvanotechnik) und Hochschullehrer
- Liebscher, Irmfried (1901–1973), deutscher Keramiker
- Liebscher, Joachim (1926–1994), deutscher Bildhauer
- Liebscher, Klaus (* 1939), österreichischer Bankdirektor und Gouverneur der OeNB
- Liebscher, Lutz (* 1985), deutscher Politiker (SPD), MdL
- Liebscher, Manfred (1930–2014), deutscher Autor, Kriminalist, Archivar, Oberstleutnant des MfS der DDR
- Liebscher, Martin (* 1964), deutscher Künstler
- Liebscher, Nils (* 1972), deutscher Schauspieler
- Liebscher, Richard (1910–1990), deutscher Fechter, mehrfacher deutscher Meister in Florett und Säbel sowie Olympiateilnehmer
- Liebscher, Sylvia (* 1975), deutsche Skeletonpilotin
- Liebscher, Werner (1931–1992), deutscher Typograf und Gebrauchsgrafiker
- Liebscher-Lucz, Tom (* 1993), deutscher KanuteTom Liebscher-Lucz (* 1993)

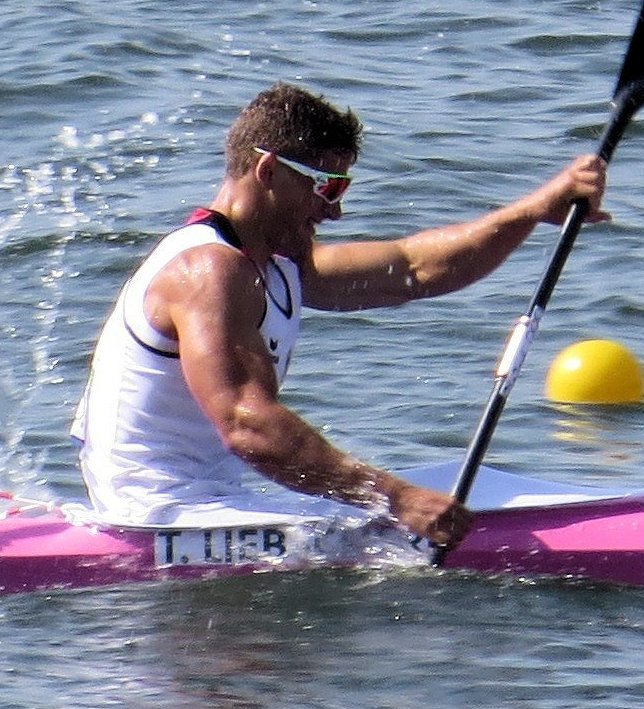
Tom Liebscher-Lucz (* 1993)

- Liebschner, Siegfried (1935–2006), deutscher Baptistenpastor
- Liebschwager, Werner (1927–2005), deutscher Fußballspieler
- Liebst, Lars (* 1956), dänischer Theaterschaffender und Manager
- Liebster, Alfred (1910–2000), österreichischer Tischtennisspieler
- Liebster, Max (1915–2008), deutscher Kaufmann und Gründer einer Holocaust-Stiftung
- Liebster, Simone Arnold (* 1930), französische Schriftstellerin
- Liebstöckl, Hans (1872–1934), österreichischer Journalist und Schriftsteller

#### Liebt
- Liebtrau, Luisa (* 1991), deutsche Schauspielerin

### Liec
- Liecht, Barbara (1560–1620), Schweizer Dominikanerin und Priorin
- Liechtenauer, Bernhard (* 1957), deutscher General
- Liechtenauer, Johann, deutscher FechtmeisterJohann Liechtenauer

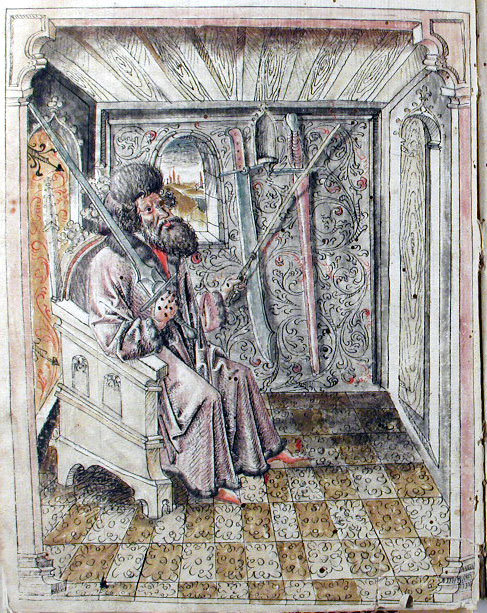
Johann Liechtenauer

- Liechtenauer, Paul Ignaz, deutscher Organist, Kapellmeister und Komponist
- Liechtenfurtner, Nikolaus († 1742), deutscher Künstler
- Liechtenhan, Eduard (1891–1965), Schweizer Altphilologe und Gymnasiallehrer
- Liechtenhan, Francine-Dominique (* 1956), französische Historikerin, Autorin und Hochschuldozentin
- Liechtenhan, Rudolf der Ältere (1875–1947), Schweizer Pfarrer, Theologe und Aktivist des religiösen Sozialismus
- Liechtenhan, Rudolf der Jüngere (1911–2005), Schweizer Dramaturg, Publizist, Autor, und Kritiker
- Liechtenstein, Alfred von und zu (1875–1930), liechtensteinischer Regierungschef
- Liechtenstein, Alois von und zu (1780–1833), kaiserlich-königlicher Feldzeugmeister
- Liechtenstein, Alois von und zu (1869–1955), k. u. k. Oberstleutnant der Kavallerie
- Liechtenstein, Aloisia Josepha von (1670–1736), Adlige
- Liechtenstein, Aloys von (1846–1920), österreichischer Politiker und Sozialreformer
- Liechtenstein, Eleonora Maria Rosalia von (1647–1703), Verfasserin eines Werks zu Hausmittel-Arzneien
- Liechtenstein, Emanuel von und zu (1700–1771), Obersthofmeister der Kaiserin Amalie Wilhelmine
- Liechtenstein, Franz de Paula von und zu (1802–1887), österreichischer General
- Liechtenstein, Friedrich (* 1956), deutscher Musiker, Schauspieler und UnterhaltungskünstlerFriedrich Liechtenstein (* 1956)

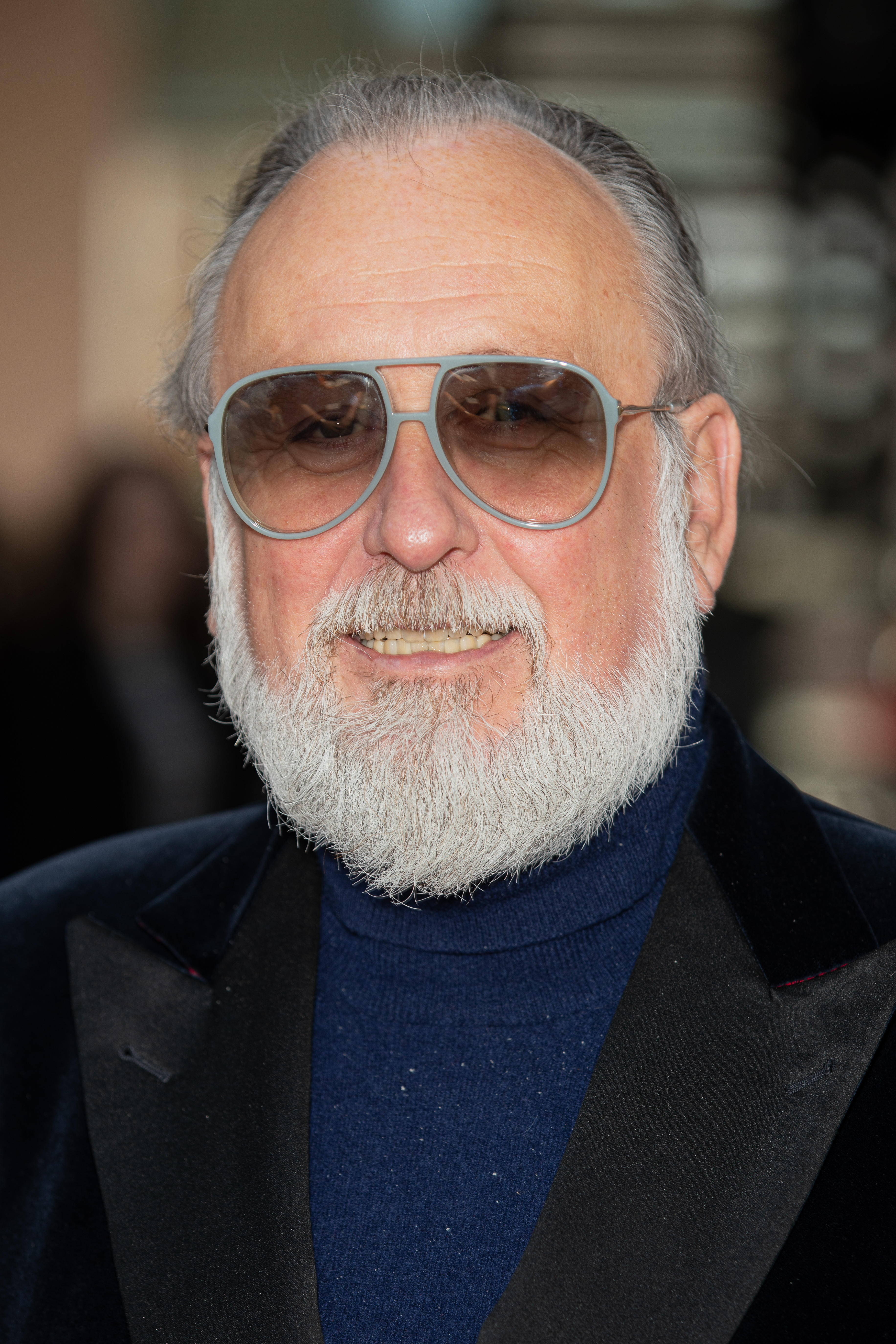
Friedrich Liechtenstein (* 1956)

- Liechtenstein, Fürstin Eleonore (1745–1812), Salonière
- Liechtenstein, Gabriele von (1692–1713), Mitglied des Hauses Liechtenstein
- Liechtenstein, Georg von († 1419), österreichischer Adeliger, Bischof von Trient
- Liechtenstein, Gundaker von (1580–1658), kaiserlicher Obersthofmeister
- Liechtenstein, Hans von (1910–1975), liechtensteinischer Jäger, Künstler und zoologischer Forscher
- Liechtenstein, Heinrich von und zu (1920–1993), liechtensteinischer Botschafter
- Liechtenstein, Johann von und zu (1734–1781), kaiserlich-königlicher Feldmarschallleutnant
- Liechtenstein, Karl Borromäus von und zu (1730–1789), kaiserlicher Feldmarschall
- Liechtenstein, Karl Johann Anton von (1803–1871), Regent des Fürstentums Liechtenstein
- Liechtenstein, Karl von und zu (1765–1795), Direktor der Kabinettskanzlei unter Kaiser Leopold II.
- Liechtenstein, Maria Anna von (1699–1753), Fürstin von Liechtenstein
- Liechtenstein, Maria Theresia von (1694–1772), Fürstin
- Liechtenstein, Maximilian von (1578–1643), kaiserlicher Feldzeugmeister
- Liechtenstein, Moritz von und zu (1775–1819), kaiserlich-königlicher Feldmarschallleutnant
- Liechtenstein, Philipp Erasmus von (1664–1704), kaiserlicher Feldmarschallleutnant
- Liechtenstein, Prinzessin von und zu Liechtenstein, Maria-Pia (* 1960), liechtensteinische DiplomatinMaria-Pia Liechtenstein, Prinzessin von und zu Liechtenstein (* 1960)

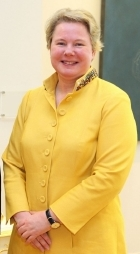
Maria-Pia Liechtenstein, Prinzessin von und zu Liechtenstein (* 1960)

- Liechtenstein, Rose (1887–1955), deutsche Theater- und Filmschauspielerin der Stummfilmzeit
- Liechtenstein, Rudolf von (1838–1908), österreichischer General, kaiserlicher Obersthofmeister und Komponist
- Liechtenstein, Vincenz (1950–2008), österreichischer Politiker (ÖVP), Abgeordneter zum Nationalrat, Mitglied des Bundesrates
- Liechtenstein-Kastelkorn, Jakob Ernst von (1690–1747), Bischof von Seckau, Fürstbischof von Olmütz und Fürstbischof von Salzburg
- Liechtenstein-Kastelkorn, Johann Christoph von († 1643), Bischof von Chiemsee
- Liechtenstein-Kastelkorn, Karl II. von (1623–1695), Fürstbischof von Olmütz, gewählter Fürstbischof von Breslau
- Liechtenstein-Kastelkorn, Paul von († 1513), kaiserlicher Rat, Hofmarschall
- Liechtenstern, Friedrich von (1843–1906), preußischer Generalleutnant
- Liechtenstern, Joseph Max von (1765–1828), österreichischer Geograph, Kartograph und Statistiker
- Liechtenstern, Theodor von (1799–1848), Kartograf
- Liechti, Aron (* 1986), Schweizer Fußballspieler
- Liechti, Erhard († 1591), Schweizer Uhrmacher
- Liechti, Fabienne (* 1978), Schweizer Tänzerin
- Liechti, Fee (* 1947), Schweizer Filmeditorin
- Liechti, Hans (* 1946), Schweizer Kameramann und Regisseur
- Liechti, Hermann (1850–1921), Schweizer Politiker (FDP)
- Liechti, Jasmin (* 2002), Schweizer Radsportlerin
- Liechti, Laurentius († 1545), Schweizer Uhrmacher
- Liechti, Lisa (* 1994), Schweizer Unihockeyspielerin
- Liechti, Martin (* 1937), Schweizer Schriftsteller
- Liechti, Paul (1866–1927), Schweizer Agrikulturchemiker
- Liechti, Peter (1951–2014), Schweizer Filmschaffender
- Liechti-von Brasch, Dagmar (1911–1993), Schweizer Ärztin und Ernährungsreformerin
- Lieck, Josef (1849–1914), deutscher Maler
- Lieck, Kurt (1899–1976), deutscher Schauspieler, Theaterregisseur und Hörspielsprecher
- Lieck, Peter (1935–2006), deutscher Schauspieler, Hörspiel- und Synchronsprecher
- Lieck, Walter (1906–1944), deutscher Schauspieler
- Lieck, Wilfried (* 1945), deutscher Tischtennisspieler
- Lieck-Klenke, Jutta (* 1951), deutsche Film- und Fernsehproduzentin
- Liecke, Falko (* 1973), deutscher Politiker (CDU)Falko Liecke (* 1973)

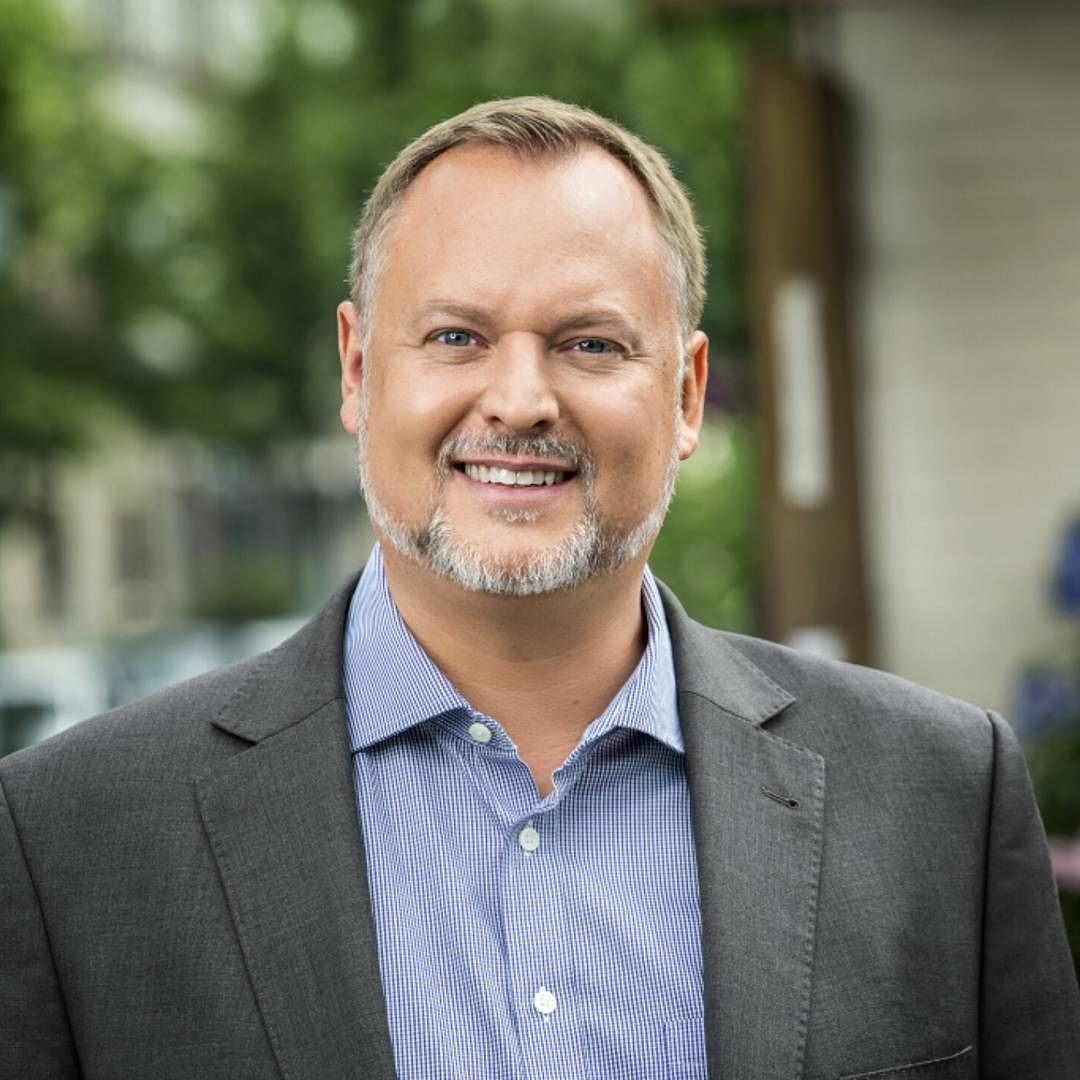
Falko Liecke (* 1973)

- Liecke, Karl (1922–1982), deutscher Schauspieler bei Bühne und Fernsehen
- Lieckens, Jozef (* 1959), belgischer Radrennfahrer
- Lieckfeld, Claus-Peter (* 1948), deutscher Journalist und Schriftsteller
- Lieckfeldt, Inge (* 1941), deutsche Eisschnellläuferin
- Lieckfeldt, Renate (1965–2013), deutsche Pharmazeutin

### Lied
- Lied, Finn (1916–2014), norwegischer Politiker (Arbeiderpartiet), Minister, Ingenieur und Wirtschaftsmanager
- Lied, Konrad (1893–1957), deutscher Politiker (FDP), MdL
- Liedberg, Bo Gunnar (* 1954), schwedischer Physiker
- Liede, Sigrid (* 1957), deutsche Botanikerin und Hochschullehrerin
- Liedecke, Ewald (1905–1967), deutscher Architekt, Stadtplaner und nationalsozialistischer Landesplaner
- Liedecke, Herbert (1912–1998), deutscher Kirchenmusiker, Komponist und Hochschullehrer
- Lieder, Bettina (* 1987), deutsche Schauspielerin und Hörspielsprecherin
- Lieder, Christoph (* 1960), deutscher Dirigent, Musiker und Offizier
- Lieder, Friedrich Johann Gottlieb (1780–1859), deutscher Porträtmaler und Lithograf
- Lieder, Georg auf (* 1988), deutscher Pop-Rock-Musiker
- Lieder, Günther (* 1947), österreichischer Schauspieler
- Lieder, Jan (* 1979), deutscher Rechtswissenschaftler, Richter und Hochschullehrer
- Lieder, Jürgen (1937–2000), deutscher Tischtennisspieler und -trainer
- Lieder, Rico (* 1971), deutscher Leichtathlet
- Lieder, Tess (* 1993), niederländische Handballspielerin
- Liederer, Niklas (* 1991), österreichischer Skilangläufer
- Liederley, Otto (1899–1937), deutscher Politiker, Oberbürgermeister von Düsseldorf (1937)
- Liedermann, Helmut (1926–2019), österreichischer Diplomat
- Liederschmitt, Walter (1949–2013), deutscher Autor, Liedermacher und Sänger
- Liederscron, Adolf von (1893–1973), deutscher Landrat
- Liédet, Loyset, französisch-flämischer Maler und Illustrator
- Liedhegener, Antonius (* 1963), deutscher Politikwissenschaftler und Zeithistoriker
- Liedholm, Nils (1922–2007), schwedischer Fußballspieler und -trainerNils Liedholm (1922–2007)

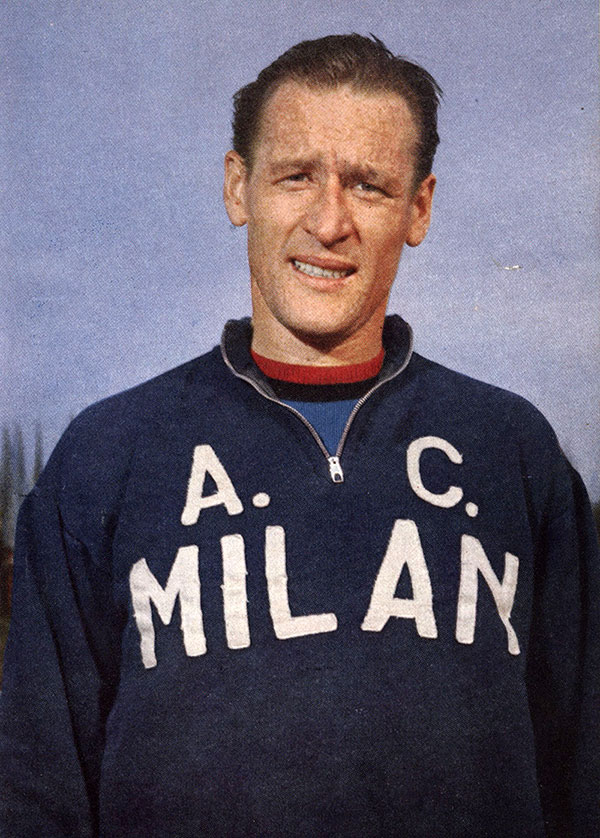
Nils Liedholm (1922–2007)

- Liedig, Franz Maria (1900–1967), deutscher Marineoffizier, Widerstandskämpfer gegen den Nationalsozialismus sowie Politiker (CSU)
- Liedke, Gerhard (* 1937), deutscher evangelischer Theologe
- Liedke, Ulf (* 1961), deutscher evangelischer Theologe und Diakoniewissenschaftler
- Liedl, Alexandra (* 1979), deutsche Psychologin, Psychotherapeutin und Sachbuchautorin
- Liedl, Klaus (* 1949), österreichischer Maler, Bildhauer und Hochschullehrer
- Liedl, Otto (1921–2010), österreichischer Politiker (SPÖ), Mitglied des Bundesrates
- Liedloff, Jean (1926–2011), US-amerikanische Psychotherapeutin
- Liedskalniņa, Antra (1930–2000), sowjetische bzw. lettische Theater- und Film-Schauspielerin
- Liédson (* 1977), brasilianisch-portugiesischer Fußballspieler
- Liedström Adler, Eva (* 1954), schwedische Juristin und Regierungsbeamtin
- Liedtcke, Theodor († 1902), deutscher Sänger und Schauspieler
- Liedtke, Alexandra (* 1979), deutsche Schauspielerin und Regisseurin
- Liedtke, Alfred (1877–1914), deutscher Maler, Aquarellist und Lithograf
- Liedtke, Anja (* 1966), deutsche Schriftstellerin
- Liedtke, Christian (1733–1766), hochfürstlicher Hofbuchdrucker des Herzogs von Kurland und Semgallen
- Liedtke, Christian (* 1964), deutscher Germanist und Archivar
- Liedtke, Christian (* 1976), deutscher Mathematiker
- Liedtke, Corinna (* 1983), deutsche Regisseurin und Drehbuchautorin
- Liedtke, Danny (* 1990), deutscher LaiendarstellerDanny Liedtke (* 1990)

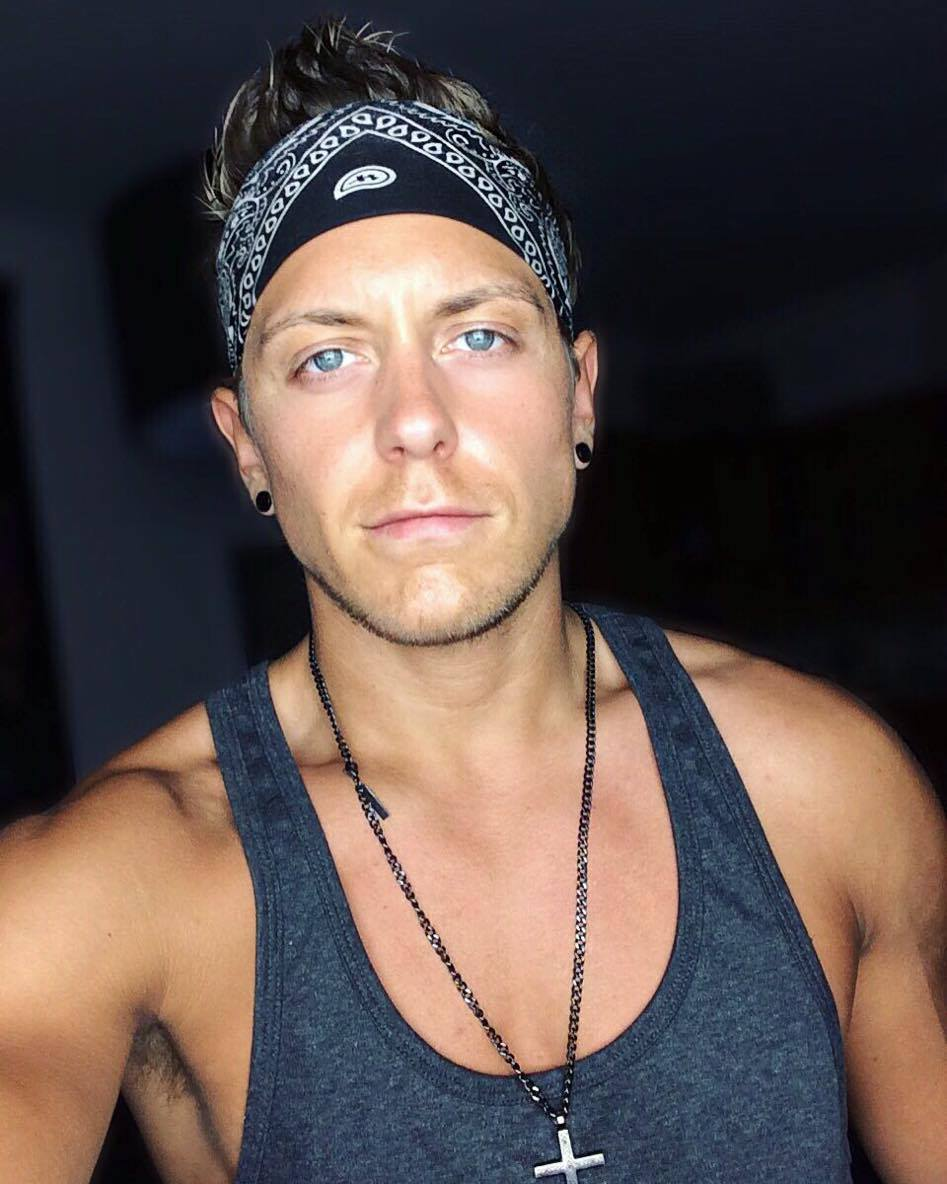
Danny Liedtke (* 1990)

- Liedtke, Fabian (* 2004), deutscher Basketballspieler
- Liedtke, Frank, deutscher Linguist und Professor für Pragmatik
- Liedtke, Harry (1882–1945), deutscher Schauspieler
- Liedtke, Herbert (1916–2014), deutsch-schwedischer Leichtathlet
- Liedtke, Herbert (1950–2016), deutscher Fußballspieler
- Liedtke, Jan (* 1977), deutscher Autor, Regisseur und Produzent
- Liedtke, Jochen (1953–2001), deutscher Informatiker
- Liedtke, Karl (1925–2008), deutscher Pädagoge und Politiker (SPD), MdB
- Liedtke, Klaus-Jürgen (* 1950), deutscher Schriftsteller und Übersetzer
- Liedtke, Kurt W. (* 1943), deutscher Manager
- Liedtke, Lenny (* 2004), deutscher Basketballspieler
- Liedtke, Max (1894–1955), deutscher Journalist, Gerechter unter den Völkern
- Liedtke, Max (* 1931), deutscher Pädagoge
- Liedtke, Monika (* 1966), deutsche Sommerbiathletin in der Stilrichtung Crosslauf
- Liedtke, Patrick M. (* 1966), deutscher Wirtschaftswissenschaftler
- Liedtke, Peter (* 1959), deutscher Fotokünstler
- Liedtke, Rainer (1943–2012), deutscher Arzt, Wissenschaftler und Unternehmer
- Liedtke, Rainer (* 1950), deutscher Fußballspieler und -trainer
- Liedtke, Rainer (* 1967), deutscher Historiker
- Liedtke, Ralf (* 1960), deutscher Philosoph und Hochschullehrer
- Liedtke, Tanja (1977–2007), deutsche Tänzerin und Choreografin
- Liedtke, Ulrike (* 1958), deutsche Musikwissenschaftlerin und Politikerin (SPD), MdLUlrike Liedtke (* 1958)

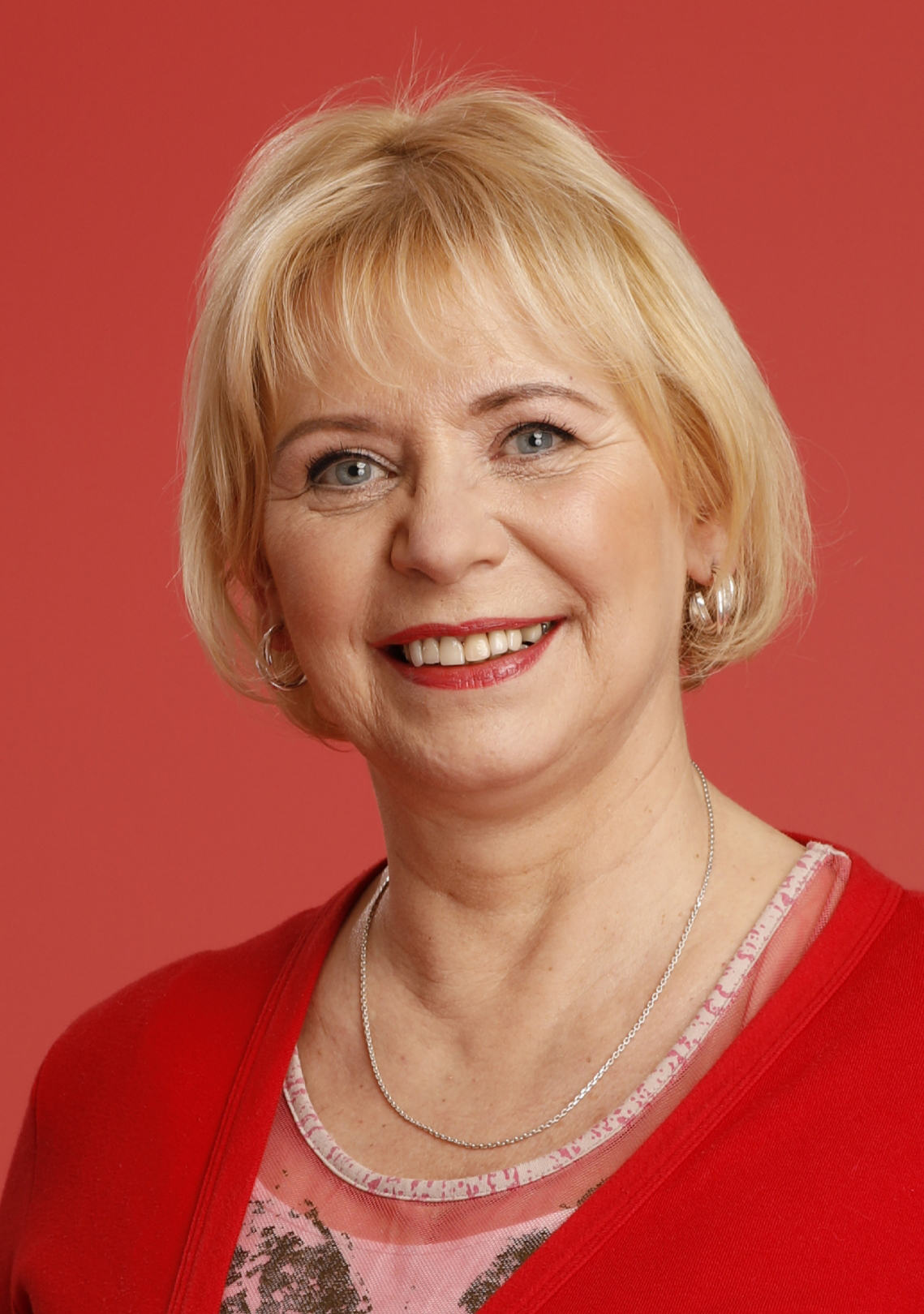
Ulrike Liedtke (* 1958)

- Liedtke, Volker (* 1950), deutscher Politiker (SPD)
- Liedtke, Wolfgang (1937–2012), deutscher Ethnologe
- Liedts, Charles (1802–1878), belgischer Politiker
- Liedvogel, Miriam (* 1977), deutsche Zoologin und Evolutionsbiologin

### Lief
- Liefeld, Rob (* 1967), US-amerikanischer Comicbuchautor und -zeichner
- Liefer, Jakob (1571–1655), deutscher evangelischer Theologe und Autor
- Lieferinxe, Josse, französischer Maler
- Liefers, Gert-Jan (* 1978), niederländischer Mittel- und Langstreckenläufer
- Liefers, Heinz (1909–1985), deutscher Schauspieler und Regisseur
- Liefers, Jan Josef (* 1964), deutscher Schauspieler, Musiker, Regisseur und ProduzentJan Josef Liefers (* 1964)

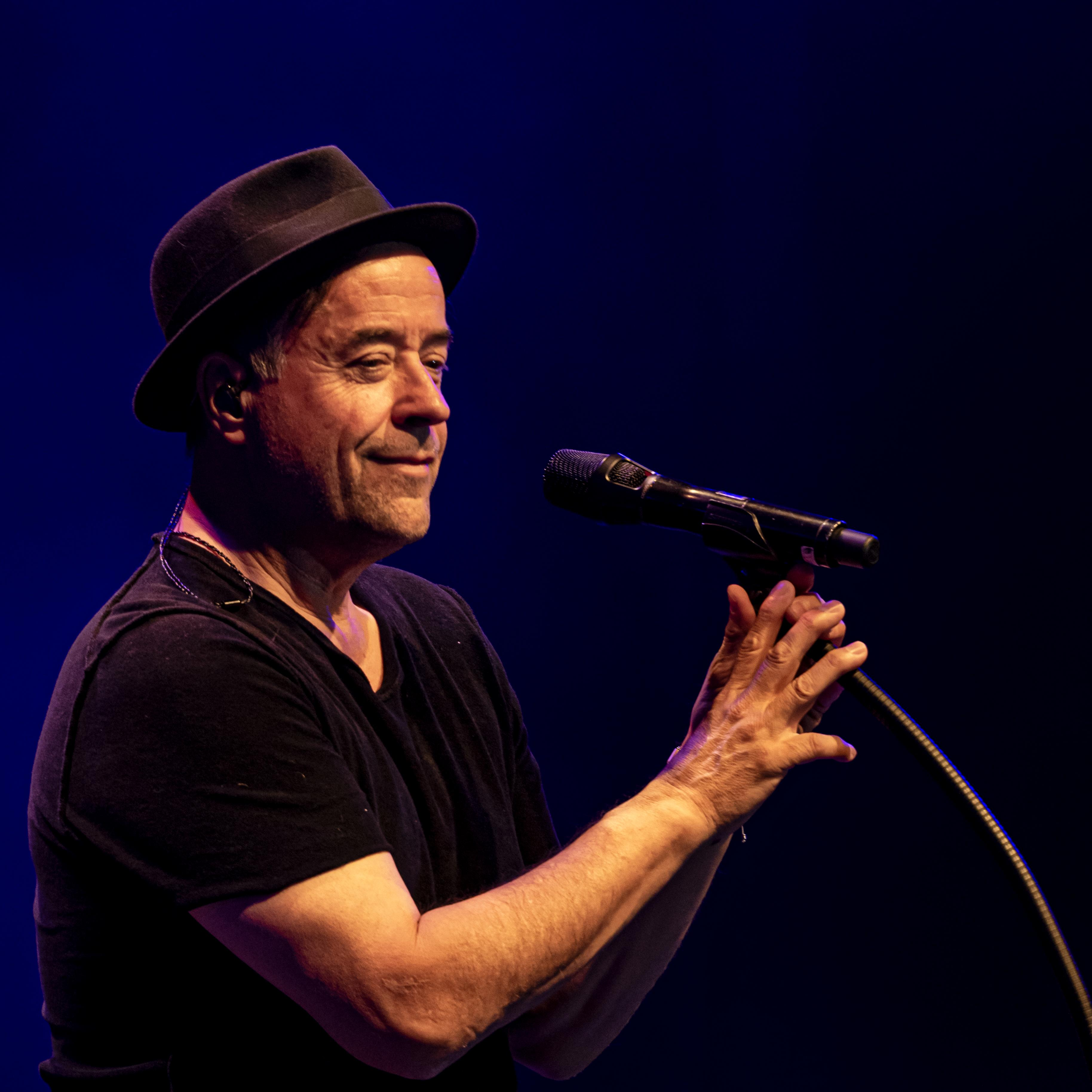
Jan Josef Liefers (* 1964)

- Liefers, Karlheinz (1941–2006), deutscher Regisseur
- Liefers, Lilly (* 2002), deutsche Schauspielerin
- Liefers, Lola (* 2008), deutsche Schauspielerin
- Liefers, Polina (* 1988), deutsch-russische Schauspielerin, Kostümbildnerin und Szenenbildnerin
- Liefers-Wähner, Brigitte (* 1944), deutsche Schauspielerin und Synchronsprecherin
- Lieff, Johannes (1879–1955), deutscher Richter und Politiker (NSDAP)
- Lieffen, Karl (1926–1999), deutscher Bühnen-, Film- und Fernsehschauspieler
- Lieffrig, Jeanine (* 1938), französisch-südafrikanische Tennisspielerin
- Liefke, Marco (* 1974), deutscher Volleyballspieler
- Liefland, Joep van (* 1966), holländischer Konzeptkünstler
- Liefland, Wilhelm (1938–1980), deutscher Lyriker und Jazzkritiker
- Liefmann, Else (1881–1970), Ärztin und Sozialarbeiterin
- Liefmann, Max Harry (1877–1915), deutscher Bakteriologe und Fußballspieler
- Liefmann, Robert (1874–1941), deutscher Ökonom, Professor für Nationalökonomie und NS-Opfer
- Liefmann-Keil, Elisabeth (1908–1975), deutsche Volkswirtin und Hochschullehrerin
- Lieftinck, Gerard Isaac (1902–1994), niederländischer Paläograf und Kodikologe
- Lieftinck, Maurits Anne (1904–1985), niederländischer Biologe und Zoologe
- Lieftinck, Piet (1902–1989), niederländischer Politiker, Wirtschaftswissenschaftler und Hochschullehrer

### Lieg
- Liégeard, Stéphen (1830–1925), französischer Jurist, Politiker und Dichter
- Liegel, Georg († 1861), Pomologe und Pharmazeut
- Liegenfeld, Andreas (* 1964), österreichischer Politiker (ÖVP), Landesrat im Burgenland
- Liégeois, Philippe (* 1947), belgischer Comiczeichner
- Lieger, Paulus (1865–1944), österreichischer Benediktiner und Schulmann
- Liegert, Lena (* 2002), deutsche Volleyballspielerin
- Liegibel, Klaus (1960–1992), deutscher Motorradrennfahrer
- Lieģis, Imants Viesturs (* 1955), lettischer Diplomat und Politiker, Mitglied der Saeima
- Liegl, Alexander (* 1964), deutscher Kabarettist
- Liegl, Florian (* 1983), österreichischer Skispringer und Skisprungtrainer
- Liegle, Josef (1893–1945), deutscher Numismatiker und Altphilologe
- Liegle, Ludwig (* 1941), deutscher Pädagoge und Hochschullehrer
- Liegmann, Sarah (* 2002), deutsche Kickboxerin und Boxsportlerin
- Liegmann, Wolfhard (1939–2008), deutscher Journalist
- Liegme, Jean-François (1922–1977), Schweizer Maler

### Lieh
- Liehburg, Max Eduard (1899–1962), Schweizer Schriftsteller
- Liehl, Ekkehard (1911–2003), deutscher Geograph und Bibliothekar
- Liehm, Anton (1817–1860), böhmischer Landschaftsmaler
- Liehm, Antonín Jaroslav (1924–2020), tschechischer Autor und Publizist
- Liehm, Hugo (1879–1958), sudetendeutscher Politiker (DNP, SdP, NSDAP) und Mitbegründer des Witikobundes
- Liehner, Annika (* 2002), deutsch-schweizerische Radsportlerin
- Liehr, Frank (* 1960), deutscher Unternehmer, Veranstalter, Journalist und Moderator
- Liehr, Harry (1927–2022), deutscher Politiker (SPD), MdA, MdB, Berliner Senator
- Liehr, Peter (1966–2016), deutscher Autor und Übersetzer
- Liehr, Reinhard (* 1939), deutscher Historiker
- Liehr, Thomas (* 1965), deutscher Biologe und Humangenetiker
- Liehr, Tom (* 1962), deutscher Schriftsteller
- Liehr, Willibald (1941–2011), österreichischer Richter
- Liehu, Rakel (* 1939), finnische Schriftstellerin

### Liek
- Liek, Erwin (1878–1935), deutscher Arzt und Publizist
- Liekari, Emil (* 2001), finnischer Skilangläufer
- Lieken, Fritz (1895–1961), deutscher Bäcker, Erfinder und Unternehmensgründer
- Liekenbröcker, Kai (* 1964), deutscher Musiker, Komponist, Produzent, Labelbetreiber und Toningenieur
- Liekmeier, Michael (* 1970), deutscher Bobfahrer

### Liel
- Liel, Alon (* 1948), israelischer Diplomat
- Liel, Friedrich Wilhelm (1878–1960), deutscher Maler
- Liel, Karl von (1799–1863), bayerischer Generalmajor und Kriegsminister
- Lielacher, Michael (* 1959), österreichischer Bankmanager und Finanzmarktexperte
- Lielienthal, Edwin Richard (1909–1994), deutscher Politiker (SPD), MdL
- Lielischkies, Udo (* 1953), deutscher Journalist, Fernsehmoderator und Leiter des ARD-Studios in MoskauUdo Lielischkies (* 1953)

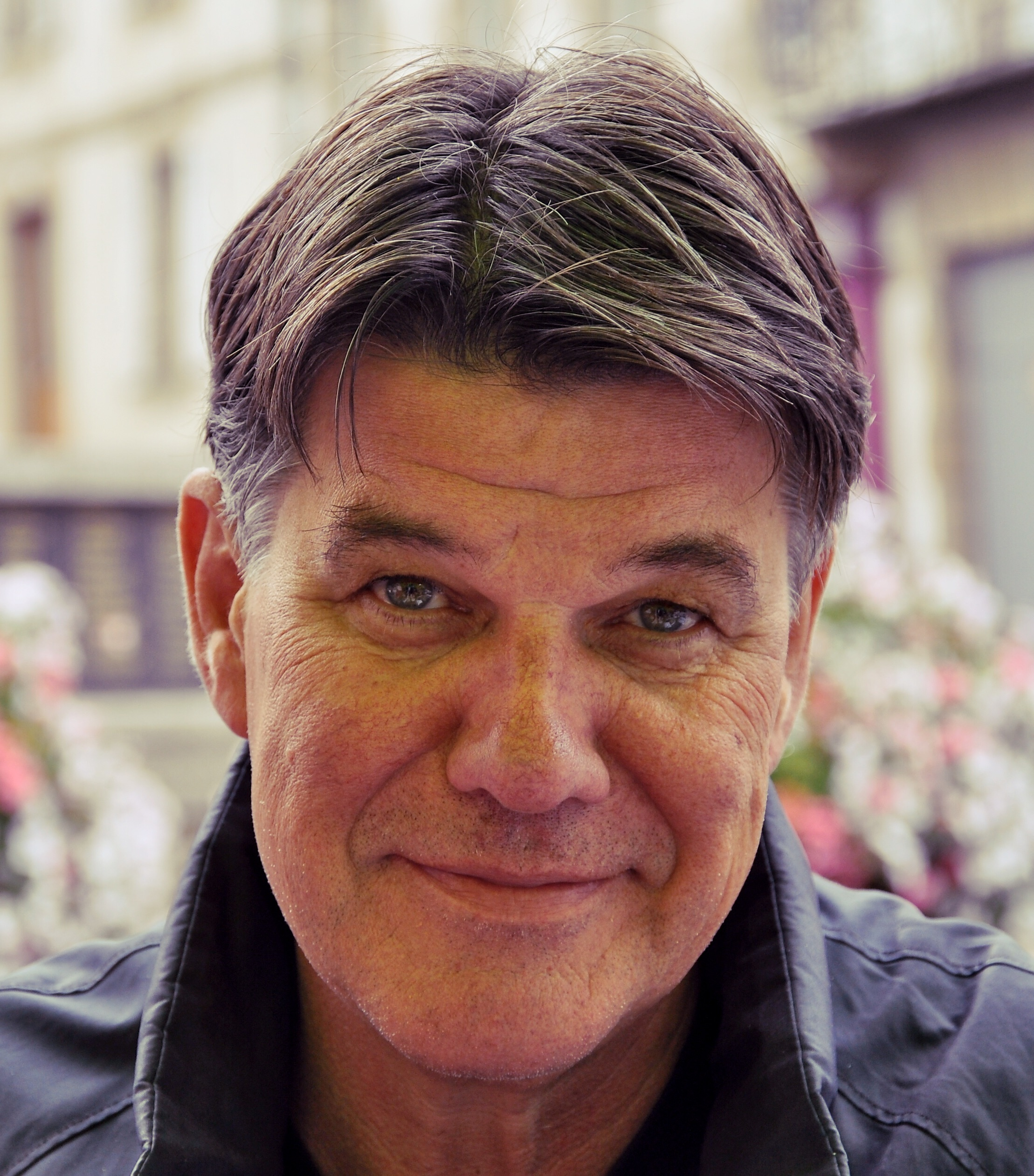
Udo Lielischkies (* 1953)

### Liem
- Liem, David S. (1937–2017), US-amerikanischer Herpetologe indonesischer Herkunft
- Liem, Jan (* 1989), deutscher Schauspieler
- Liem, Soei Liong (* 1943), niederländisch-indonesischer Menschenrechtsaktivist
- Liem, Swie King (* 1956), indonesischer Badmintonspieler
- Liem, Tjeng Kiang, indonesischer Badmintonspieler
- Liem, Torsten, deutscher Osteopath
- Liemann, Lucy (* 1973), britische Schauspielerin
- Liemar († 1101), Erzbischof von Hamburg und Bremen
- Liemberger, Wolfgang (* 1972), österreichischer Drehbuchautor und Filmregisseur
- Liemen, Waldemar (* 1927), deutscher Parteifunktionär (SED)

### Lien
- Lien Chen-ling (* 1988), taiwanische Judoka
- Lien, Brenda (* 1995), deutsche Filmemacherin, Drehbuchautorin und Komponistin
- Lien, Chan (* 1936), taiwanischer Politiker
- Lien, Espen, norwegischer Bassist
- Lien, Geir Inge (* 1972), norwegischer Politiker
- Lien, Harry (1896–1978), US-amerikanischer Skispringer
- Lien, Helge (* 1975), norwegischer Jazzpianist, Komponist und Bandleader
- Lien, Ida (* 1997), norwegische Biathletin
- Lien, Jennifer (* 1974), US-amerikanische SchauspielerinJennifer Lien (* 1974)

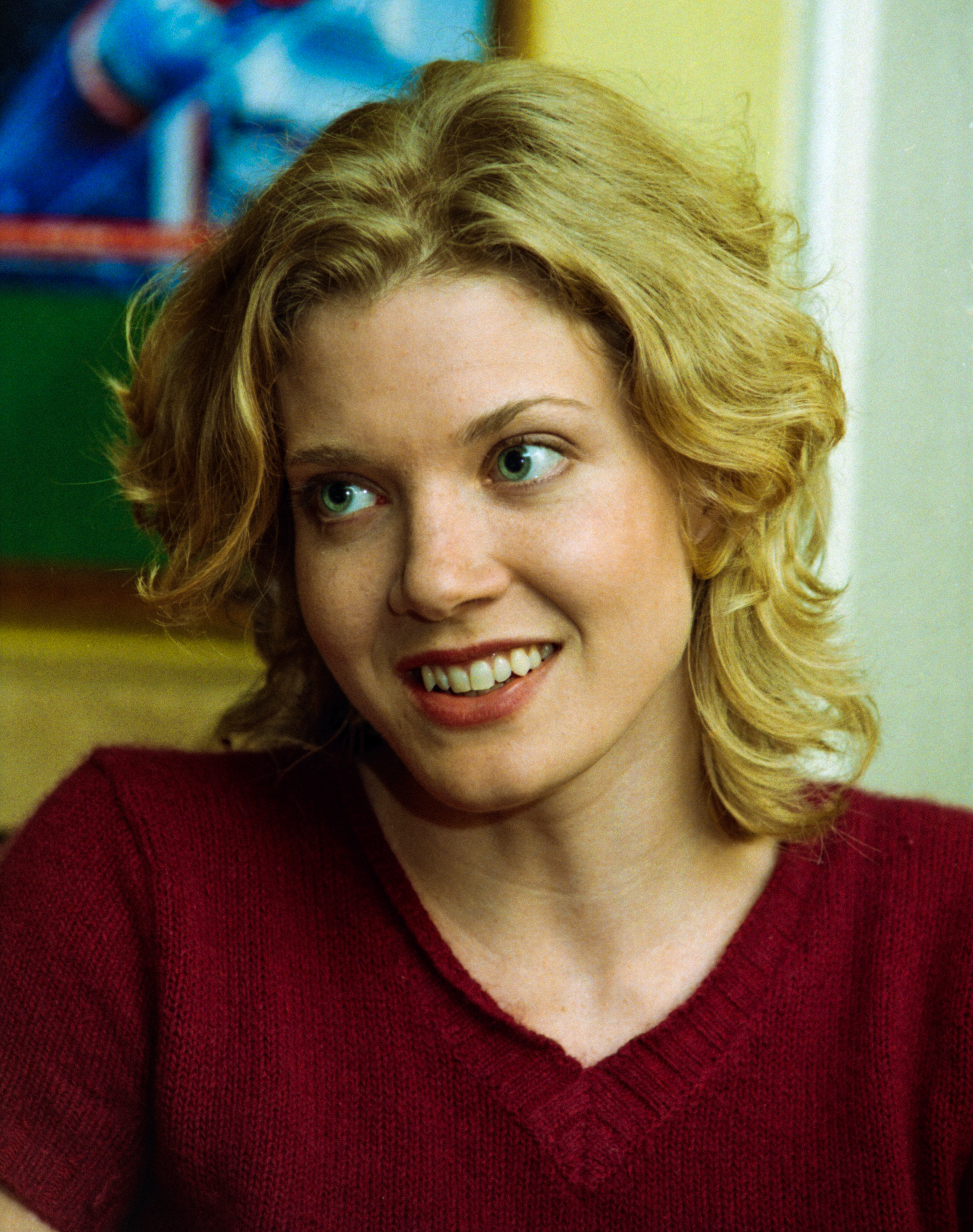
Jennifer Lien (* 1974)

- Lien, Jens (* 1967), norwegischer Filmregisseur
- Lien, Julius (1872–1962), deutscher Buchbinder und Heimatdichter
- Lien, Kaare (* 1935), kanadischer Skispringer
- Lien, Kasper Thorsen (* 2001), norwegischer Handballspieler
- Lien, Lotte (* 1988), norwegische Boxerin
- Lien, Matthew (* 1969), US-amerikanischer Basketballspieler
- Lien, Mia Guldteig (* 2003), norwegische Leichtathletin
- Lien, Richard (* 1943), US-amerikanischer Basketballtrainer
- Lien, Te-an (* 1994), taiwanischer Rennrodler
- Lien, Tord (* 1975), norwegischer Politiker
- Liénard de Beaujeu, Daniel (1711–1755), kanadischer Offizier der französischen Armee
- Liénard de la Mivoye, François (1782–1862), französisch-mauritischer Naturforscher, Ichthyologe, Zoologe und Seefahrer
- Liénard, Albert (1938–2011), belgischer Politiker des Centre Démocrate Humaniste (cdH)
- Liénard, Alfred-Marie (1869–1958), französischer Physiker und Ingenieur
- Liénard, Camille (1934–2021), belgischer Bobfahrer
- Liénard, Dimitri (* 1988), französischer Fußballspieler
- Liénard, Séverine (* 1979), französische Volleyball- und Beachvolleyballspielerin
- Liénart, Achille (1884–1973), französischer Geistlicher, Bischof von Lille
- Lienau, Cay (* 1937), deutscher Altphilologe, Geograph und Neogräzist
- Lienau, Cay Diedrich (1867–1953), deutscher Jurist und Polizeisenator der Hansestadt Lübeck
- Lienau, Cay Dietrich (1821–1878), deutscher Kaufmann in Lübeck
- Lienau, Daniel (1739–1816), Hamburger Senator und Bürgermeister
- Lienau, Detlef (1818–1887), deutsch-amerikanischer Architekt
- Lienau, Detlef (* 1967), deutscher evangelischer Theologe
- Lienau, Hans-Werner (* 1955), deutscher Geologe und Autor
- Lienau, Harry (* 1955), deutscher Ingenieur und Politiker (CDU), MdL
- Lienau, Jacob (1798–1884), deutscher Kaufmann
- Lienau, Marianne (1935–2021), deutsche Hörfunkjournalistin
- Lienau, Michael (1816–1893), deutscher Weinhändler
- Lienau, Michael Martin (1786–1861), deutscher Kaufmann und Kommunalpolitiker
- Lienau, Muriel (* 1965), französische Managerin
- Lienau, Otto (1877–1945), deutscher Schiffbauingenieur und Hochschullehrer
- Lienau, Robert Emil (1838–1920), deutscher Musikverleger
- Lienau, Robert Heinrich (1866–1949), deutscher Musikverleger und GEMA-Mitbegründer
- Lienau, Walter (1906–1941), deutscher NS-Studentenführer
- Lienbacher, Georg (1822–1896), österreichischer Jurist und Politiker, Landtagsabgeordneter
- Lienbacher, Georg (* 1961), österreichischer Verfassungsjurist, Richter am Verfassungsgerichtshof
- Lienbacher, Hannes (* 1978), österreichischer Ringer
- Lienbacher, Matthäus (1807–1884), deutscher Theologe und Politiker
- Lienbacher, Ulrike (* 1963), österreichische bildende Künstlerin
- Liendl, Michael (* 1985), österreichischer FußballspielerMichael Liendl (* 1985)

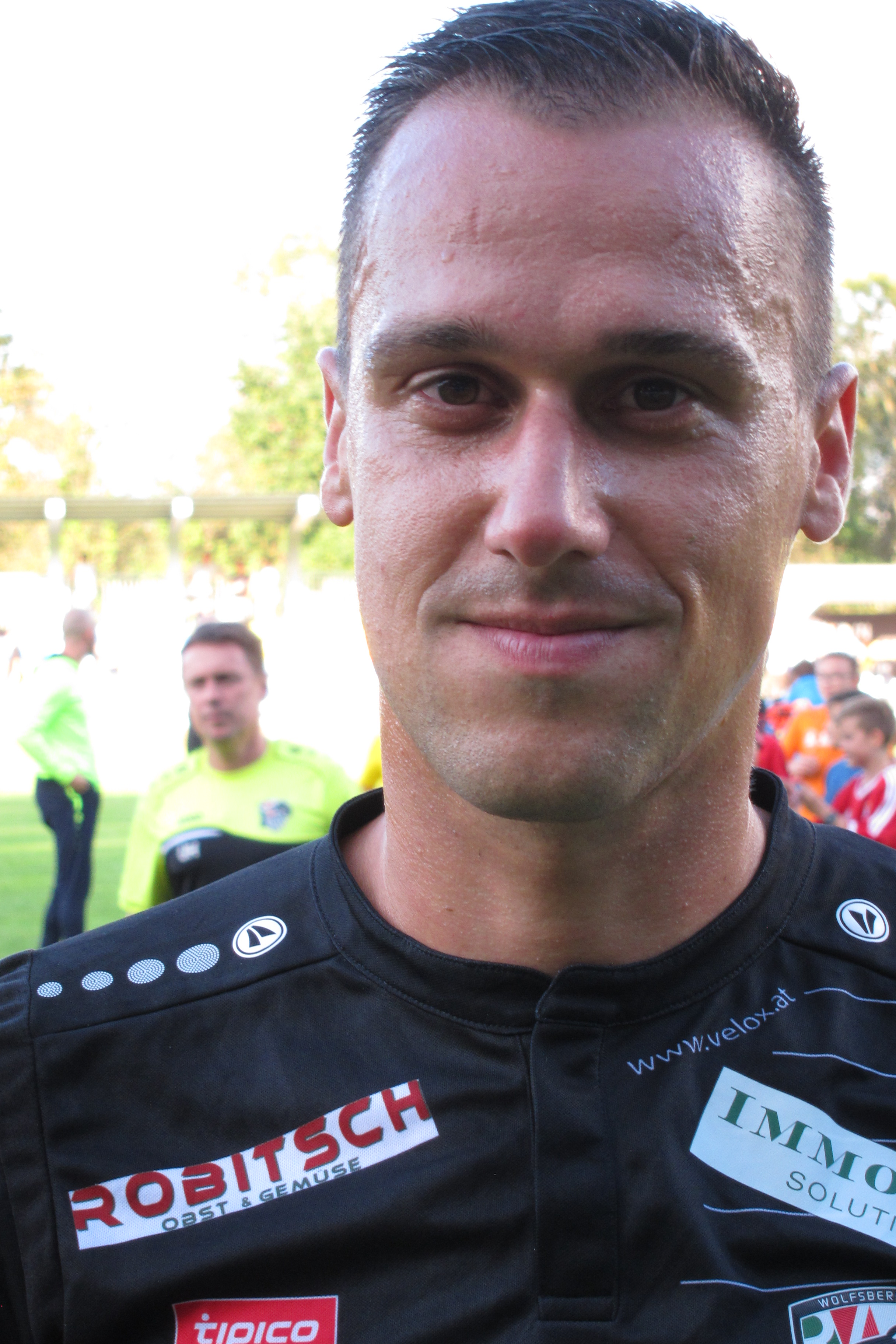
Michael Liendl (* 1985)

- Liendo, Eduardo (1941–2025), venezolanischer Prosaschriftsteller und Bibliothekar
- Liendo, Joshua (* 2002), kanadischer Schwimmer
- Lieneke, Daniel (* 1981), deutscher Basketballspieler
- Lienemann, Béatrice (* 1980), deutsche Philosophin
- Lienemann, Gustav (1880–1964), deutscher Lehrer und Kommunalpolitiker (FDP)
- Lienemann, Klaus (1947–2021), deutscher Fußballspieler
- Lienemann, Manfred (* 1946), deutscher Fußballspieler
- Lienemann, Marie-Noëlle (* 1951), französische Politikerin (PS), Mitglied der Nationalversammlung, MdEP
- Lienemann, Wolfgang (* 1944), deutsch-schweizerischer evangelischer Theologe
- Lienemann-Perrin, Christine (* 1946), Schweizer reformierte Theologin und Hochschullehrerin
- Lienen, Ewald (* 1953), deutscher Fußballspieler und -trainerEwald Lienen (* 1953)

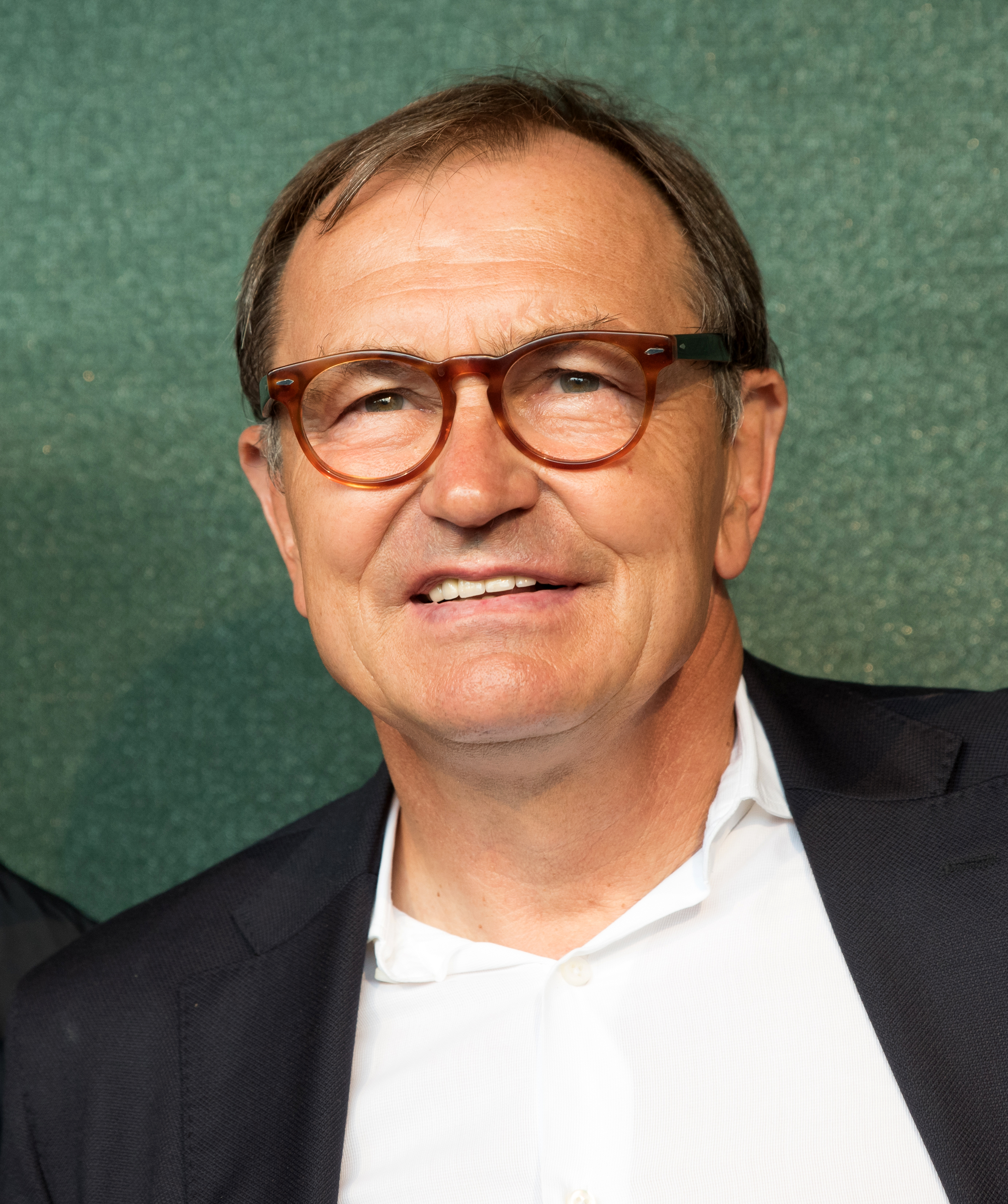
Ewald Lienen (* 1953)

- Lienen, Gerhard von (* 1947), deutscher Jurist, Richter am Bundesgerichtshof
- Lienenkämper, Lutz (* 1969), deutscher Politiker (CDU), MdL
- Lienenkämper, Stefan (* 1963), deutscher Komponist
- Liener, Arthur (* 1936), Schweizer Berufsoffizier
- Lienert, Elisabeth (* 1957), deutsche Altgermanistin und Hochschullehrerin
- Lienert, Gustav A. (1920–2001), deutscher Psychologe
- Lienert, Max (1903–1964), Schweizer Komponist
- Lienert, Meinrad (1865–1933), Schweizer Schriftsteller
- Lienert, Otto Hellmut (1897–1965), Schweizer Autor
- Lienert, Ralf (* 1963), deutscher Fotograf und Journalist
- Lienert, Silas (* 1992), Schweizer Unihockeyspieler
- Lienert-Mondanelli, Frank (* 1955), deutscher Schauspieler und Regisseur
- Lienesch, Sascha (* 1978), deutscher Politiker (CDU), MdL
- Lieneweg, Karin (* 1937), deutsche Schauspielerin und Synchronsprecherin
- Liengtrakulngam, Petchroong, thailändische Badmintonspielerin
- Lienhard von Aachen, deutscher Steinmetz der Spätgotik
- Lienhard, Alfred (1925–1970), Schweizer Unternehmer
- Lienhard, Demian (* 1987), Schweizer Schriftsteller und Archäologe
- Lienhard, Erwin (1957–2019), Schweizer Radrennfahrer
- Lienhard, Fabian (* 1993), Schweizer RadrennfahrerFabian Lienhard (* 1993)

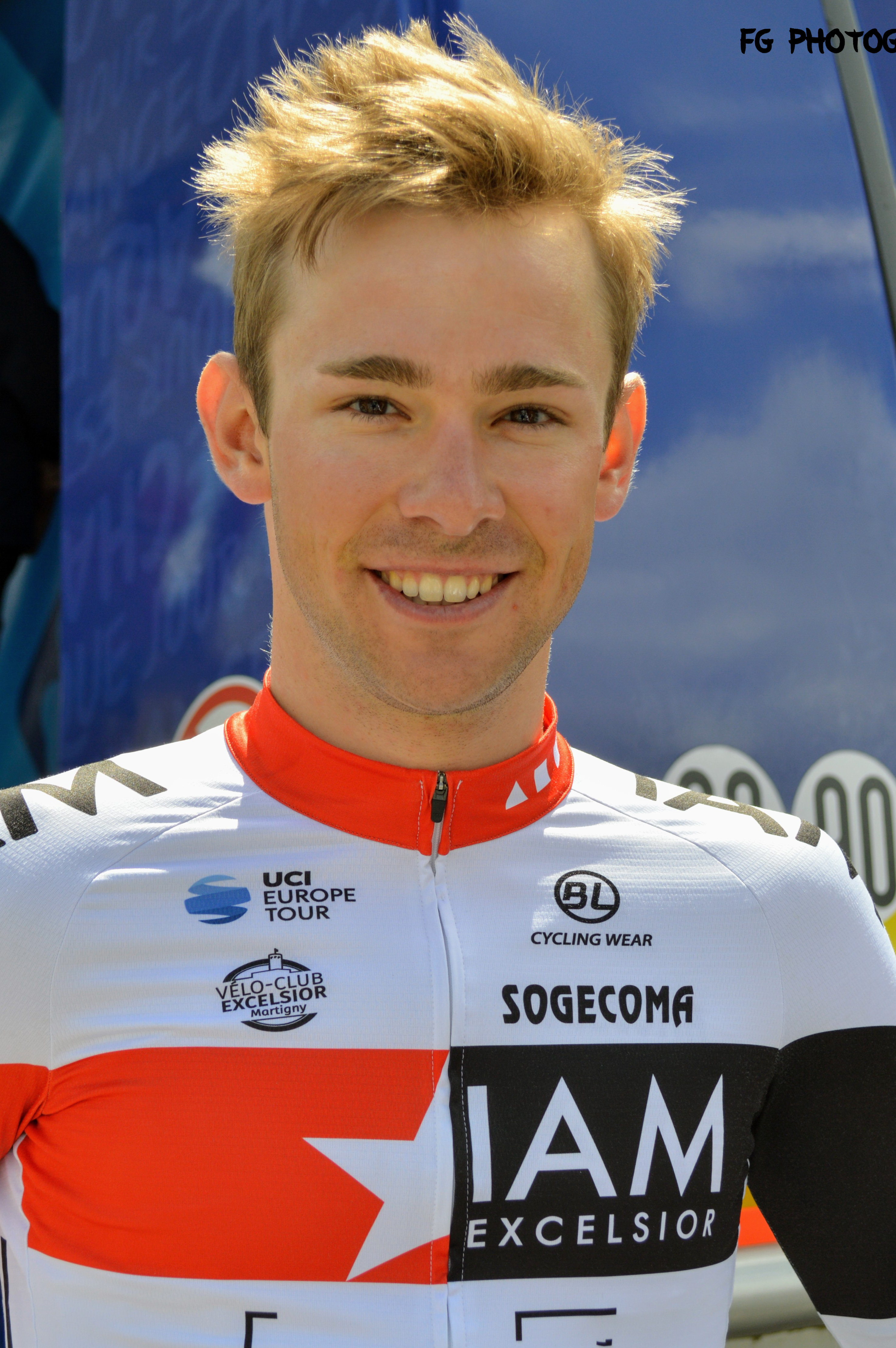
Fabian Lienhard (* 1993)

- Lienhard, Fredy (1927–2012), Schweizer Bühnenautor und Kabarettist
- Lienhard, Fredy (* 1947), Schweizer Autorennfahrer
- Lienhard, Friedrich (1865–1929), Schriftsteller
- Lienhard, Heinrich (1822–1903), Schweizer Auswanderer
- Lienhard, Heinz (1937–2020), Schweizer Elektroingenieur und Erfinder
- Lienhard, Hermann (1922–1999), österreichischer Lyriker, Musiklehrer und Organist
- Lienhard, Hubert (* 1951), deutscher Manager, Vorsitzender der Geschäftsführung der Voith GmbH
- Lienhard, Iris (* 1976), österreichische Skibobfahrerin
- Lienhard, Lars (* 1971), deutscher Trainer und Autor
- Lienhard, Marc (* 1935), französischer lutherischer Theologe
- Lienhard, Marianne (* 1968), Schweizer Politikerin
- Lienhard, Martin (* 1946), Schweizer Romanist und Hochschullehrer
- Lienhard, Patrick (* 1992), deutscher Fußballspieler
- Lienhard, Pepe (* 1946), Schweizer BandleaderPepe Lienhard (* 1946)

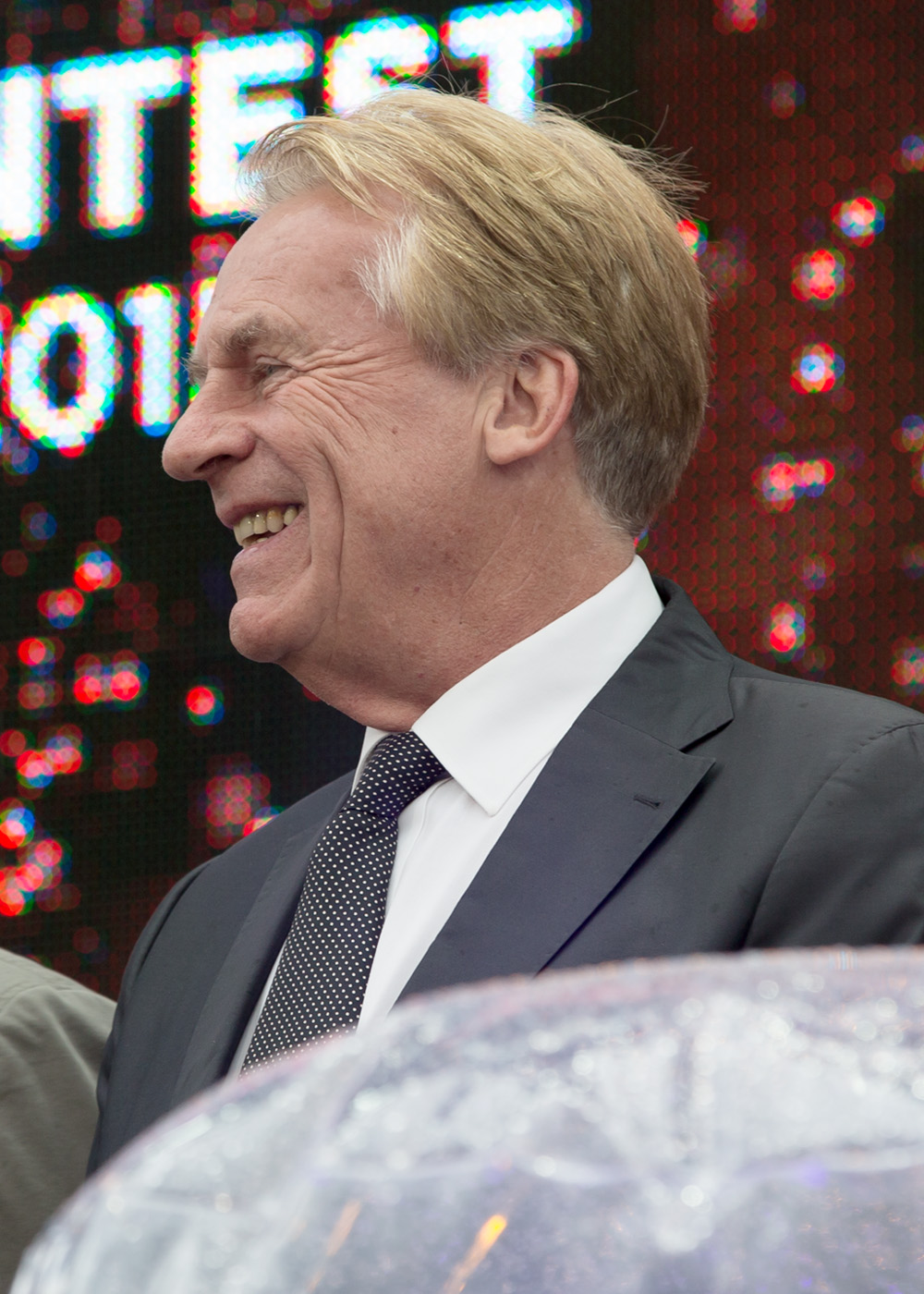
Pepe Lienhard (* 1946)

- Lienhard, Richard (1919–2014), Schweizer Jurist, Journalist und Politiker
- Lienhard, Robert (1919–1989), Schweizer Bildhauer und Metallplastiker
- Lienhard, Siegfried (1924–2011), österreichischer Indologe und Hochschullehrer
- Lienhard, Tim (* 1960), deutscher Fernseh-Journalist, Reporter, Autor und Produzent
- Lienhard, Willi (1954–2013), Schweizer Radrennfahrer
- Lienhard, William (1930–2022), US-amerikanischer Basketballspieler
- Lienhardt, Georg (1717–1783), deutscher römisch-katholischer Geistlicher, Prämonstratenser, Abt und Autor
- Lienhardt, Godfrey (1921–1993), britischer Anthropologe und Religionswissenschaftler
- Lienhart, Andreas (* 1986), österreichischer Fußballspieler und -trainer
- Lienhart, Heinz (* 1979), österreichischer Fußballtorhüter
- Lienhart, Johann (* 1960), österreichischer Radrennfahrer
- Lienhart, Philipp (* 1996), österreichischer FußballspielerPhilipp Lienhart (* 1996)

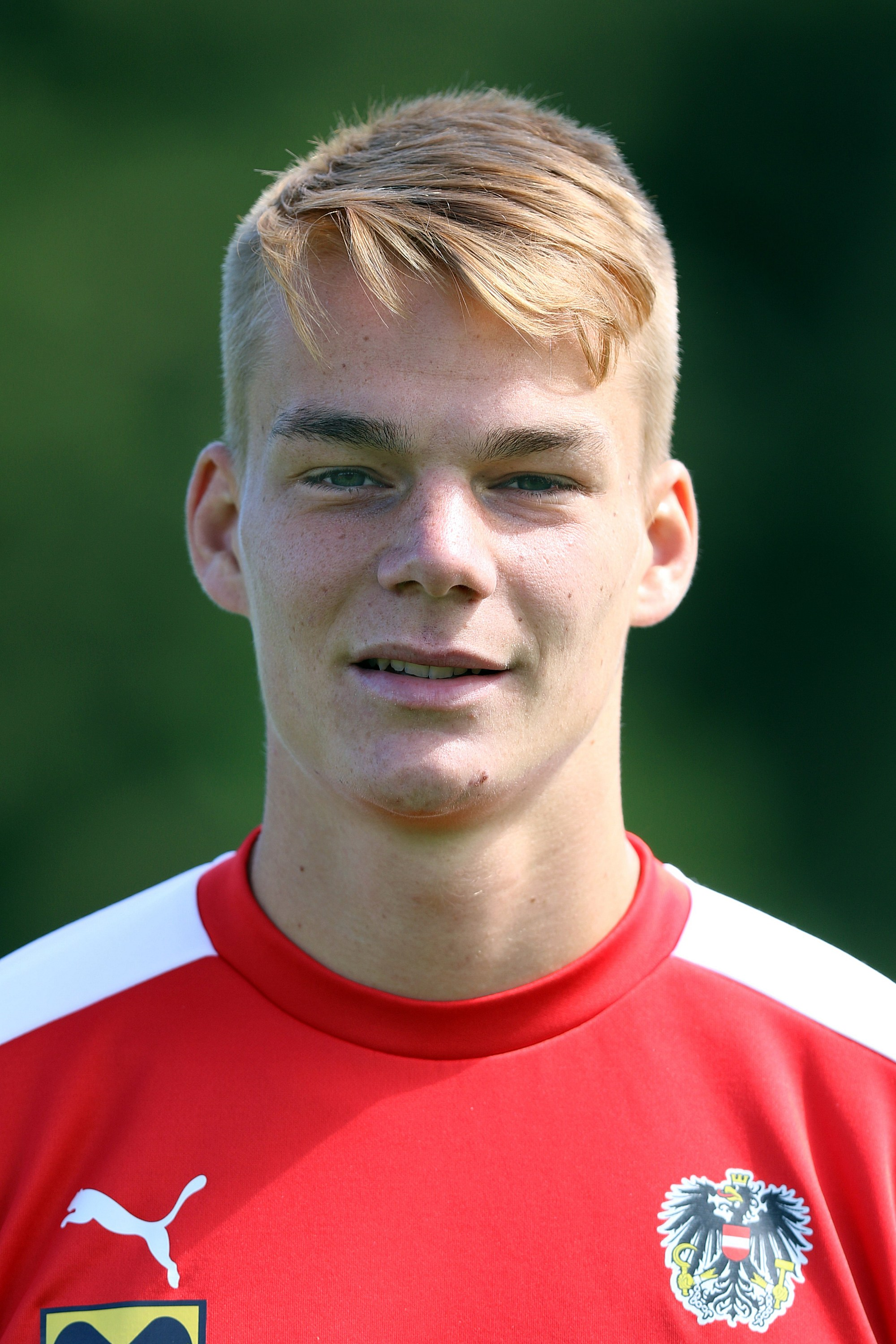
Philipp Lienhart (* 1996)

- Lienhart, Sandra (* 1966), Schweizer Bankmanagerin
- Lienher, Maximilian (* 1999), österreichischer Skispringer
- Lienhoop, Friedrich (1908–1995), deutscher Arzt und Politiker (FDP), MdBB
- Lienhop, Ernst (1885–1970), deutscher lutherischer Theologe
- Lienig, Friederike (1790–1855), baltische Lepidopterologin
- Lienkamp, Andreas (* 1962), deutscher katholischer Theologe und Hochschullehrer
- Lienkamp, Markus (* 1967), deutscher Ingenieur und Hochschullehrer
- Liensberger, Katharina (* 1997), österreichische Skirennläuferin

### Liep
- Liepa, Rimantas (* 1954), litauischer Politiker
- Liepa, Voldemārs (* 1907), lettischer Fußballspieler
- Liepach, Horst (1933–2007), deutscher Hörspielregisseur
- Liepach, Martin (* 1961), deutscher Gymnasiallehrer und promovierter Politologe
- Liepack, Franziska (* 1981), deutsche Fußballspielerin
- Liepe, Jürgen (* 1940), deutscher Politiker und Staatssekretär
- Liepe, Lena (* 1962), schwedische Kunsthistorikerin und Hochschullehrerin
- Liepe, Niklas (* 1990), deutscher Geiger
- Liepe, Wolfgang (1888–1962), deutscher Germanist
- Liepelt, Volker (* 1948), deutscher Politiker (CDU), Staatssekretär in Berlin
- Liepin, Michael (* 1978), deutscher Jurist, Richter am Bundesgerichtshof
- Liepiņa, Līga (* 1946), sowjetisch-lettische Theater- und Filmschauspielerin
- Liepiņlauska, Ilze (* 1991), lettische Volleyball- und Beachvolleyballspielerin
- Liepiņlauska, Sanda (* 1992), lettische Volleyballspielerin
- Liepiņš, Arvis (* 1990), lettischer Skilangläufer
- Liepins, Carolin (* 1983), deutsche Illustratorin
- Liepiņš, Dainis (1962–2020), sowjetischer Radrennfahrer
- Liepiņš, Edgars (1929–1995), sowjetischer bzw. lettischer Theater- und Filmschauspieler
- Liepiņš, Emīls (* 1992), lettischer Radrennfahrer
- Liepman, Heinz (1905–1966), deutscher Schriftsteller, Dramaturg, Literaturagent und Antifaschist
- Liepman, Ruth (1909–2001), deutsche Juristin und Literaturagentin
- Liepmann, Hans (1901–1991), deutscher Jagdschriftsteller
- Liepmann, Hans (1914–2009), deutschamerikanischer Physiker und Ingenieur
- Liepmann, Heinrich (1904–1983), deutsch-britischer Nationalökonom
- Liepmann, Hugo (1863–1925), deutscher Neurologe
- Liepmann, Leo (* 1900), deutscher Wirtschaftswissenschaftler
- Liepmann, Moritz (1869–1928), deutscher Rechtswissenschaftler und Kriminologe
- Liepmann, Paul (1856–1932), deutscher Verwaltungsbeamter und Politiker
- Liepmann, Rudolf (* 1894), deutscher Offizier, Jurist und Beteiligter bei der Ermordung Karl LiebknechtsRudolf Liepmann (* 1894)

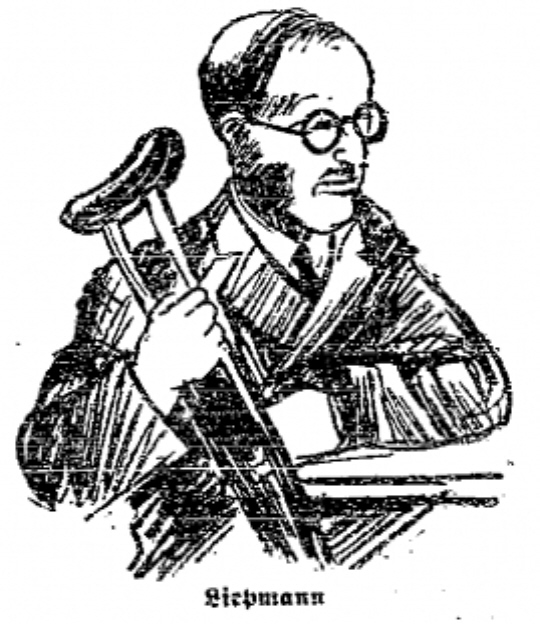
Rudolf Liepmann (* 1894)

- Liepmann, Ursula (* 1936), deutsche Klassische Archäologin
- Liepmannssohn, Leo (1840–1915), deutscher Buchhändler und Antiquar
- Liepold, Kristin (* 1984), deutsche Triathletin
- Liepold, Ute (* 1965), österreichische Regisseurin und Autorin
- Liepold-Mosser, Bernd (* 1968), österreichischer Regisseur, Autor, Ausstellungsmacher und Produzent

### Lier
- Lier, Adolf Heinrich (1826–1882), deutscher Landschaftsmaler
- Lier, Arnold Gijsels van (1593–1676), niederländischer Admiral und Gouverneur
- Lier, Bart van (* 1950), niederländischer Jazzmusiker (Posaune)
- Lier, Erik van (* 1945), niederländischer Musiker
- Lier, Hermann Arthur (1857–1914), deutscher Bibliothekar und Publizist
- Lier, Johanna (* 1962), Schweizer Schauspielerin und Schriftstellerin
- Lier, Julia (* 1991), deutsche Ruderin
- Lier, Jürgen (* 1936), deutscher Schauspieler bei Bühne und Fernsehen
- Lier, Marvin (* 1992), Schweizer Handballspieler
- Lier, Matthias (* 1979), deutscher Schauspieler
- Lier, Pim (1918–2015), niederländischer Jurist und Politiker
- Lier, Stefan (* 1981), deutscher Ruderer
- Lier, Trui van (1914–2002), niederländische Widerstandskämpferin und Judenretterin
- Lier, Truus van (1921–1943), niederländische Widerstandskämpferin
- Lier, Wolfrid (1917–1993), deutscher Schauspieler
- Lierau, Walter (1875–1945), deutscher Generalkonsul
- Lierck, Madeleine (* 1949), deutsche Schauspielerin
- Lierck, Werner (1920–1985), deutscher Schauspieler und Kabarettist
- Lierde, Petrus Canisius Jean van (1907–1995), belgischer Geistlicher, römisch-katholischer Bischof
- Liere, Judith (* 1979), deutsche Schriftstellerin und Journalistin
- Lierenfeld, Erik (* 1986), deutscher Politiker (SPD)
- Lieres und Wilkau, Viktoria von (1881–1970), deutsche Kunsthistorikerin und Klassische Archäologin
- Lieres und Wilkau, Wilhelm von (1874–1948), deutscher Verwaltungsbeamter und Rittergutsbesitzer
- Lieres, Hans von (1938–1965), südafrikanischer Söldner im Kongo
- Lierfeld, Karl Johannes (* 1977), deutscher Autor, Dozent und Entrepreneur
- Lierhaus, Monica (* 1970), deutsche Journalistin und FernsehmoderatorinMonica Lierhaus (* 1970)

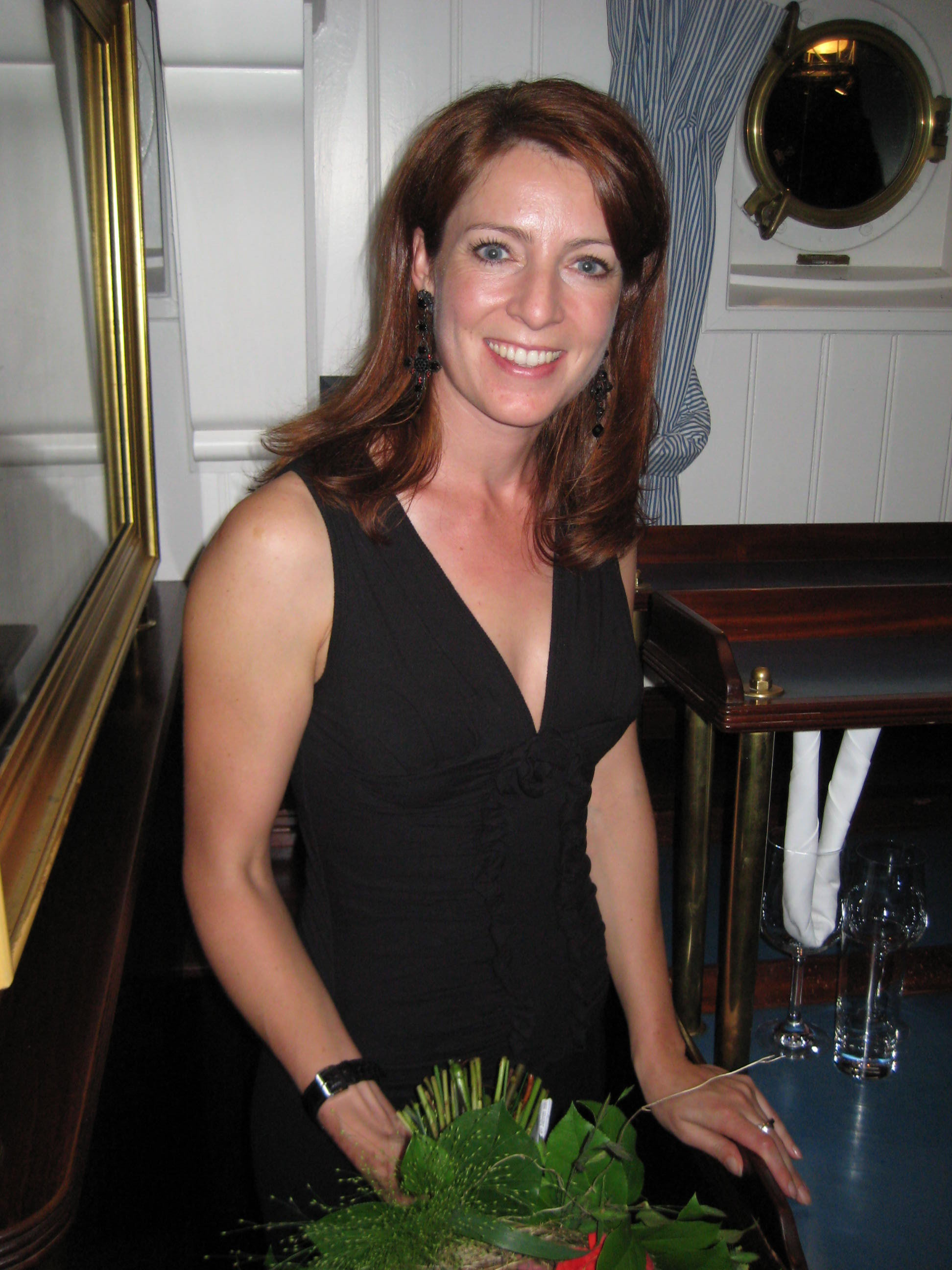
Monica Lierhaus (* 1970)

- Lierhaus, Wilhelm (1909–1986), deutscher Architekt
- Lierheimer, Barbara († 1590), Opfer der Nördlinger Hexenverfolgung
- Liermann, Christiane (* 1960), deutsche Historikerin und Romanistin
- Liermann, Hans (1893–1976), deutscher Rechtswissenschaftler
- Liermann, Heinz (* 1946), deutscher Fußballspieler
- Liermann, Peter (* 1957), deutscher Autor, Regisseur, Hörspieldramaturg und -produzent
- Liermann, Petra (* 1971), deutsche Schriftstellerin und Lektorin
- Liermann, Stephan (* 1929), deutscher Richter, Landgerichtspräsident und Verfassungsrechtler
- Lierop, Arnold van (1897–1942), niederländischer römisch-katholischer Priester und Journalist
- Lierop, Lennart van (* 1994), niederländischer Ruderer
- Lierop, Percy van (* 1974), niederländischer Fußballspieler
- Lierop, Robert Van, vanuatuischer Jurist, Diplomat, Journalist und Vorsitzender von AOSIS (1991–1994)
- Lierop, Tonny van (1910–1982), niederländischer Hockeyspieler
- Lierow, Gustav (1813–1891), Pastor, Dichter und Schriftsteller
- Liers, Heinz (1905–1985), deutscher Maler
- Liers, Kathi (* 1965), deutsche Drehbuchautorin und Filmregisseurin
- Liersch, Hendrik (* 1962), deutscher Schriftsteller, Künstler und Verleger
- Liersch, Nico (* 2000), deutscher Schauspieler
- Liersch, Oliver (* 1974), deutscher Politiker (FDP)
- Liersch, Rolf W. (* 1943), deutscher Science-Fiction-Autor
- Liersch, Werner (1932–2014), deutscher Journalist, Schriftsteller und Literaturwissenschaftler
- Lierse, Werner (1928–1993), deutscher Neuroanatom und Hochschullehrer
- Liertz, Fritz Leo (1896–1977), deutscher Schauspieler, Hörspiel- und Synchronsprecher
- Liertz, Martina-Marie (1962–2020), deutsche Schriftstellerin
- Lierz, Michael (* 1971), deutscher Tiermediziner

### Lies
- Lies, Annette (* 1979), deutsche Autorin, Stewardess und ehemalige Werbetexterin
- Lies, Jan (* 1970), deutscher Wirtschaftswissenschaftler
- Lies, Lothar (1940–2008), deutscher Ordensgeistlicher und römisch-katholischer Theologe
- Liès, Michel M. (* 1954), luxemburgischer Versicherungsmanager
- Lies, Olaf (* 1967), deutscher Politiker (SPD), MdLOlaf Lies (* 1967)

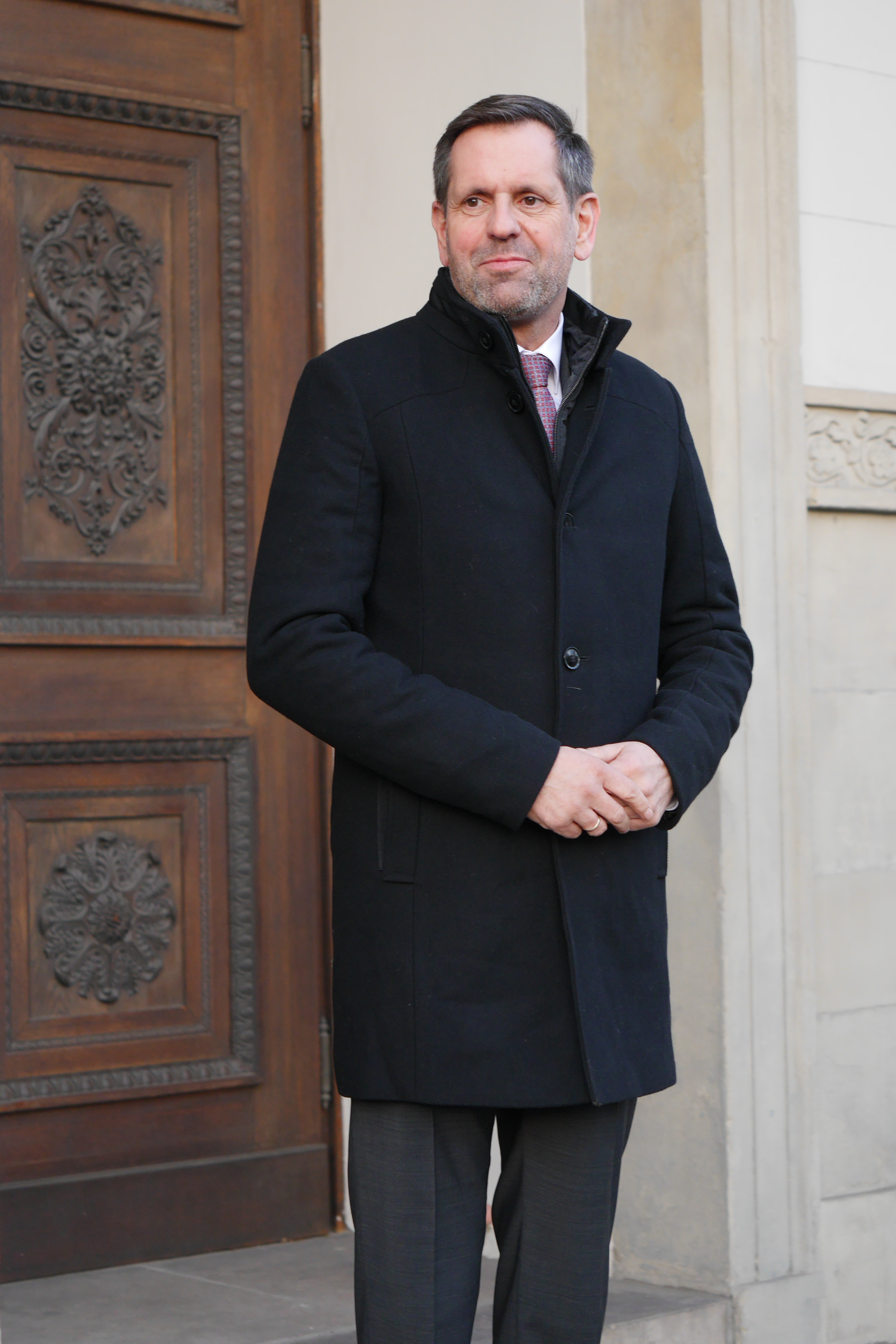
Olaf Lies (* 1967)

- Lies-Benachib, Gudrun (* 1965), deutsche Juristin, Vorsitzende Richterin am Oberlandesgericht Frankfurt am Main und Verfassungsrichterin
- Liesau, Svenja (* 1989), deutsche Schauspielerin
- Liesaus, Diana (* 1986), deutsche Comiczeichnerin
- Liesbrock, Heinz (* 1953), deutscher Kunsthistoriker, Kurator und Museumsdirektor
- Liesch von Hornau, Johann Balthasar (1592–1661), Weihbischof und Bistumsadministrator in Breslau
- Liesch, Andres (1927–1990), Schweizer Architekt
- Liesch, Auguste (1874–1949), luxemburgischer Politiker und Schriftsteller
- Liesche, Hans (1891–1979), deutscher Leichtathlet
- Liesche, Richard (1890–1957), deutscher Domkantor und Kirchenmusiker
- Liesche, Ronny (* 1979), deutscher Handballspieler und -trainer
- Liesching, Marc (* 1972), deutscher Rechtsanwalt, Unternehmensberater und Gutachter
- Liesching, Theodor (1865–1922), deutscher Jurist und Politiker (VP, FVP, DDP), MdR
- Lieschke, Matthias (* 1970), deutscher Politiker (AfD), MdL
- Lieschke, Thomas (* 1974), deutscher Basketballspieler
- Lieschnegg, Karl (1871–1950), österreichischer Politiker (CSP), Abgeordneter zum Nationalrat
- Liese, Andrea (* 1969), deutsche Politikwissenschaftlerin
- Liese, Erich (1910–2010), deutscher Radiologe
- Liese, Helmut (1908–1996), deutscher Jurist und Landrat
- Liese, Hermann (1907–1972), deutscher Hauptschriftleiter
- Liese, Jenny (1889–1971), österreichische Operettensängerin und Schauspielerin
- Liese, Johannes (1891–1952), deutscher Forstwissenschaftler
- Liese, Josef (1866–1939), deutscher Gymnasiallehrer, Heimatforscher und Prähistoriker
- Liese, Karl-Heinz (1923–2019), deutscher Fußballspieler
- Liese, Kirsten (* 1964), deutsche Journalistin, Moderatorin und Autorin
- Liese, Kurt (1882–1945), deutscher General der Infanterie
- Liese, Otto (1866–1931), deutscher Politiker (DDP), MdR, MdL
- Liese, Peter (* 1965), deutscher Politiker (CDU), MdEPPeter Liese (* 1965)

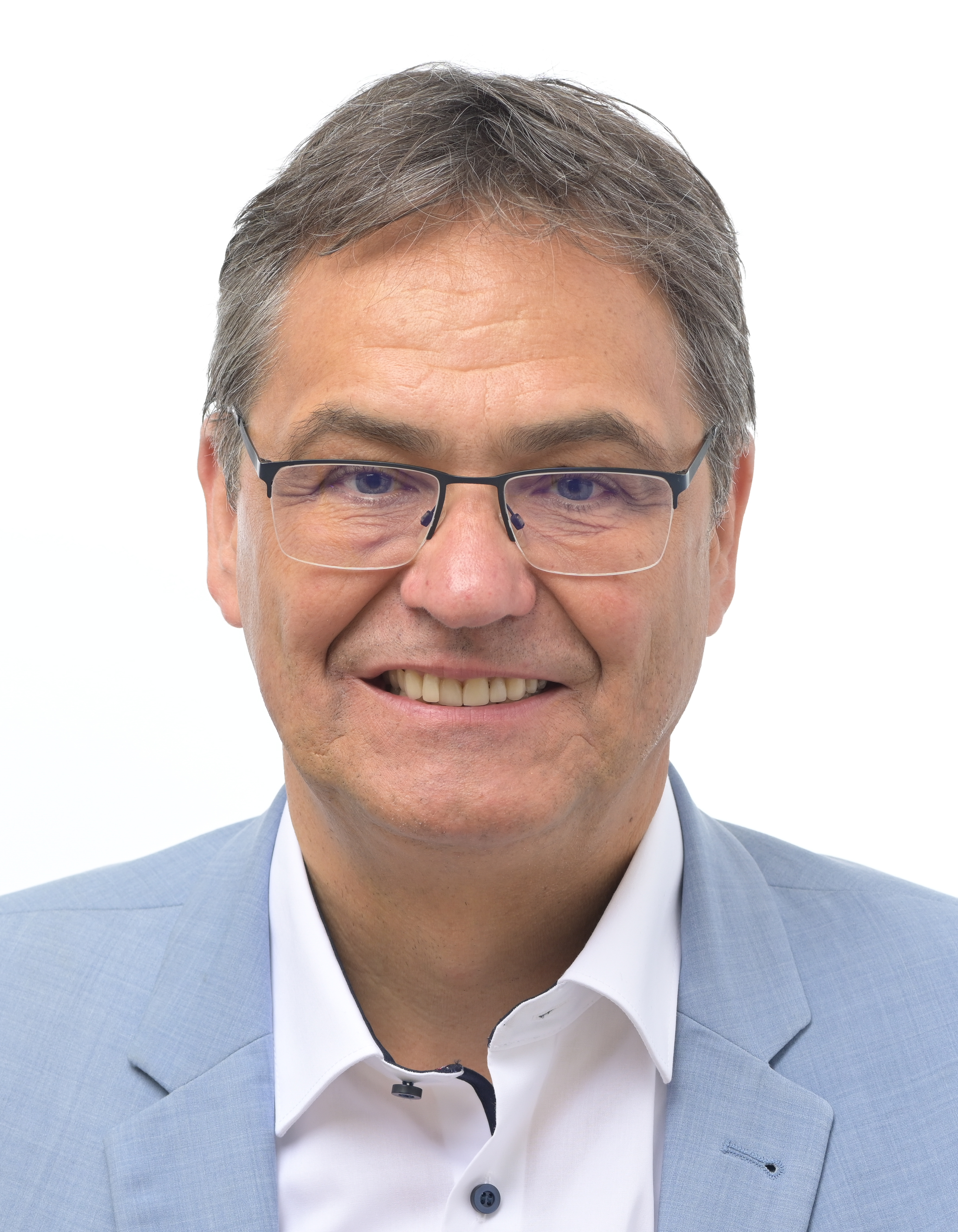
Peter Liese (* 1965)

- Liese, Reiner (* 1943), deutscher Stabhochspringer
- Liese, Thomas (* 1968), deutscher Radrennfahrer
- Liese, Walter (1926–2023), deutscher Forstwissenschaftler und Holzbiologe
- Liese, Walther (1899–1988), deutscher Naturwissenschaftler und Ministerialbeamter
- Liese, Wilhelm (1876–1956), römisch-katholischer Priester und Schriftsteller
- Liesecke, Hans-Joachim (1931–2019), emeritierter deutscher Hochschullehrer für Grünflächenbau
- Liesegang, Claus, deutscher Journalist
- Liesegang, Erich (1860–1931), deutscher Historiker und Bibliothekar
- Liesegang, Ernst (1900–1968), deutscher Kommunalpolitiker (SPD)
- Liesegang, Franz Paul (1873–1949), deutscher Physiker und Unternehmer
- Liesegang, Gerd (* 1956), deutscher Sportfunktionär
- Liesegang, Günter (* 1942), deutscher Ökonom
- Liesegang, Helmuth (1858–1945), deutscher Landschaftsmaler der Düsseldorfer Schule
- Liesegang, Johannes (1616–1660), deutscher lutherischer Theologe
- Liesegang, Jonny (1897–1961), deutscher Schriftsteller und Illustrator
- Liesegang, Paul Eduard (1838–1896), deutscher Chemiker und Verleger von Zeitschriften zur Fotografie
- Liesegang, Raphael (1869–1947), deutscher Chemiker
- Liesegang, Sven (* 1969), deutscher Handballspieler und -trainer
- Liesegang, Wiegand, deutscher Handballspieler
- Liesemer, Dirk (* 1977), deutscher Journalist und Autor
- Liesen, Albin (1921–1943), deutscher Fußballspieler
- Liesen, Heinz (* 1941), deutscher Arzt, Hochschullehrer und Forscher
- Liesen, Jan (* 1960), niederländischer Theologe und römisch-katholischer Bischof von Breda
- Liesen, Klaus (1931–2017), deutscher Manager, Ex-Aufsichtsratsvorsitzender des VW-Konzerns
- Liesen, Wolfgang (1936–2021), deutscher Bildhauer
- Liesenberg, Claire (1873–1930), österreichische Theaterschauspielerin
- Liesendahl, Heinz (* 1926), deutscher Arzt und Unterhaltungsshowregisseur
- Liesenfeld, Fabian (* 1986), deutscher Fußballspieler
- Liesenfeld, Peter (* 1966), deutscher Koch
- Liesenklas, Theodor (1917–1999), deutscher Politiker (CDU)
- Lieser, Heinrich (1879–1961), deutscher Politiker
- Lieser, Heinrich (1891–1959), deutscher Geschäftsmann, welcher sich als Mäzen auch im sozialen Bereich sehr engagierte
- Lieser, Helene (1898–1962), österreichische Staatswissenschaftlerin und Nationalökonomin
- Lieser, Henriette Amalie (1875–1943), österreichische Mäzenin
- Lieser, Karl (1901–1990), deutscher Architekt, Hochschullehrer und nationalsozialistischer Hochschulpolitiker
- Lieser, Karl Heinrich (1921–2005), deutscher Chemiker, Hochschullehrer und Fachbuchautor
- Lieser, Philipp (* 1989), deutscher Basketballspieler
- Lieser, Theodor (1900–1973), deutscher Hochschullehrer und Oberbürgermeister von Halle
- Lieser, Wilhelm (1875–1926), Redakteur, Gewerkschafter und Mitglied des Provinziallandtages der Provinz Hessen-Nassau
- Liesganig, Joseph (1719–1799), österreichischer Jesuit, Geodät und Astronom
- Lieshout, Erik van (* 1968), niederländischer Maler, Zeichner und Videokünstler
- Lieshout, Eustáquio van (1890–1943), niederländischer Ordensgeistlicher, Seliger
- Lieshout, Henry van (1932–2009), niederländischer Geistlicher, Bischof von Lae
- Lieshout, Joanne van (* 2002), niederländische Judoka
- Lieshout, Joep van (* 1963), niederländischer Plastiker und Objektkünstler
- Lieshout, Ted van (* 1955), niederländischer Grafiker, Illustrator, Dichter und Autor
- Lieske, Christoph (* 1938), deutscher Pianist und Musikpädagoge
- Lieske, David (* 1979), deutscher Künstler
- Lieske, Jutta (* 1961), deutsche Politikerin (SPD), MdL, Landesministerin in Brandenburg
- Lieske, Karl (1816–1878), deutscher Pferdemaler
- Lieske, Tanya (* 1964), deutsche Schriftstellerin, Journalistin und Radiomoderatorin
- Lieske, Tomas (* 1943), niederländischer Schriftsteller und Dichter
- Lieske, Trude (1899–1993), deutsche Sängerin (Soubrette) und Schauspielerin
- Lieske, Wulfin (* 1956), deutscher Gitarrist, Komponist und künstlerischer Mentor
- Liesner, Andrea (* 1967), deutsche Hochschullehrerin für Erziehungswissenschaft
- Liesnig, Philipp (* 1982), österreichischer Politiker (SPÖ); Vizebürgermeister von Klagenfurt
- Liess, Alexandre (* 1991), Schweizer Schwimmer
- Liess, Andreas (1903–1988), österreichischer Musikpädagoge, Musikwissenschaftler und Kulturphilosoph
- Ließ, Bernhard (1926–2011), deutscher Politiker (SPD), MdL, Oberbürgermeister von Braunschweig, Landtagsabgeordneter von Niedersachsen
- Liess, Christopher (* 1982), deutscher American-Football-Spieler
- Liess, Max (* 1956), deutscher Politiker (SPD), MdBB
- Liess, Reinhard (* 1937), deutscher Kunsthistoriker
- Ließ, Steffen (* 1964), deutsch-schweizerischer Schwimmtrainer und Schwimmer
- Liessem, August (1883–1951), preußischer Verwaltungsbeamter und Landrat
- Liessem, Jakob († 1832), preußischer Landrat im Kreis Bernkastel
- Liessem, Johannes (1637–1698), Prior der Prämonstratenserabtei Steinfeld und Pfarrer von Marmagen
- Liessem, Reiner (1890–1973), deutscher SS-Gruppenführer und Polizeigeneral
- Liessem, Thomas (1900–1973), langjähriger Kölner Karnevalspräsident
- Liessem, Udo (1944–2023), deutscher Kunsthistoriker, Denkmalpfleger und Fachautor
- Liessem, Wera (1909–1991), deutsche Schauspielerin und Dramaturgin
- Liessens, August (1894–1954), belgisch-kanadischer Organist und Komponist
- Ließfeld, Heike (1939–2020), deutsche Politikerin (SPD), MdA
- Liessin, Abraham (1872–1938), belorussisch-US-amerikanischer Schriftsteller des Jiddischen
- Liessmann, Konrad Paul (* 1953), österreichischer Philosoph, Essayist, Kritiker und KulturpublizistKonrad Paul Liessmann (* 1953)

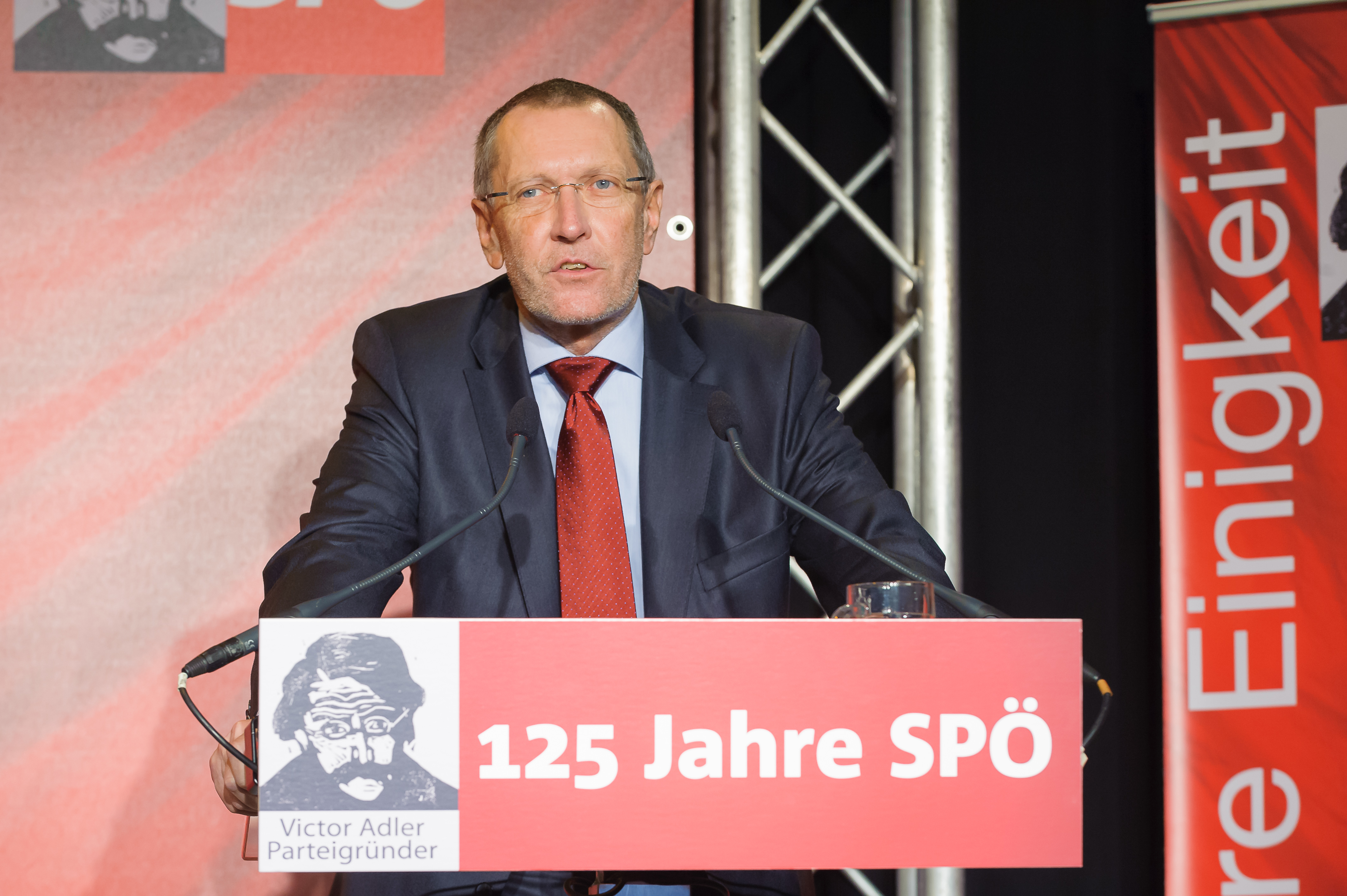
Konrad Paul Liessmann (* 1953)

- Ließmann, Wilfried (* 1958), deutscher Mineraloge, Hochschullehrer und Montanhistoriker
- Liessner-Blomberg, Elena (1897–1978), russische Malerin, Grafikerin und Textilkünstlerin
- Lieste, Cornelis (1817–1861), niederländischer Landschaftsmaler und Lithograf
- Liestmann, Wulf Dietrich (* 1937), deutscher Stahlmanager
- Liesveld, Richard (* 1973), niederländischer Fußballschiedsrichter
- Liesvelt, Jacob van († 1545), Antwerpener Buchdrucker, der die erste vollständige, niederländische Übersetzung der Bibel druckte
- Liesys, Jonas (* 1952), litauischer Politiker

### Liet
- Lietaer, Bernard (1942–2019), belgischer Finanzexperte und Verfechter von Komplementärwährungen
- Liétaer, Noël (1908–1941), französischer Fußballspieler
- Liétald II., Graf von Mâcon und Burgund
- Lietava, Ivan (* 1983), slowakischer Fußballspieler
- Lieth, Carmen (* 1974), deutsche Fußballspielerin
- Lieth, Elisabeth von der (1918–2002), deutsche Lehrerin, Seminarleiterin und wissenschaftliche Pädagogin
- Lieth, Gabriel von der (1692–1766), kurfürstlich-sächsischer (königlich-polnischer) Diplomat
- Lieth, Helmut (1925–2015), deutscher Ökologe
- Lieth, Joachim von der (1904–1947), deutscher Landwirt und Politiker (SPD), MdL
- Lieth, Lars von der (1940–2012), Psychologe
- Lieth-Thomsen, Hermann von der (1867–1942), deutscher General der Flieger im Zweiten Weltkrieg
- Lieto, Antonio (* 1983), italienischer Informatiker
- Lieto, Chris (* 1972), US-amerikanischer Triathlet
- Lieto, Matt (* 1978), US-amerikanischer Triathlet
- Lietti, Marcello, uruguayischer Fußballspieler
- Lietti, Marco (* 1965), italienischer Radrennfahrer
- Liettu, Paavo (1905–1964), finnischer Speerwerfer
- Lietz, Arne (* 1976), deutscher Politiker (SPD), MdEP
- Lietz, Bruno (1925–2005), deutscher Politiker (SED), MdV, Minister für Land-, Forst- und Nahrungsgüterwirtschaft der DDR
- Lietz, Claudia (* 1967), deutsche Schauspielerin und Sprecherin
- Lietz, Hans (* 1931), deutscher Handballspieler
- Lietz, Hans-Georg (1928–1988), deutscher Schriftsteller
- Lietz, Heiko (* 1943), deutscher Pfarrer und Bürgerrechtler in der DDR sowie Politiker (Neues Forum, Bündnis 90/Die Grünen)Heiko Lietz (* 1943)

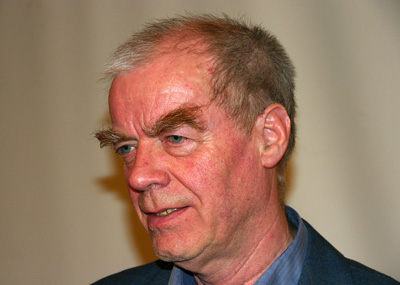
Heiko Lietz (* 1943)

- Lietz, Heinrich (1909–1988), deutscher Maler
- Lietz, Hermann (1868–1919), deutscher Reformpädagoge
- Lietz, Kathrin (* 1968), deutsche Handballspielerin
- Lietz, Matthias (* 1953), deutscher Politiker (CDU), MdL, MdB
- Lietz, Peter (1933–2022), deutscher Brauwissenschaftler
- Lietz, Richard (* 1983), österreichischer Rennfahrer
- Lietz, Tatjana (1916–2001), deutsche Malerin, Lehrerin
- Lietz, Tobias (* 1987), deutscher Hockeyspieler
- Lietz, Ursula (1940–2018), deutsche Politikerin (CDU), MdB
- Lietz-Weiermann, Andrea (* 1958), deutsche Hockeyspielerin
- Lietzau, Hans (1913–1991), deutscher Schauspieler, Regisseur und Intendant
- Lietzau-Schreiber, Nicolas Samuel (* 1991), deutscher AutorNicolas Samuel Lietzau-Schreiber (* 1991)

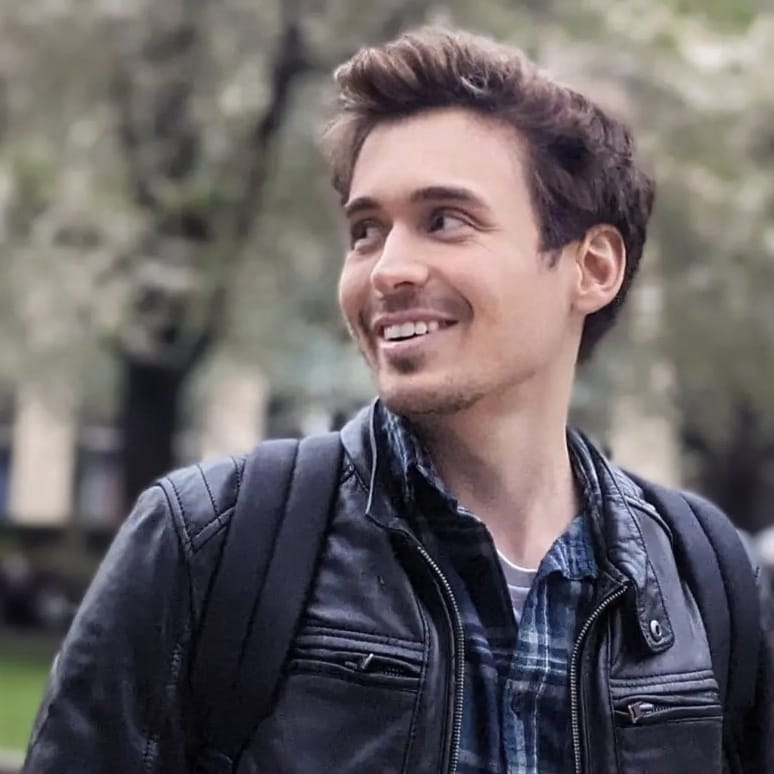
Nicolas Samuel Lietzau-Schreiber (* 1991)

- Lietzen, Feike (1893–1970), niederländischer Fußballspieler
- Lietzke, Angelika (* 1943), deutsche Schauspielerin und Synchronsprecherin
- Lietzmann, Christian (1955–2006), deutscher Schwimmer
- Lietzmann, Hans (1872–1955), deutscher Maler und Zeichner
- Lietzmann, Hans (1875–1942), evangelischer Theologe
- Lietzmann, Hans J. (* 1952), deutscher Politikwissenschaftler
- Lietzmann, Hilda (1925–2008), deutsche Kunsthistorikerin und Bibliothekarin
- Lietzmann, Joachim (1894–1959), deutscher Vizeademiral
- Lietzmann, Sabina (1919–1995), deutsche Journalistin
- Lietzmann, Siegfried (* 1951), deutscher Unternehmer und Politiker (LDPD, FDP), MdL
- Lietzmann, Walther (1880–1959), deutscher Mathematiker, Pädagoge und Mathematikdidaktiker
- Lietzow, Borris, deutscher Wasserspringer
- Lietzow, Eckhard (* 1943), deutscher Ornithologe
- Lietzow, Godehard (1937–2006), deutscher Künstler und Galerist
- Lietzow, Susanne (* 1968), österreichische Theaterregisseurin, Theaterleiterin und Schauspielerin

### Lieu
- Lieu, Judith Margaret (* 1951), britische Theologin und Hochschullehrerin
- Lieu, Liz (* 1974), amerikanisch-vietnamesische Pokerspielerin
- Lieu, Ted (* 1969), US-amerikanischer Politiker
- Lieutaud, Émilien (1893–1971), französischer Politiker
- Lieutaud, Joseph (1703–1780), französischer Mediziner
- Lieutenant, Arthur (1884–1968), deutscher Politiker (DDP, LDP), MdV

### Liev
- Liévano, Indalecio (1917–1982), kolumbianischer Politiker, Diplomat und Historiker
- Lievegoed, Bernard (1905–1992), niederländischer Arzt, Sozialökonom und Anthroposoph
- Lieven, Albert (1906–1971), deutscher Schauspieler
- Lieven, Alexander (1919–1988), britischer Journalist und Geheimdienstmitarbeiter deutschbaltischer Herkunft
- Lieven, Alexander Friedrich von (1801–1880), russischer General der Infanterie
- Lieven, Alexander Karl Nikolai von (1860–1914), russischer Vizeadmiral und Chef des Marinegeneralstabs
- Lieven, Alexandra von (* 1974), deutsche Ägyptologin
- Lieven, Anatol (* 1960), britischer Politikwissenschaftler und JournalistAnatol Lieven (* 1960)

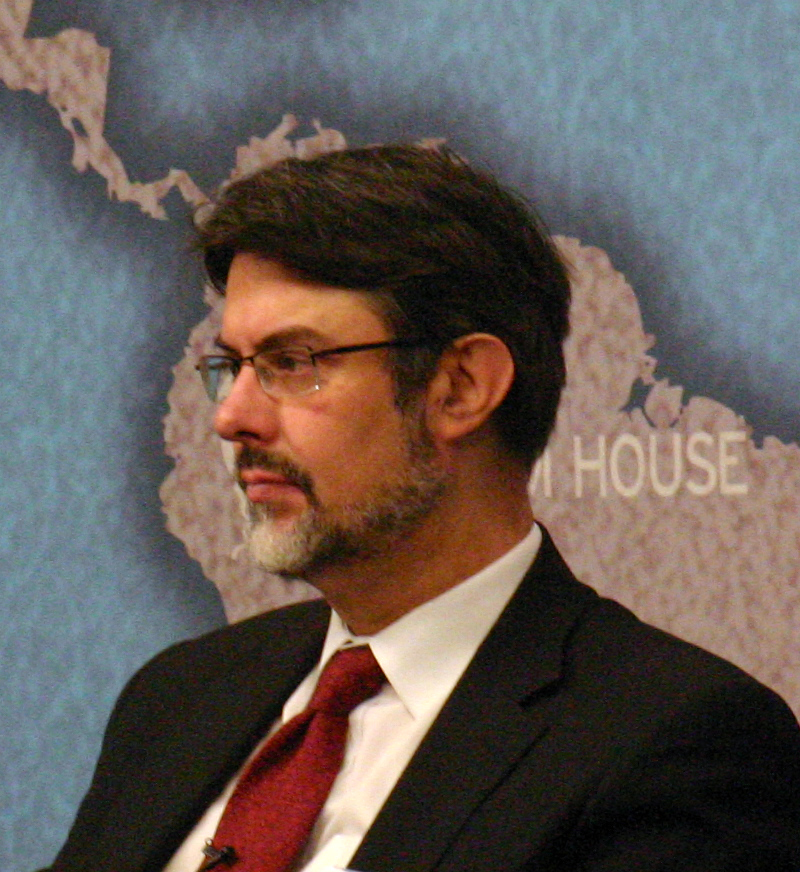
Anatol Lieven (* 1960)

- Lieven, Anatol Pawlowitsch (1872–1937), russischer Offizier
- Lieven, Andrei Alexandrowitsch (1839–1913), deutsch-baltisch-russischer Minister für Staatsbesitz
- Lieven, Bernd Vilhelm (1685–1771), schwedischer Generalleutnant
- Lieven, Charlotte von (1743–1828), kaiserlich-russische Obersthofmeisterin
- Lieven, Christoph von († 1839), russischer General und Diplomat
- Lieven, Claudius (* 1968), deutscher Politiker (GAL), MdHB
- Lieven, Dominic (* 1952), britischer Osteuropahistoriker
- Lieven, Dorothea von (1785–1857), Ehefrau des russischen Generals Christoph von LievenDorothea von Lieven (1785–1857)

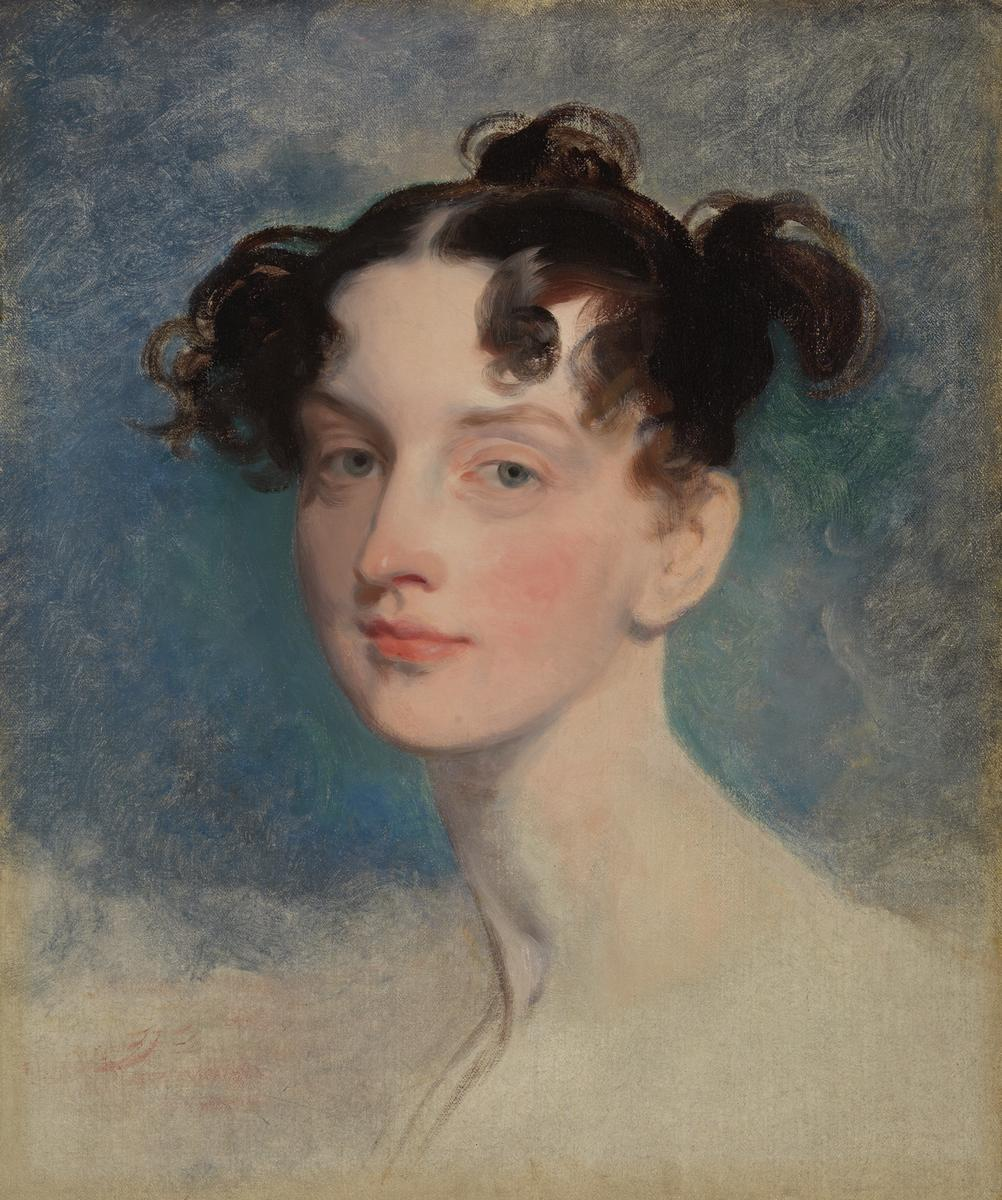
Dorothea von Lieven (1785–1857)

- Lieven, Hans Heinrich (1664–1733), schwedischer Generalleutnant (ab 1719 Graf)
- Lieven, Hans Henrik der Jüngere (1704–1781), schwedischer Graf, Reichsrat, Politiker und Generalleutnant
- Lieven, Heinz (1928–2021), deutscher Schauspieler
- Lieven, Johann von (1775–1848), russischer Generalleutnant
- Lieven, Karl von (1767–1844), russischer General und Bildungsminister
- Lieven, Oskar (1852–1912), russischer Chemiker und Unternehmer
- Lieven, Paul von (1821–1881), livländischer Landmarschall
- Lieven, Theo (* 1952), deutscher Unternehmer
- Lieven, Theodor Karl (1902–1983), deutscher Autor und Komponist
- Lieven, Werner (1909–1968), deutscher Schauspieler, Hörspiel- und Synchronsprecher
- Lieven, Wilhelm (1934–2014), deutscher Politiker (CDU), MdL
- Lieven, Wilhelm Ferdinand (1839–1902), deutscher Gutsbesitzer und Kommunalpolitiker
- Lieven, Wilhelm von (1799–1880), russischer General der Infanterie
- Lievens, Aimé (1911–1976), belgischer Radrennfahrer
- Lievens, Dirk (1612–1651), holländischer Maler
- Lievens, Jan (1607–1674), niederländischer MalerJan Lievens (1607–1674)

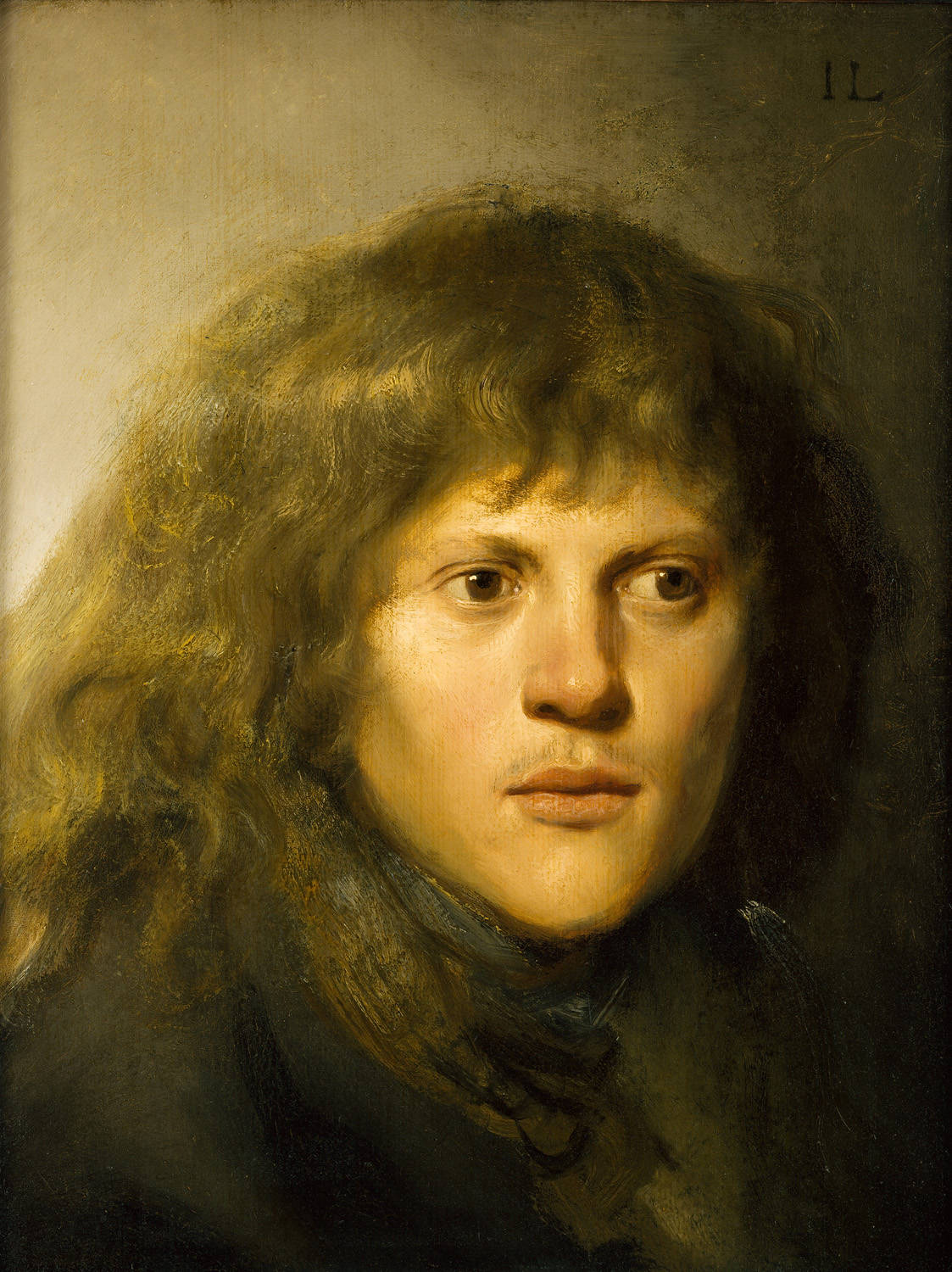
Jan Lievens (1607–1674)

- Lievestro, Stefan (* 1964), niederländischer Jazzbassist
- Lieving, Sarah, US-amerikanische Schauspielerin
- Lievore, Carlo (1937–2002), italienischer Leichtathlet
- Lievore, Giovanni (1932–2025), italienischer Speerwerfer
- Lièvre, Édouard (1828–1886), französischer Zeichner, Maler, Graphiker und Kunstschreiner (Ebenist)
- Lièvre, Stéphane (* 1972), französischer Fußballspieler
- Lievsay, Skip, US-amerikanischer Tontechniker und Tongestalter

### Liew
- Liew, Christine (* 1966), deutsche Buchautorin und Mitarbeiterin am Ostasieninstitut der Hochschule Ludwigshafen
- Liew, Daren (* 1987), malaysischer Badmintonspieler
- Liew, Jacky, malaysischer Kolumnist und Kritiker
- Liewald, Michael (* 1990), deutscher Gitarrist, Komponist, Designer, Fotograf
- Liewald, Sygun (* 1957), deutsche Schauspielerin, Synchronsprecherin, Dialogbuchautorin und Hörspielsprecherin
- Liewehr, Ferdinand (1896–1985), deutscher Slawist
- Liewehr, Florian (1945–2014), österreichischer Schauspieler, Burgschauspieler
- Liewehr, Fred (1909–1993), österreichischer Theater- und Filmschauspieler, Kammerschauspieler, Operettensänger (Tenor) sowie Festspielintendant
- Liewen, Bernhard von (1651–1703), schwedischer General der Infanterie
- Liewendahl, Frej (1902–1966), finnischer Mittel- und Langstreckenläufer
- Liewerscheidt, Dieter (* 1944), deutscher Schriftsteller und Literaturwissenschaftler

### Liez
- Liez, Nicolas (1809–1892), luxemburgischer Maler und Lithograf
- Liezen-Mayer, Alexander von (1839–1898), österreichisch-deutscher Historienmaler
- Liezi, chinesischer Philosoph der daoistischen RichtungLiezi

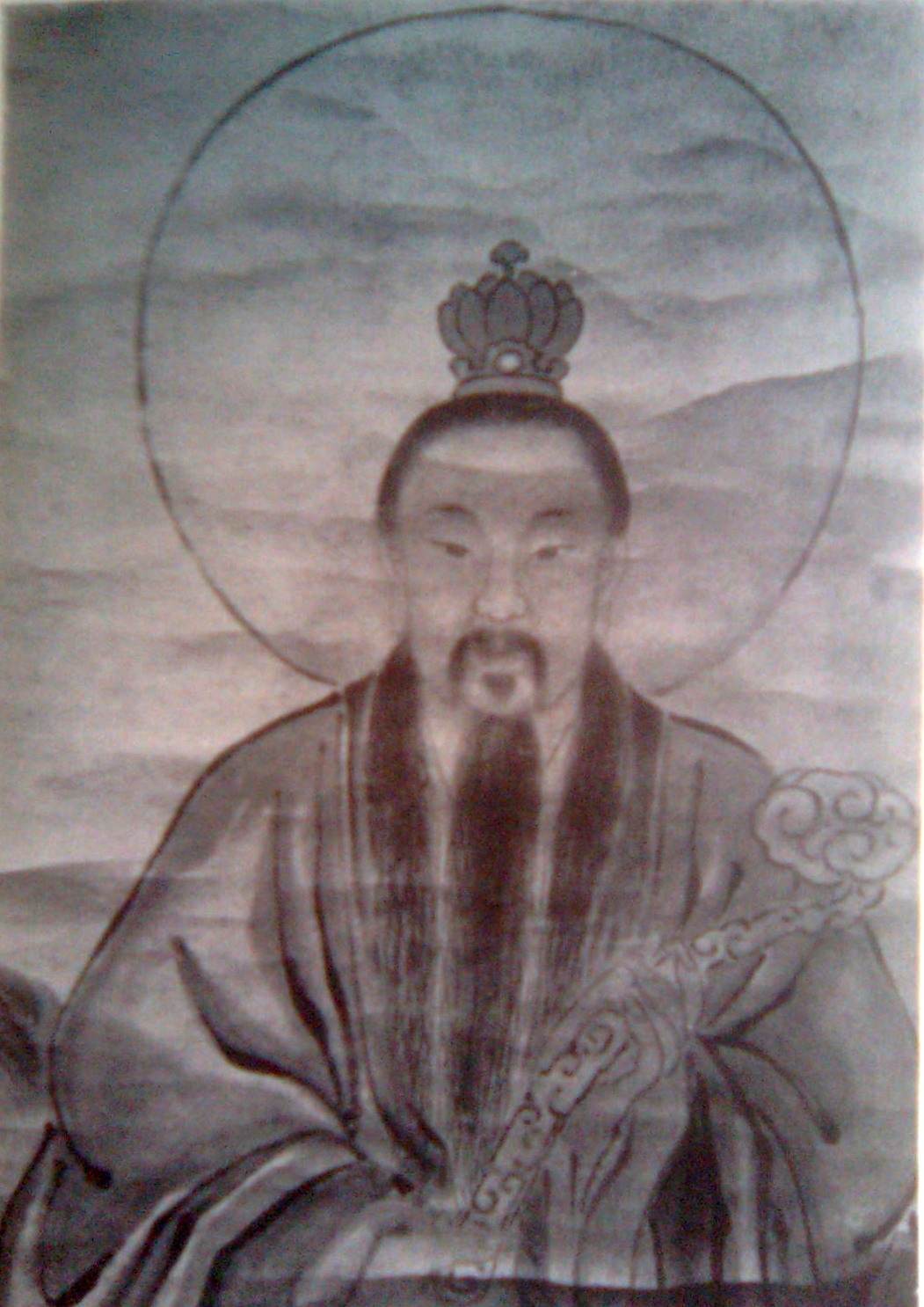
Liezi

- Liezietsu, Shurhozelie (* 1936), indischer Politiker